# Liste von Söhnen und Töchtern der Stadt Los Angeles
Diese Liste führt ausschließlich Personen auf, die in der kalifornischen Stadt Los Angeles geboren wurden und in dieser Wikipedia mit einem Artikel vertreten sind:

## 19. Jahrhundert

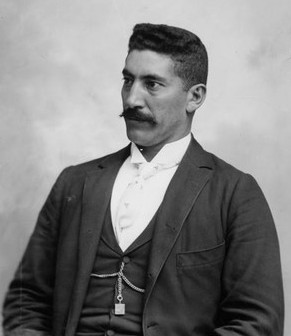
Cristóbal Aguilar
(≈1816–1886)

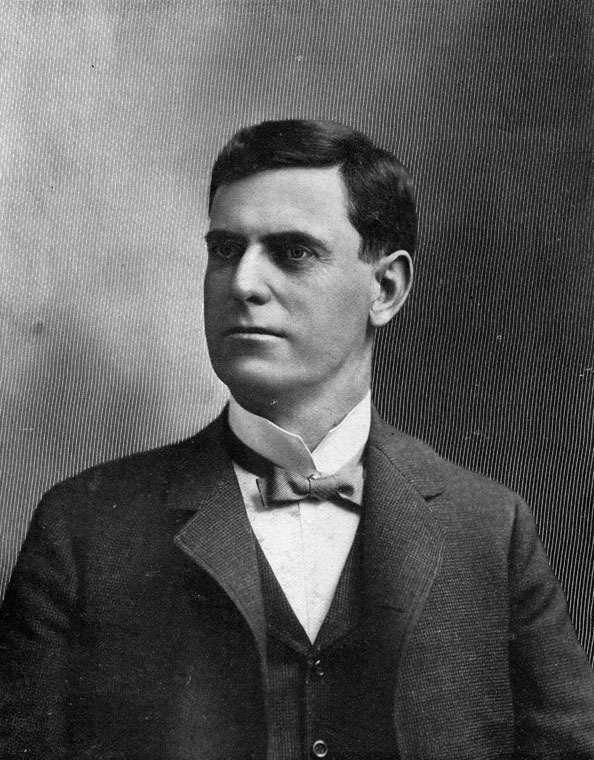
Frederick Eaton
(1856–1934)

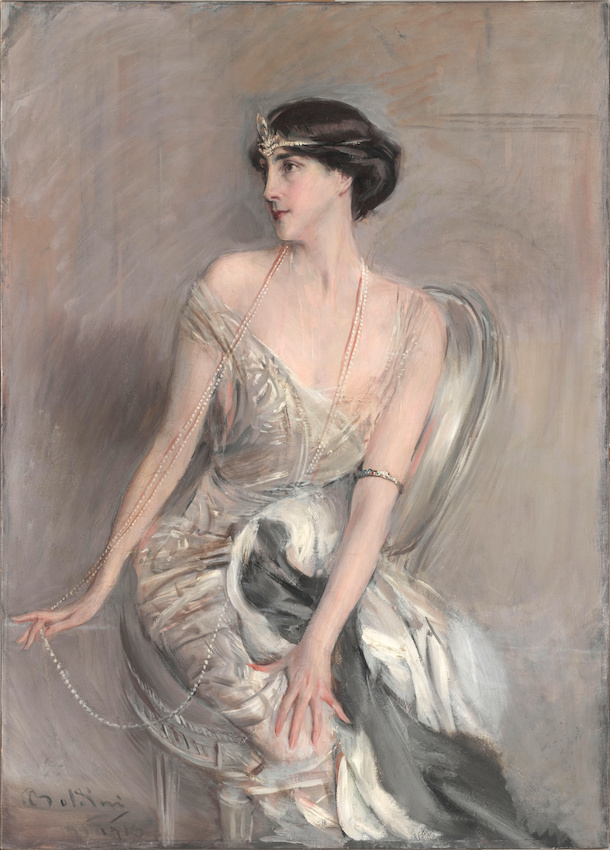
Florence Blumenthal
(1873–1930)

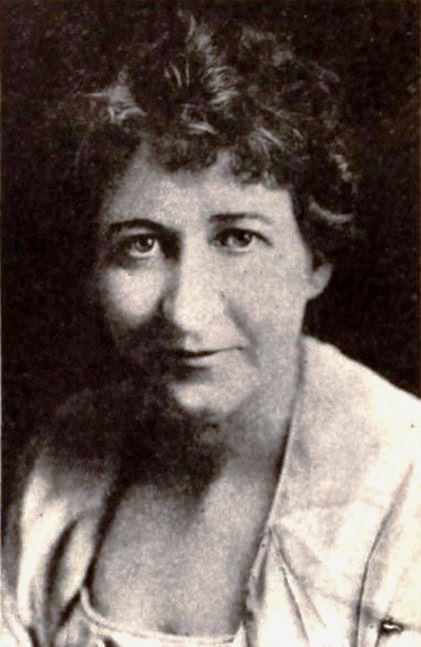
Ida May Park
(1879–1954)

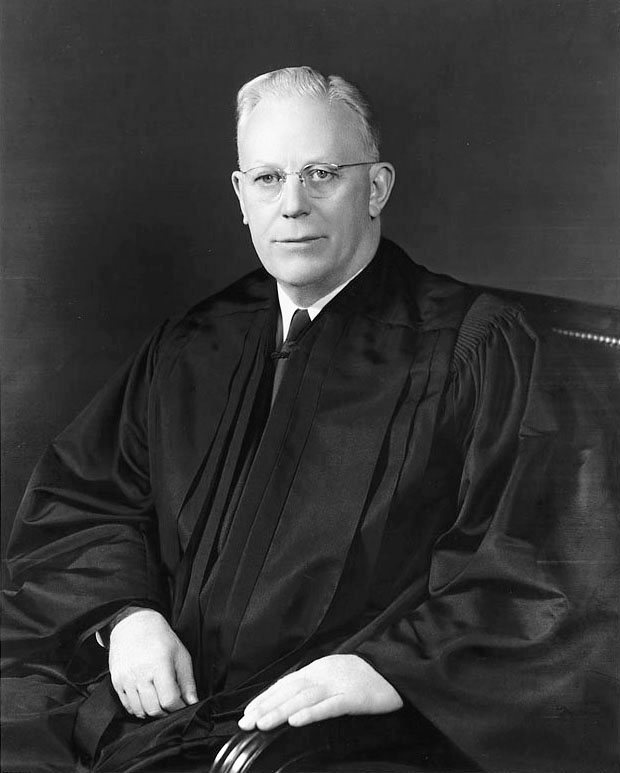
Earl Warren
(1891–1974)

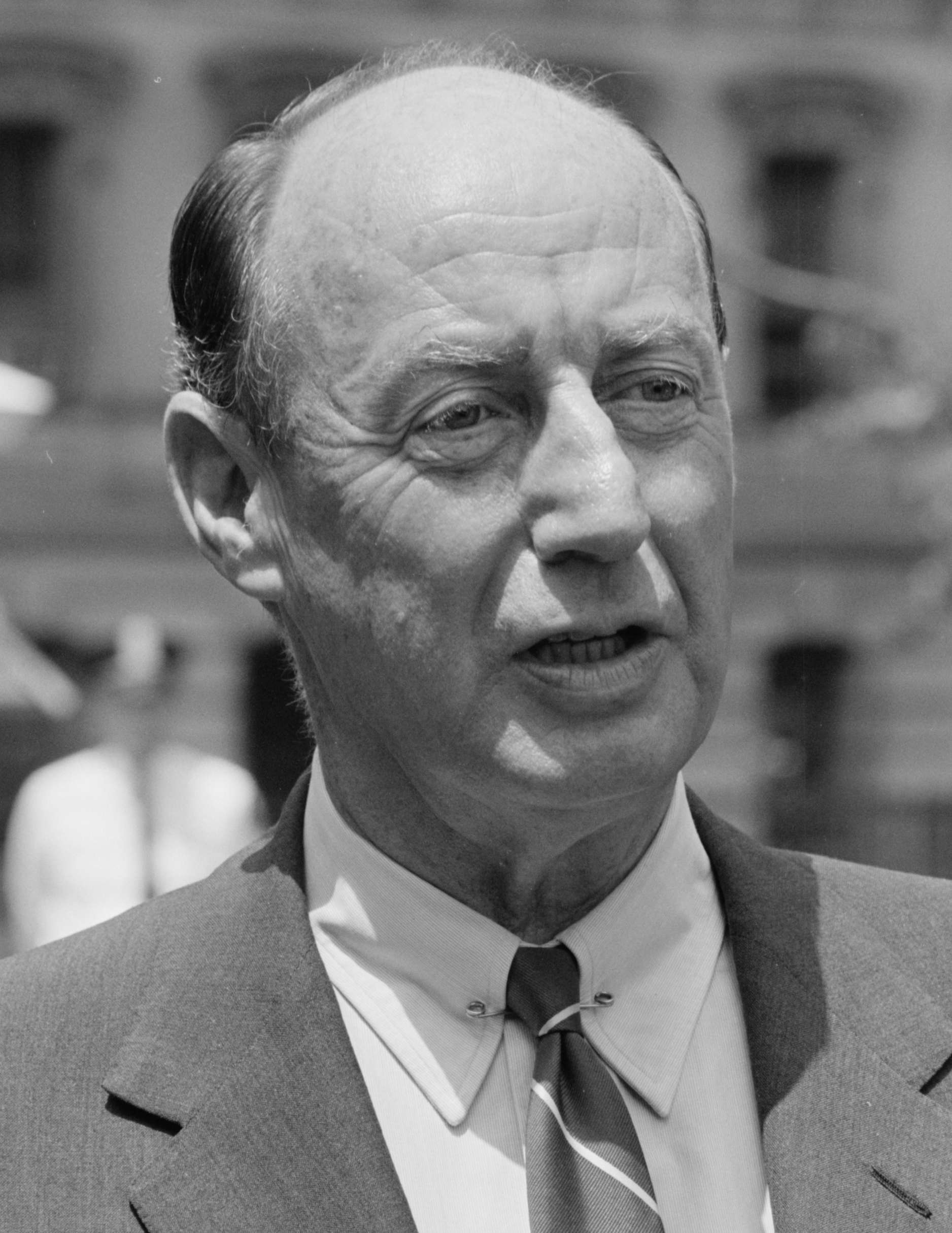
Adlai Ewing Stevenson II
(1900–1965)

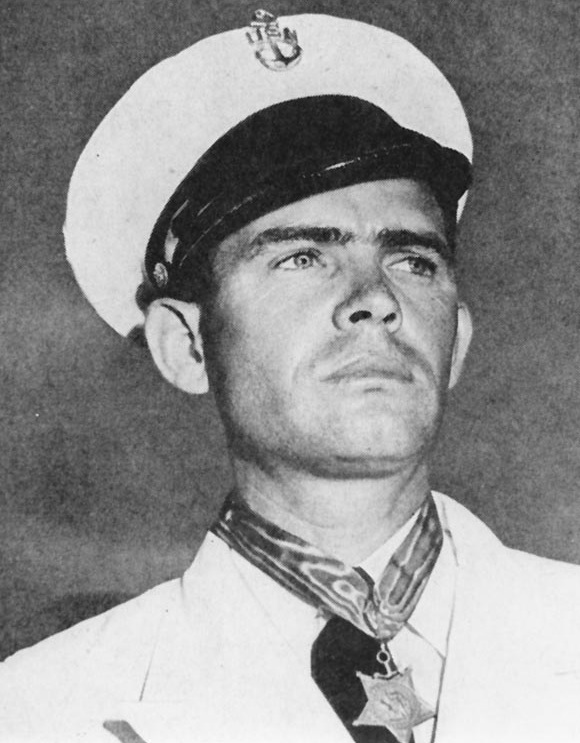
John William Finn
(1909–2010)

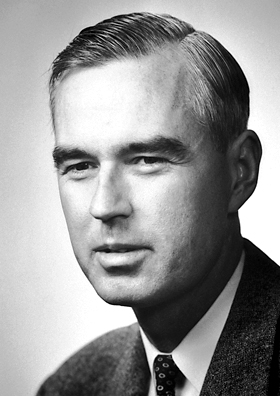
Willis Eugene Lamb
(1913–2008)

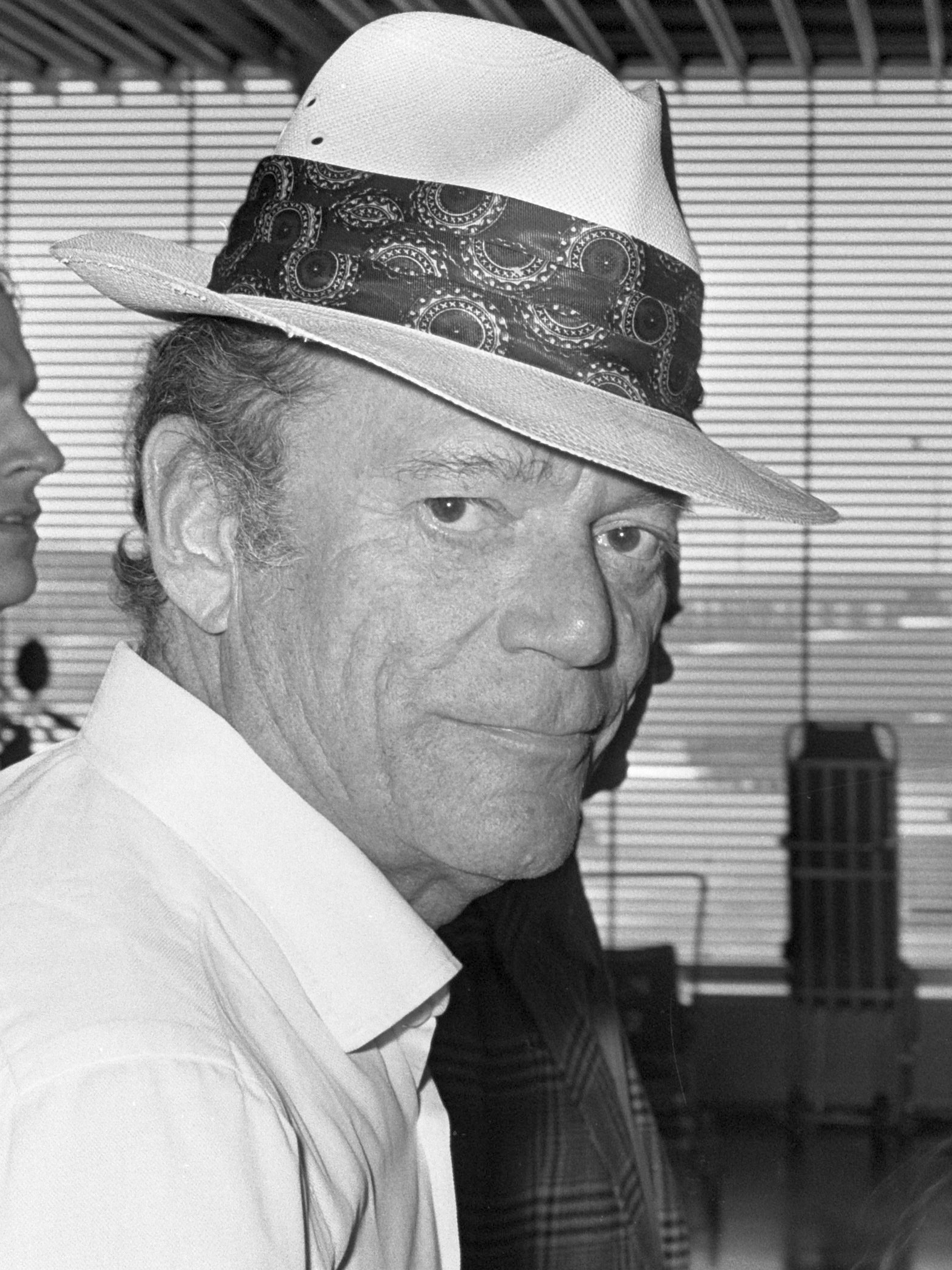
Eddie Constantine
(1917–1993)

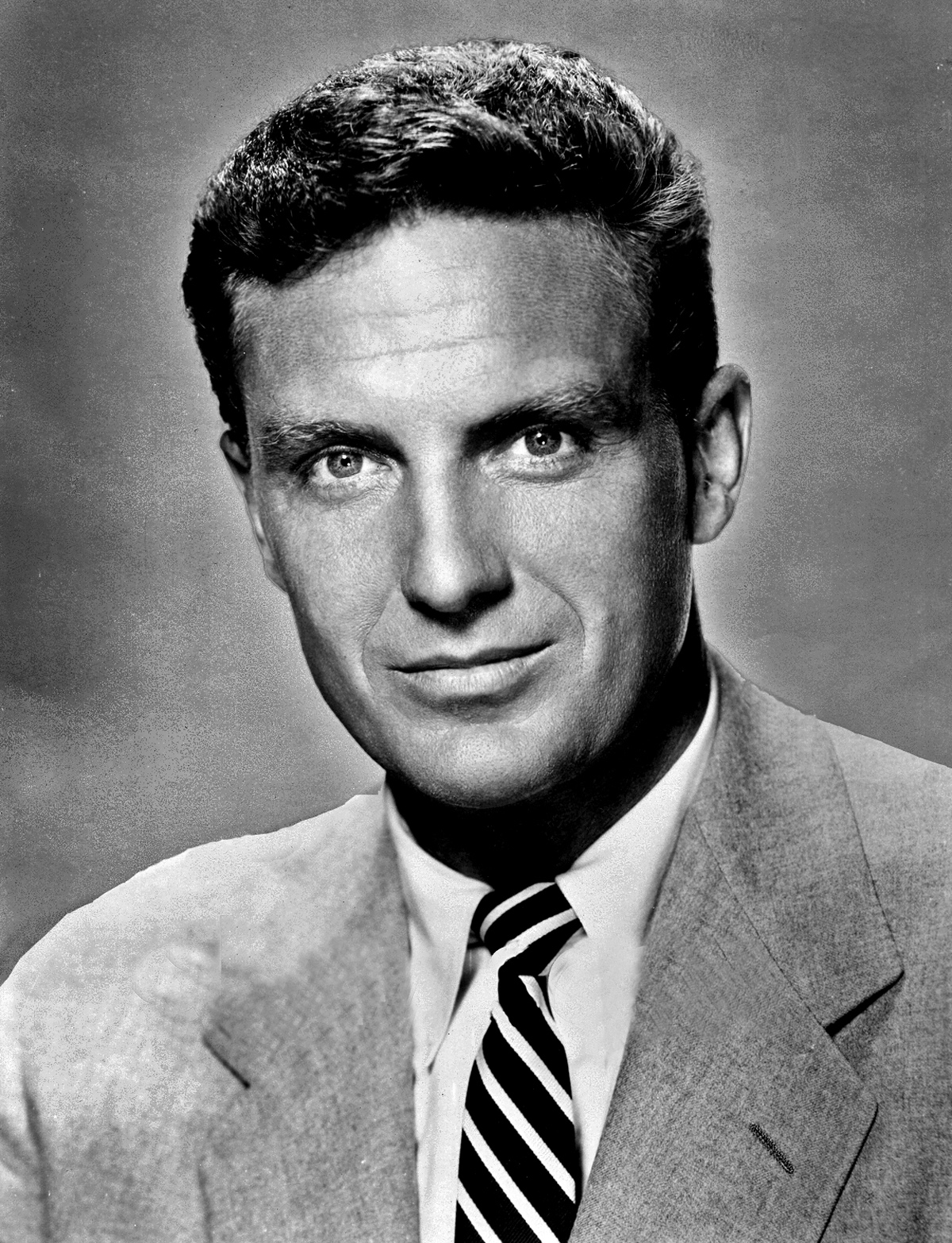
Robert Stack
(1919–2003)

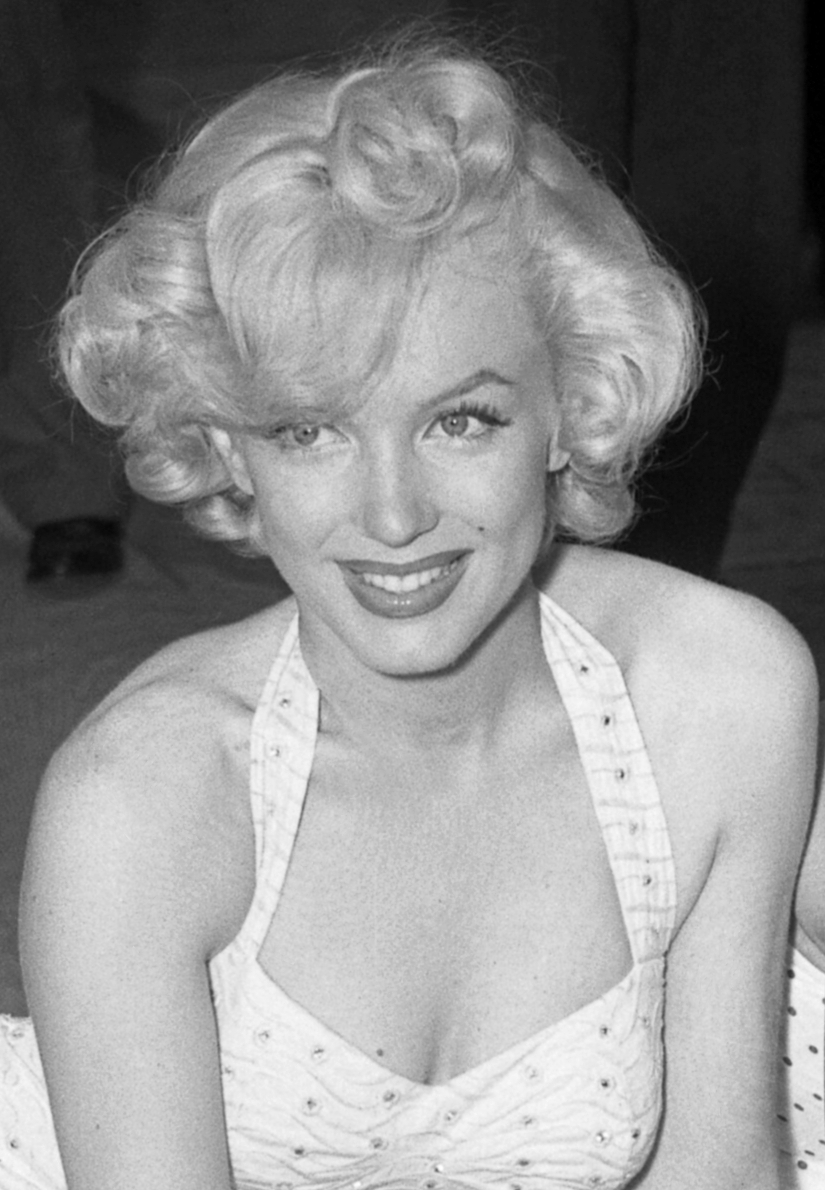
Marilyn Monroe
(1926–1962)

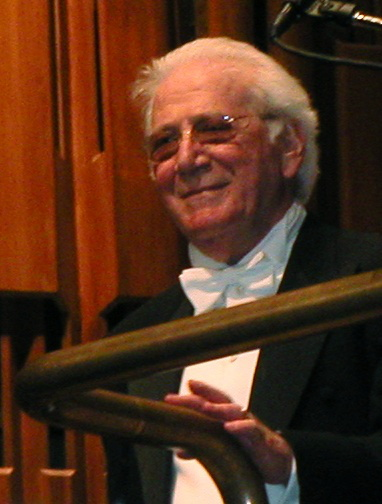
Jerry Goldsmith
(1929–2004)

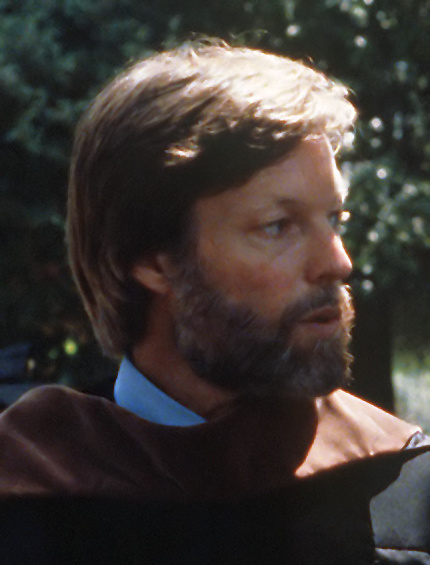
Richard Chamberlain
(1934–2025)

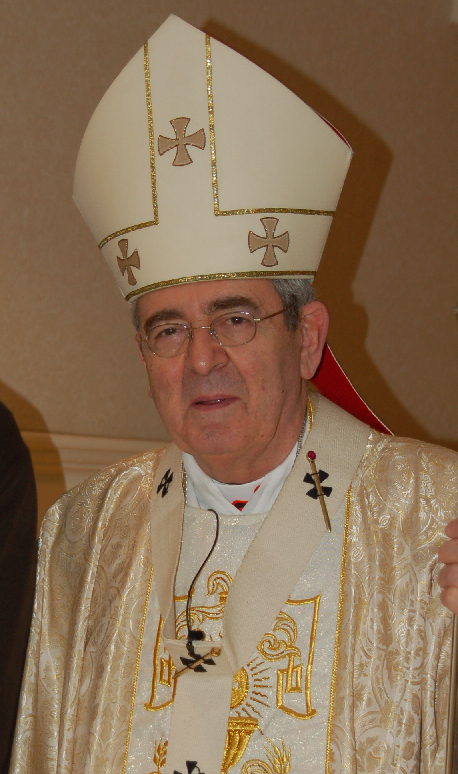
Justin Francis Rigali
(* 1935)

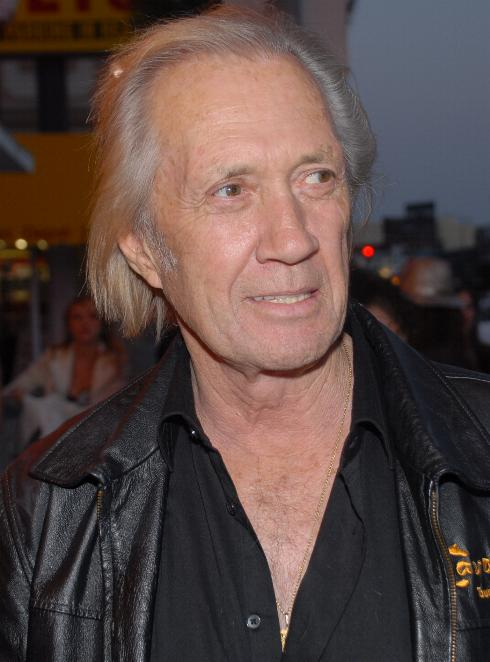
David Carradine
(1936–2009)

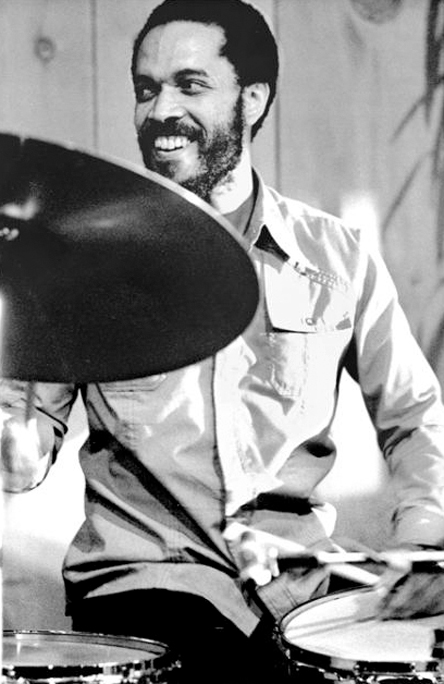
Billy Higgins
(1936–2001)

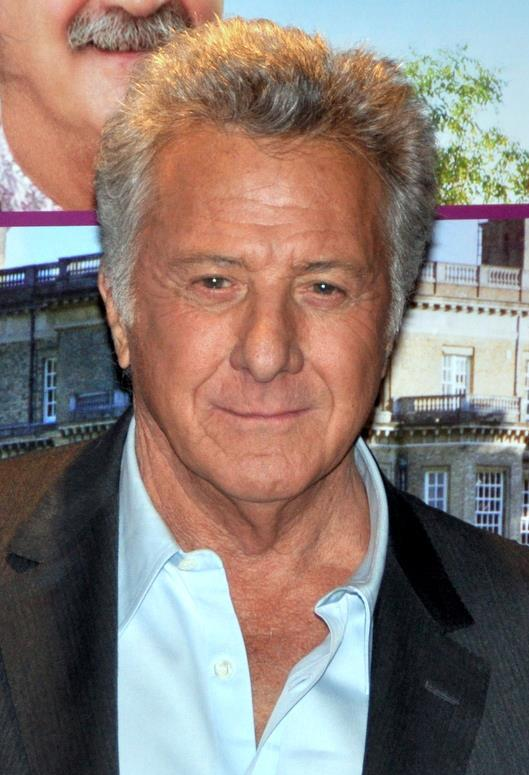
Dustin Hoffman
(* 1937)

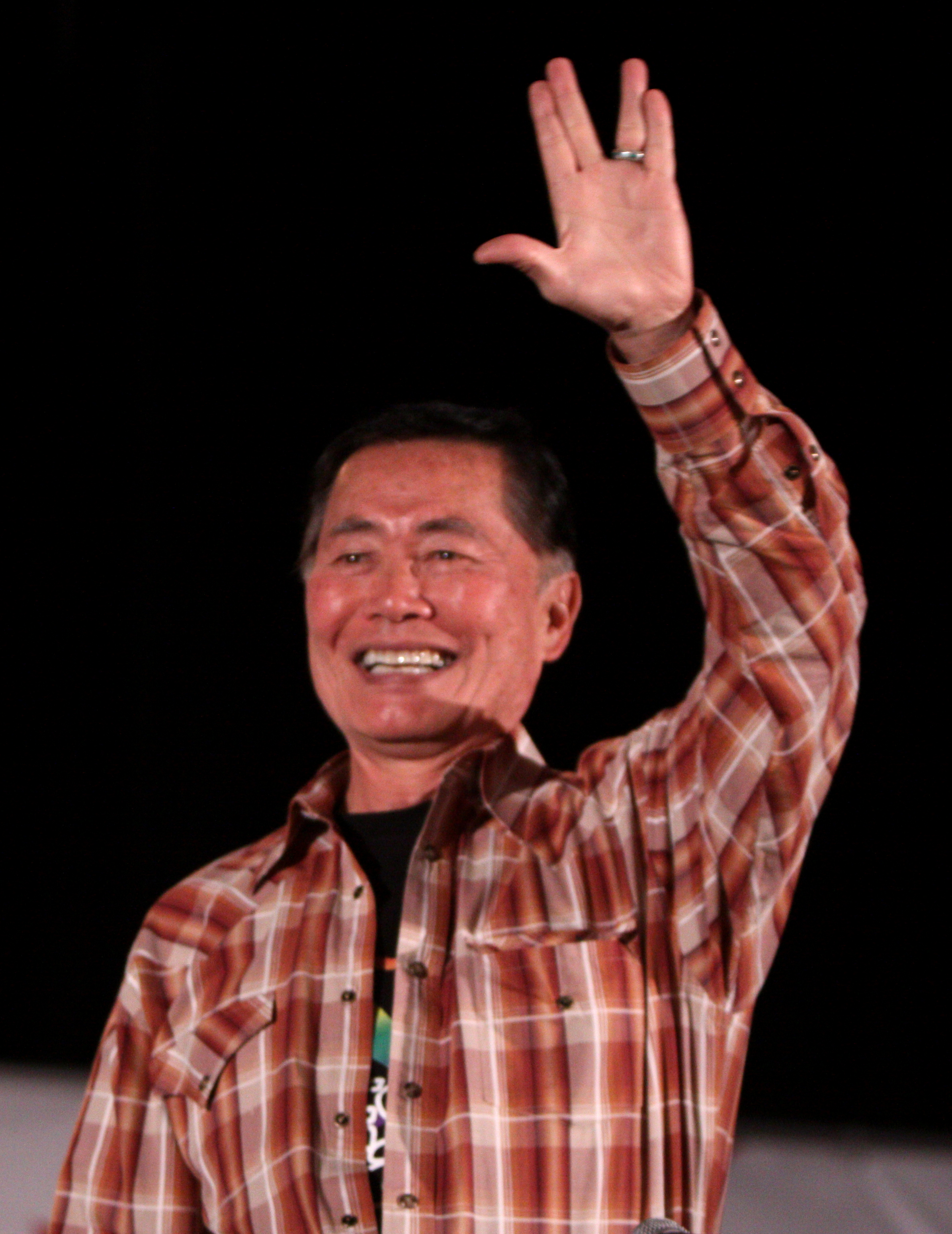
George Takei
(* 1937)

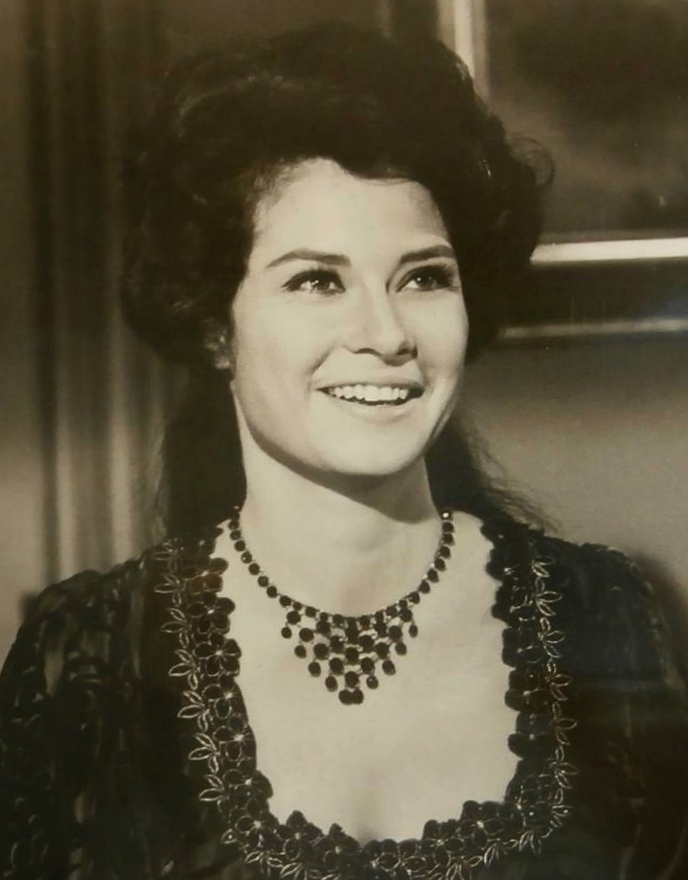
Diane Baker
(* 1938)

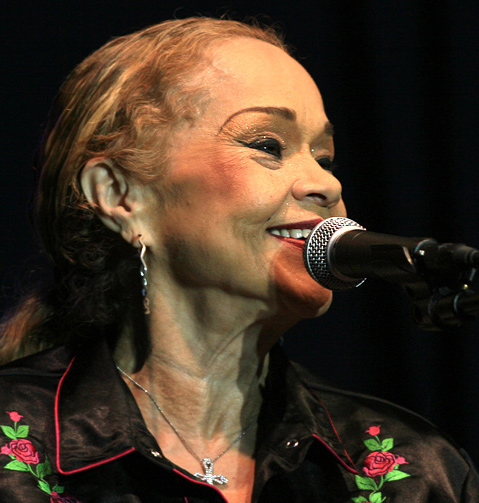
Etta James
(1938–2012)

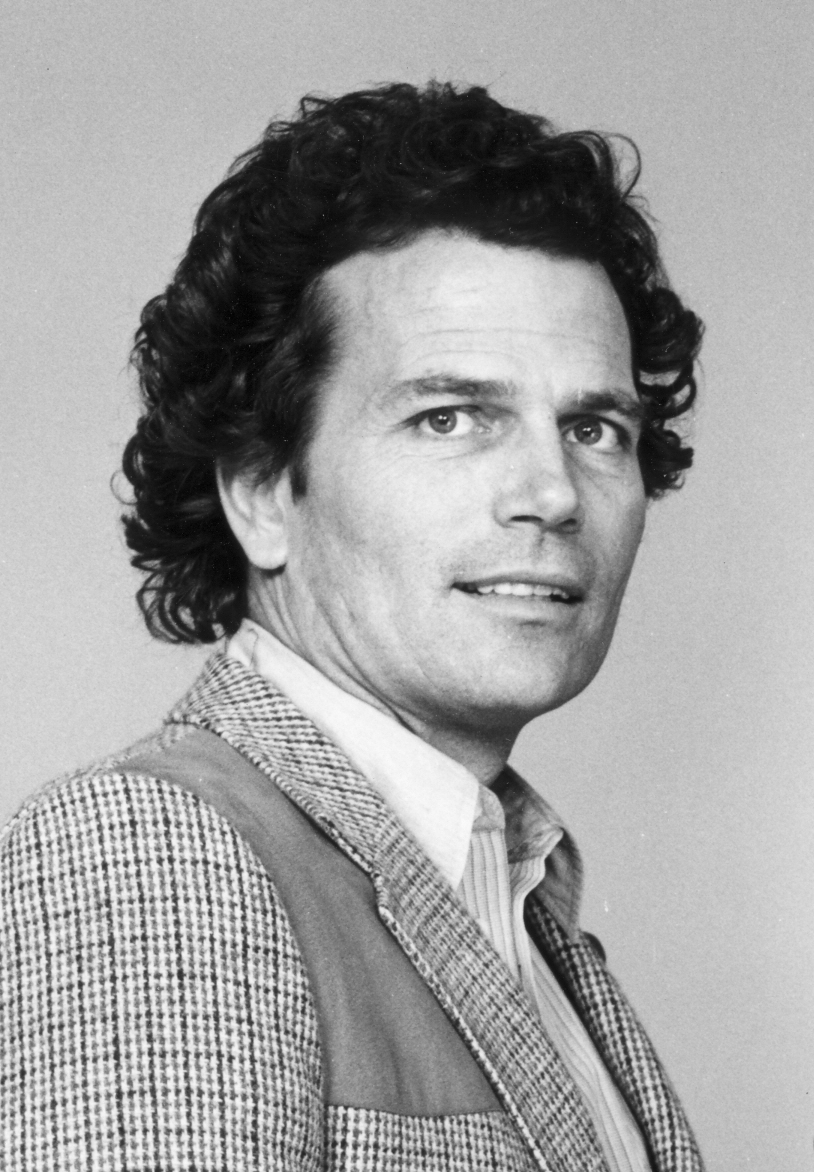
Patrick Wayne
(* 1939)

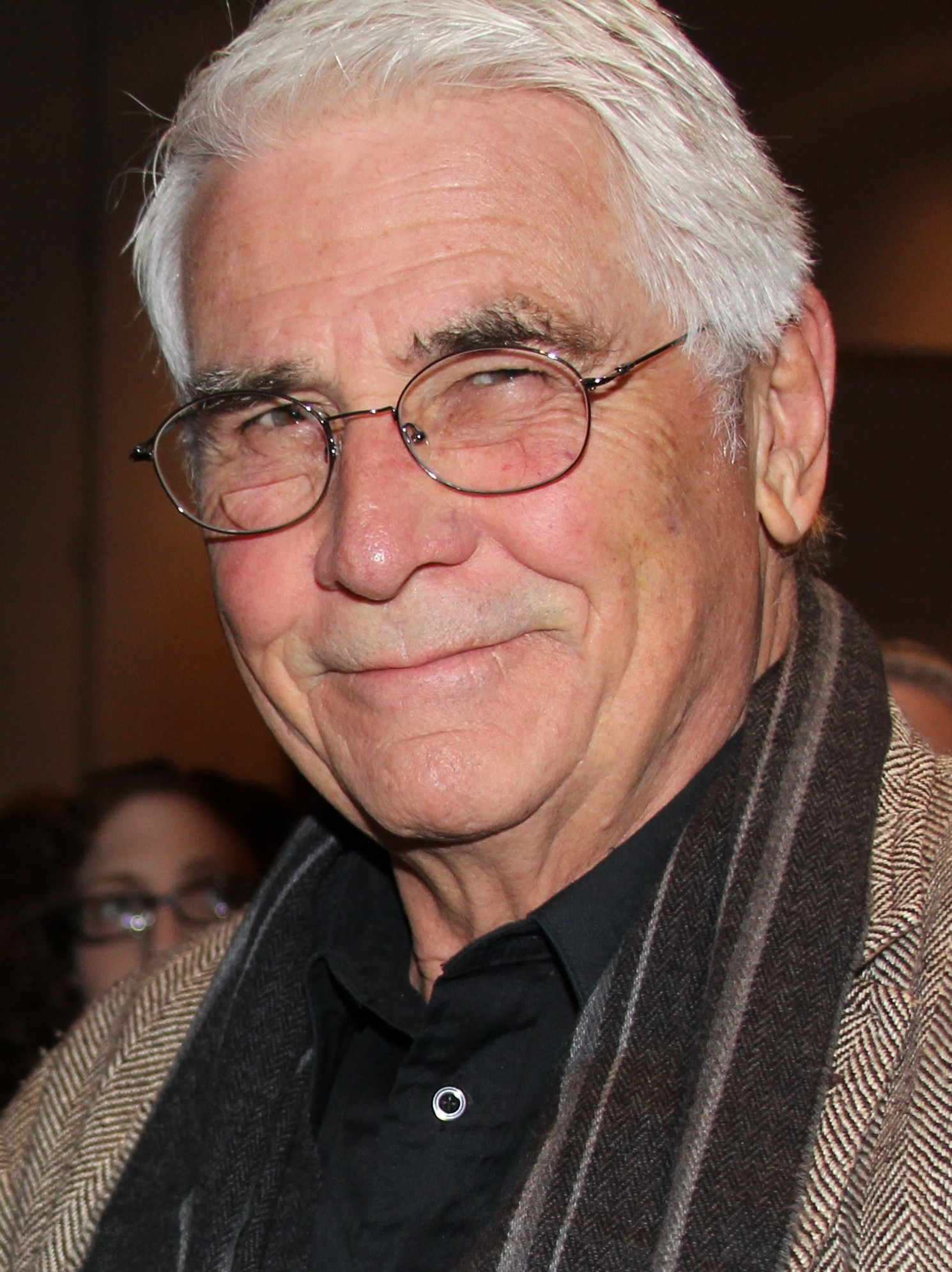
James Brolin
(* 1940)

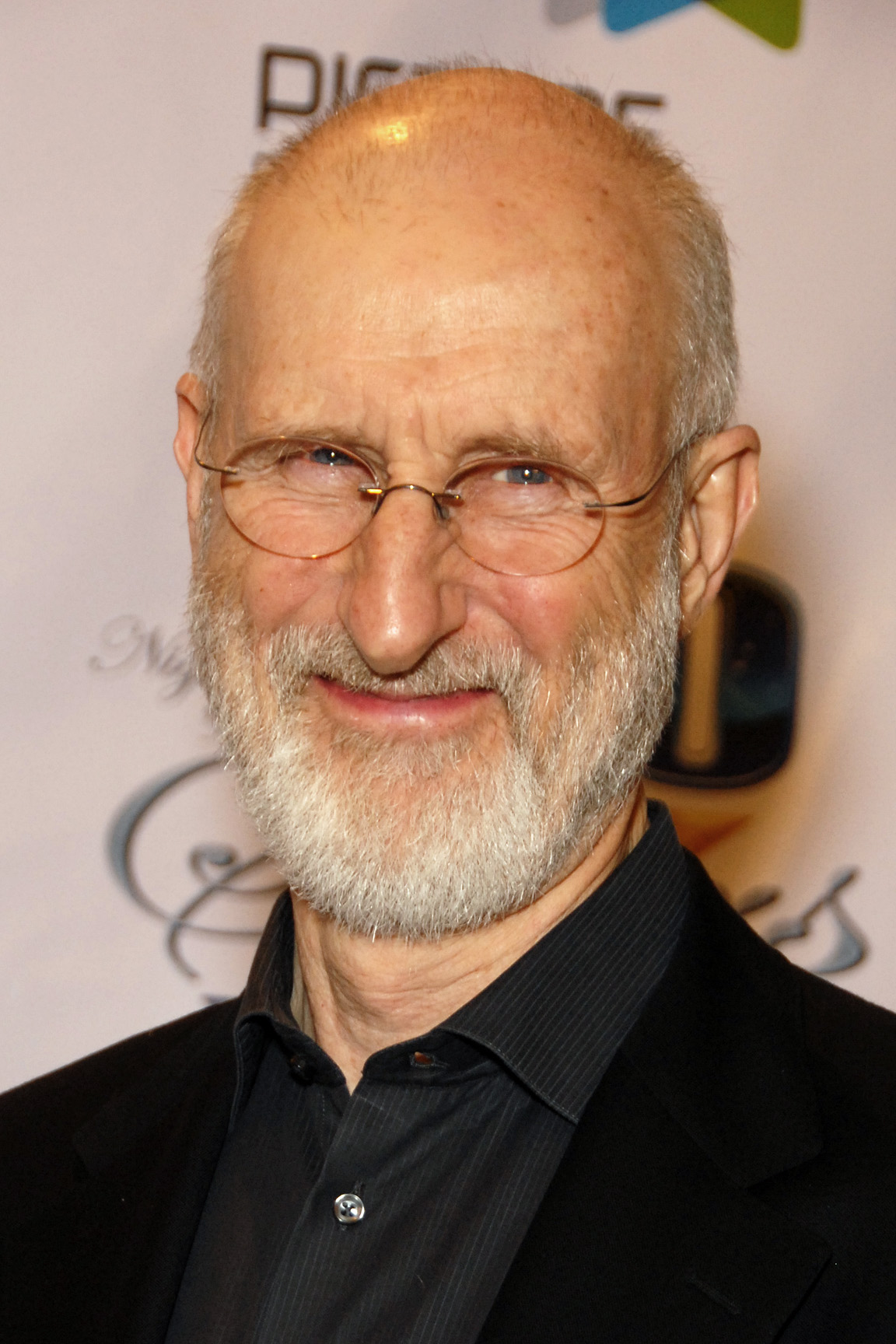
James Cromwell
(* 1940)

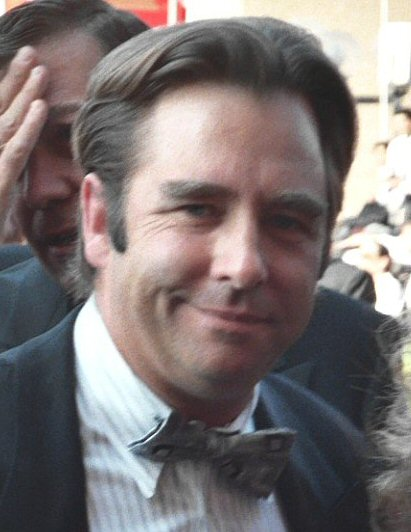
Beau Bridges
(* 1941)

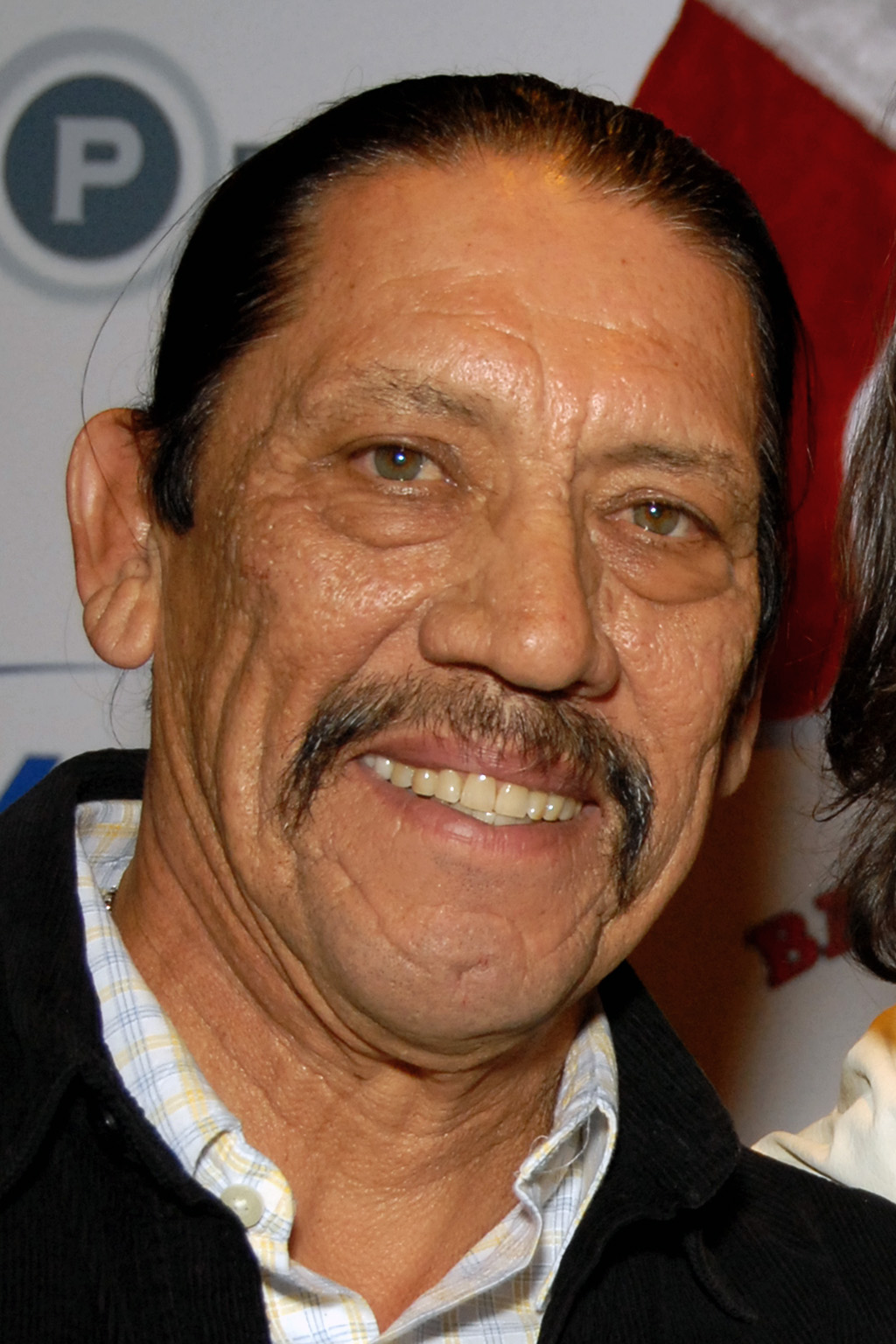
Danny Trejo
(* 1944)

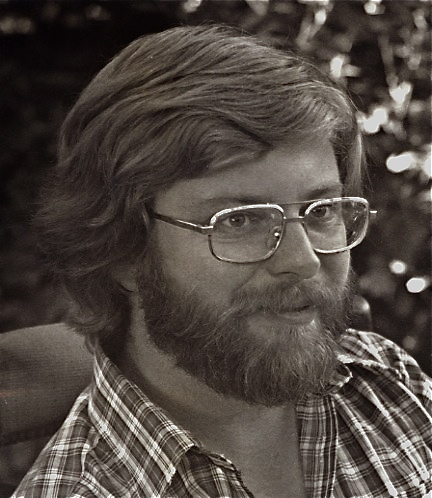
Doug Peterson
(* 1945)

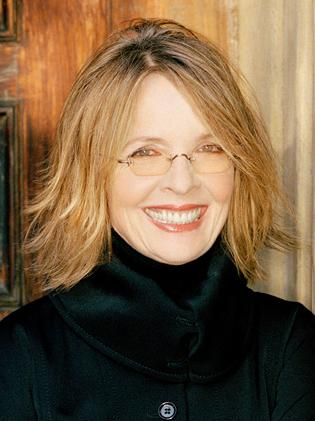
Diane Keaton
(* 1946)

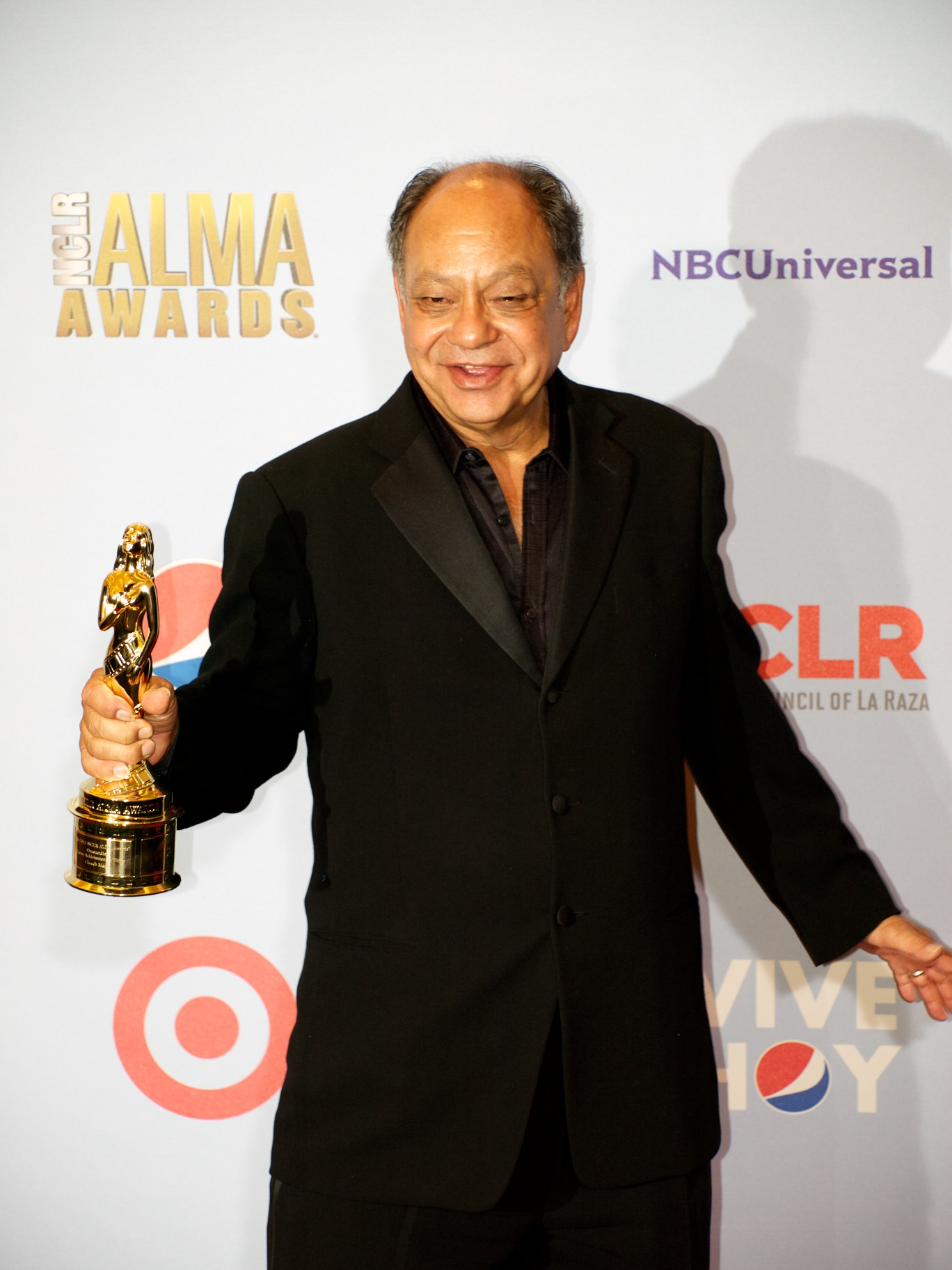
Cheech Marin
(* 1946)

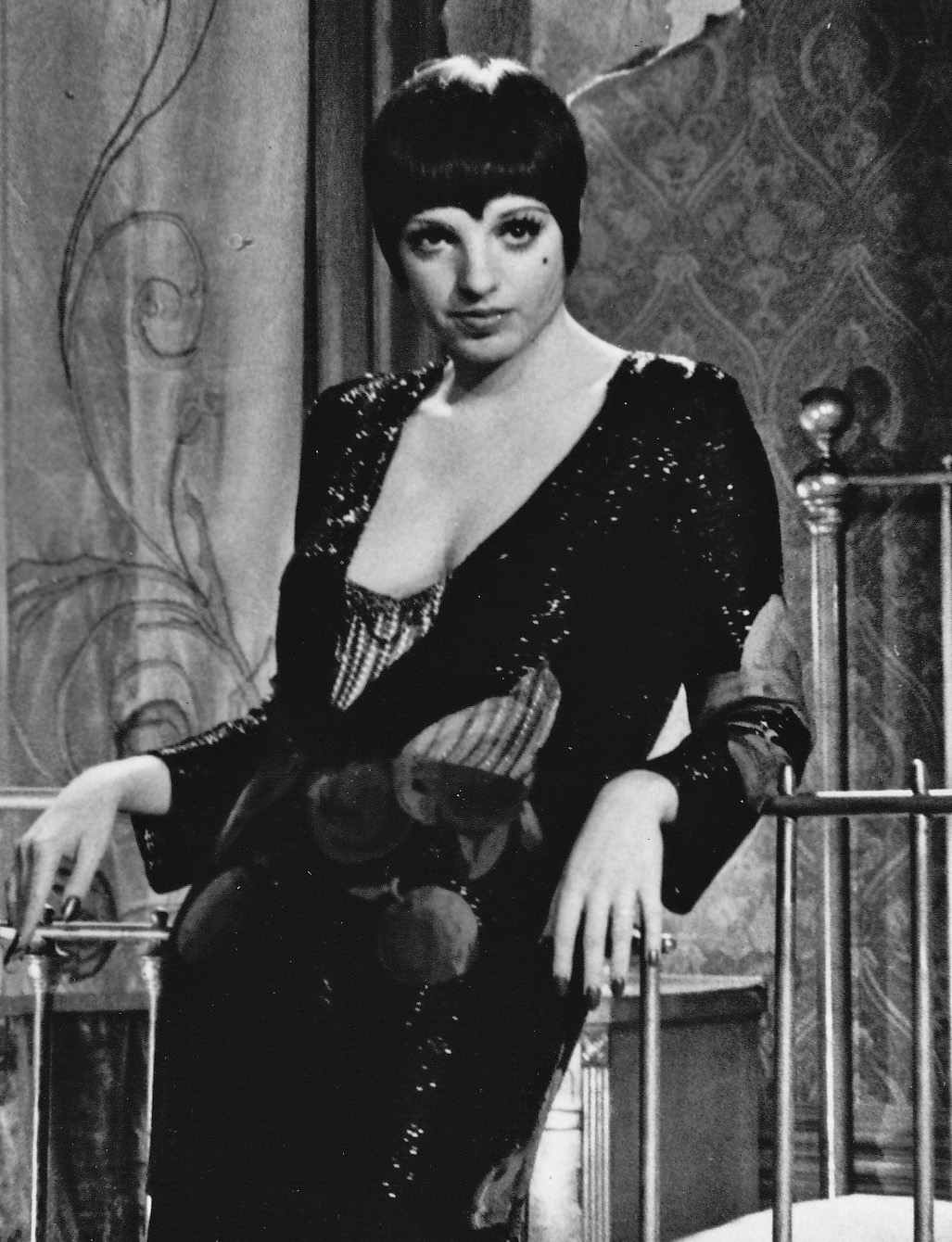
Liza Minnelli
(* 1946)

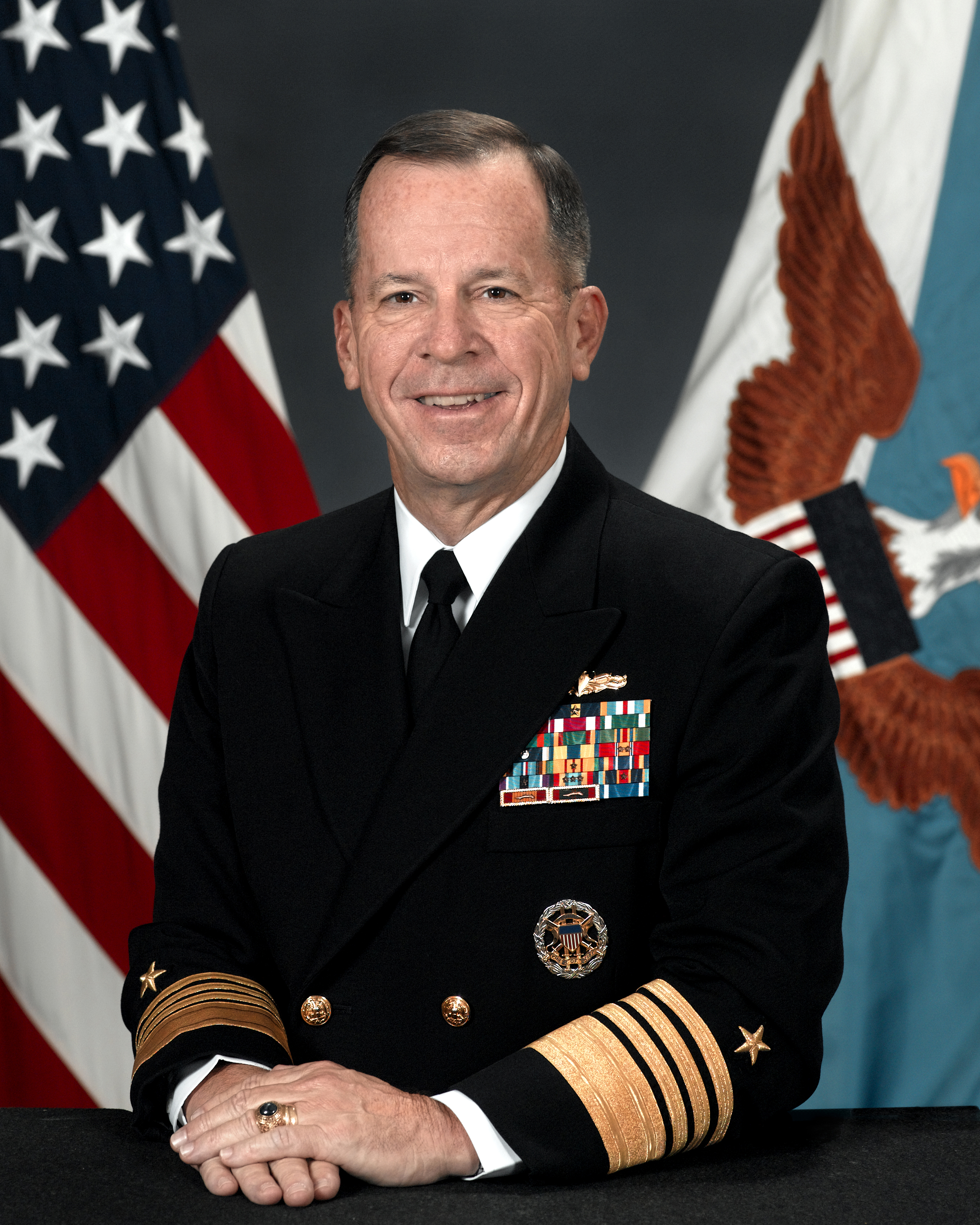
Michael G. Mullen
(* 1946)

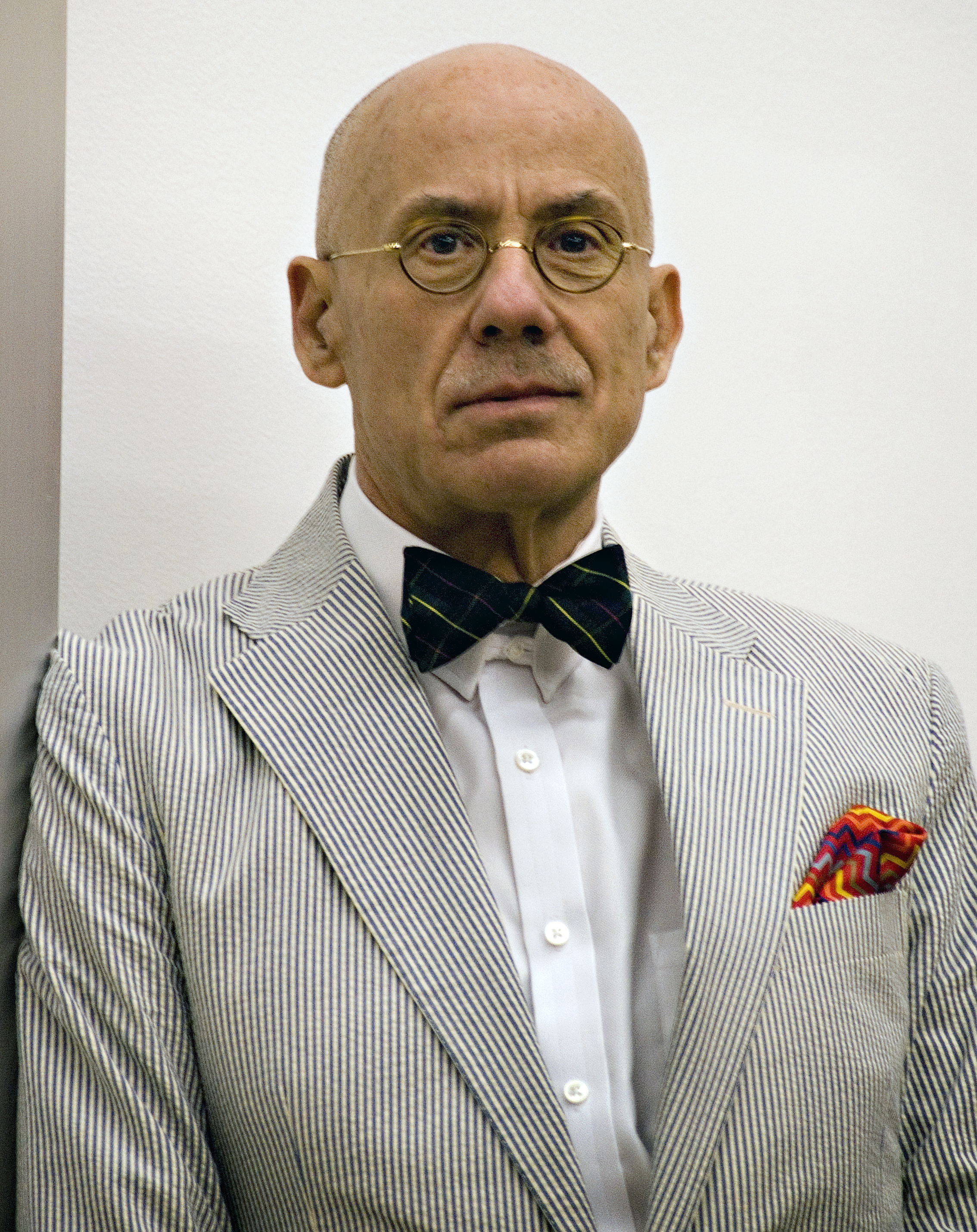
James Ellroy
(* 1948)

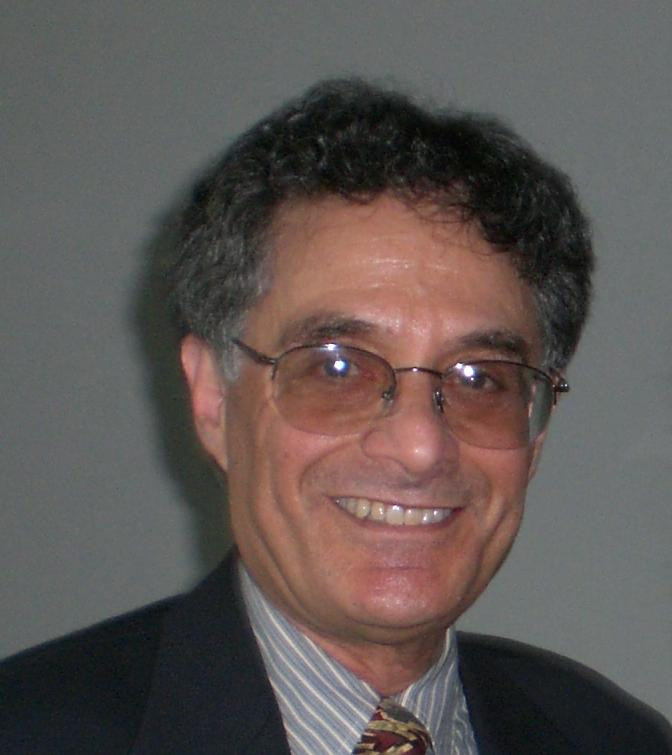
Marc Okrand
(* 1948)

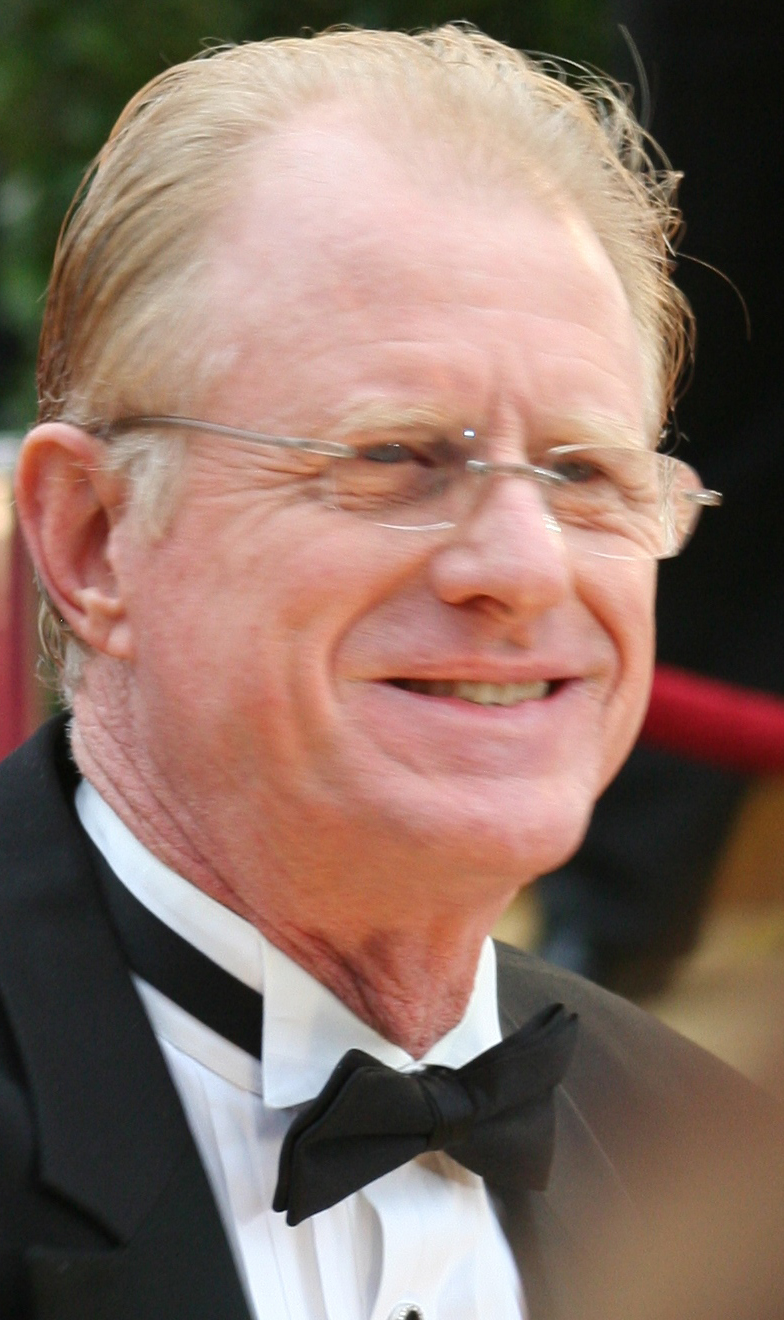
Ed Begley junior
(* 1949)

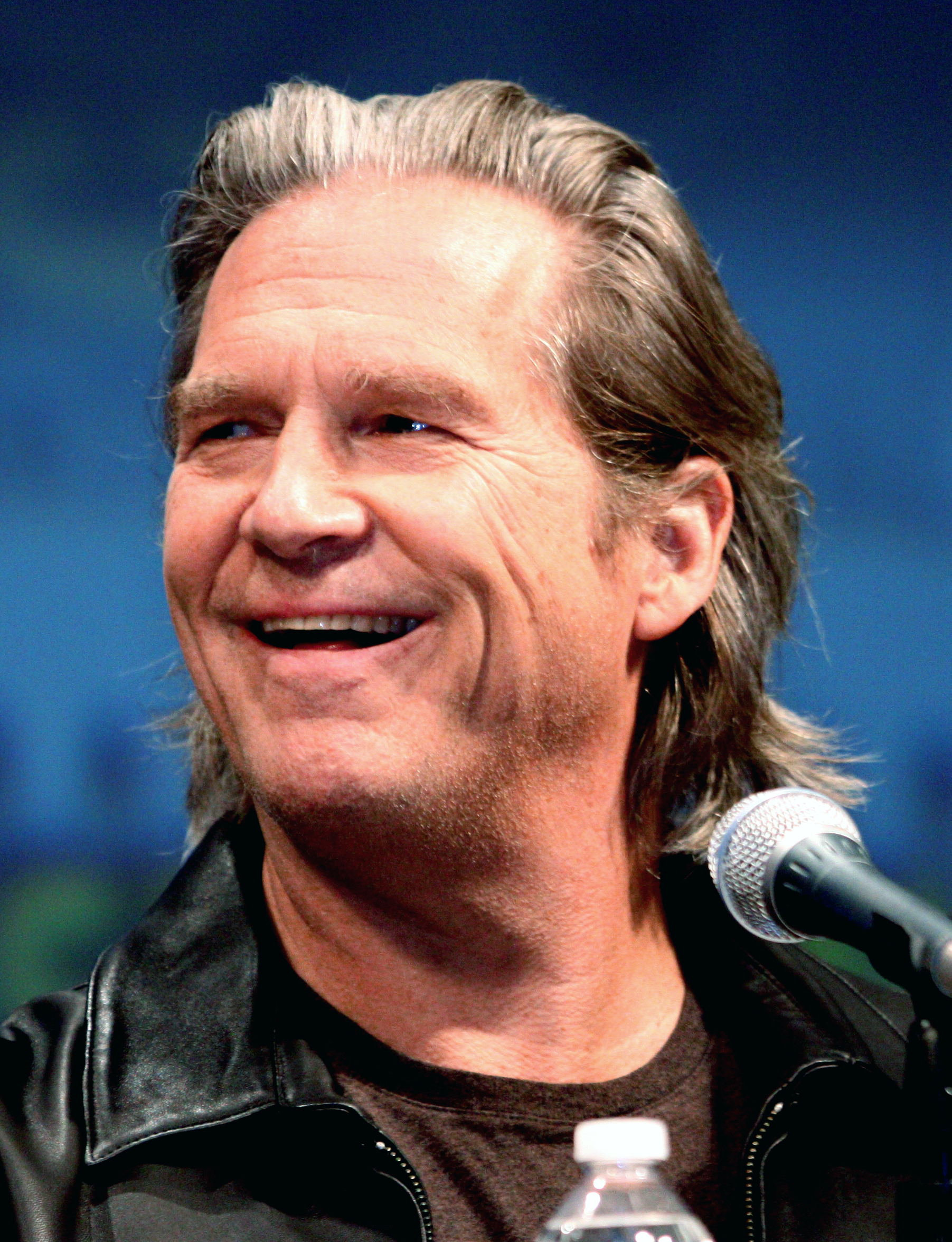
Jeff Bridges
(* 1949)

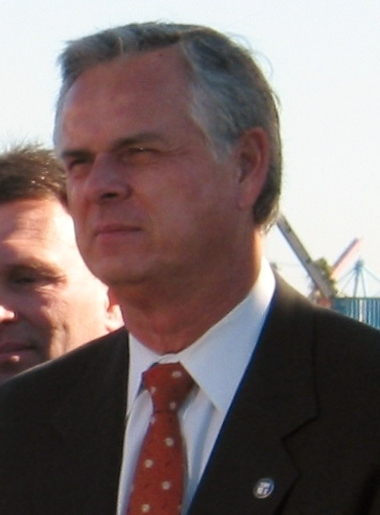
James Hahn
(* 1950)

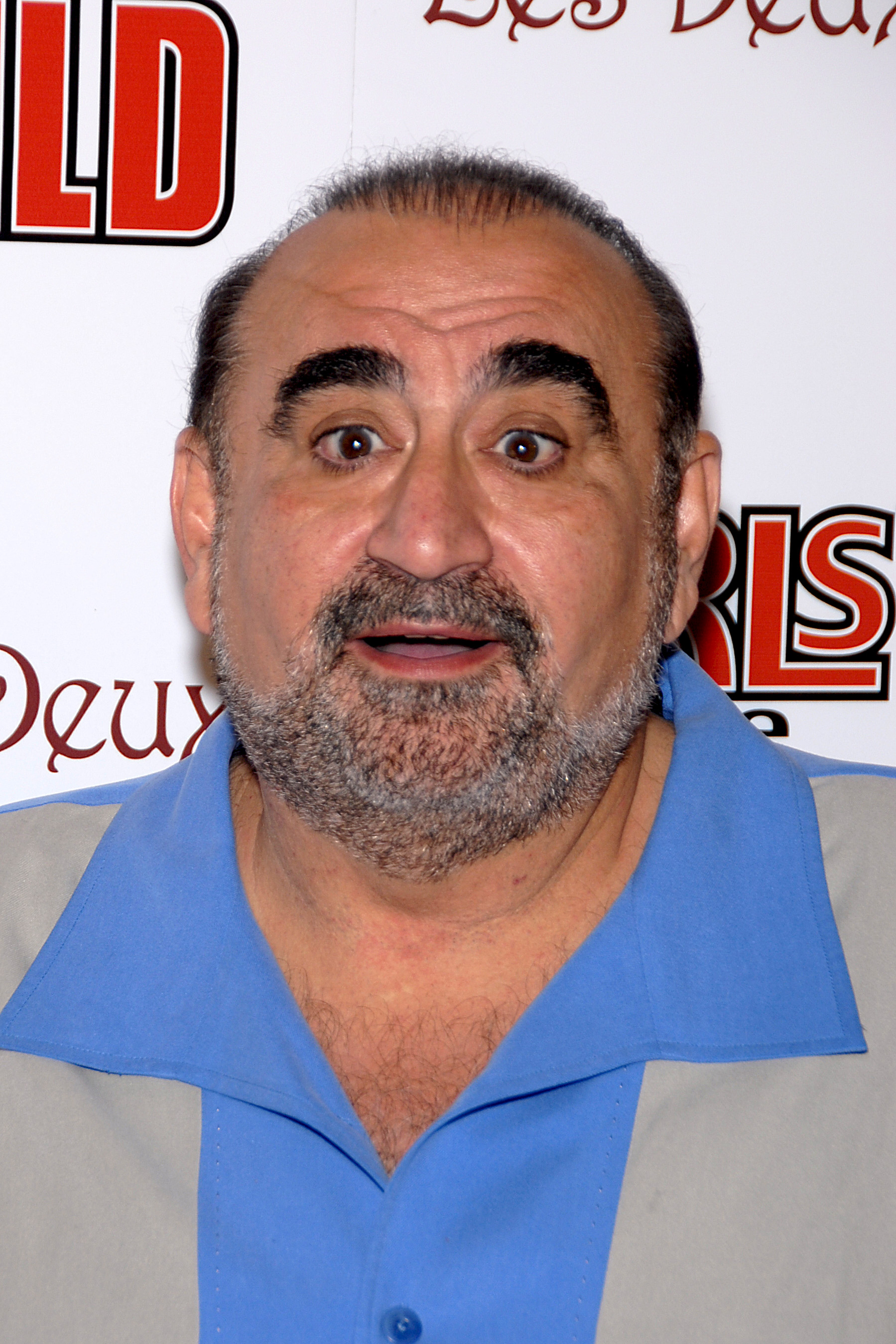
Ken Davitian
(* 1953)

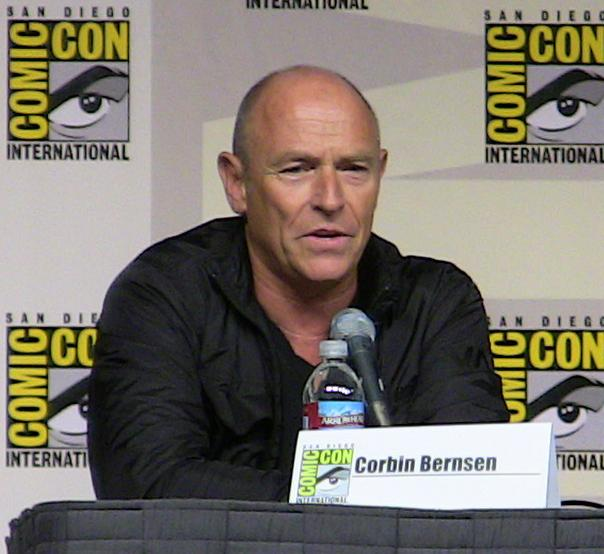
Corbin Bernsen
(* 1954)

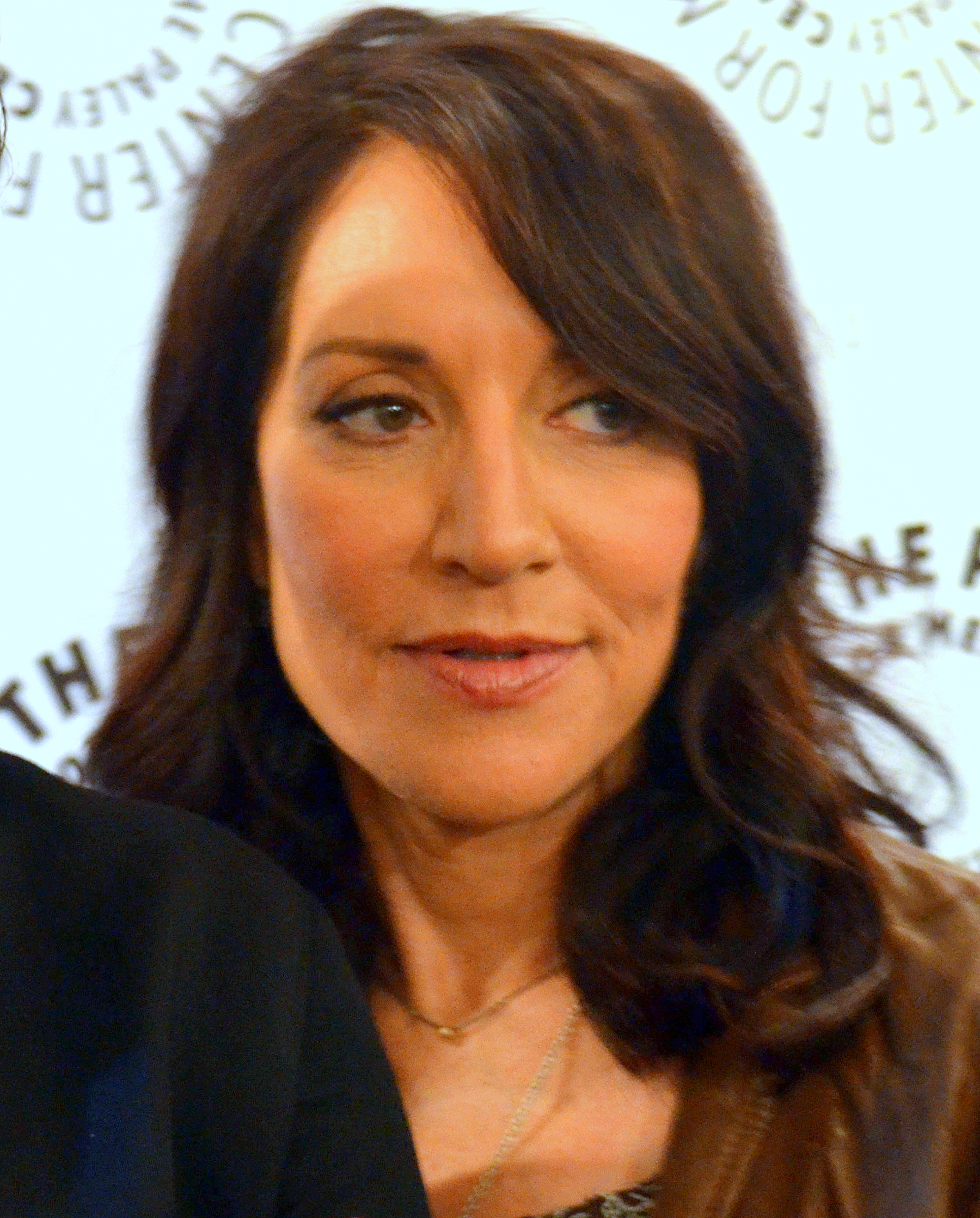
Katey Sagal
(* 1954)

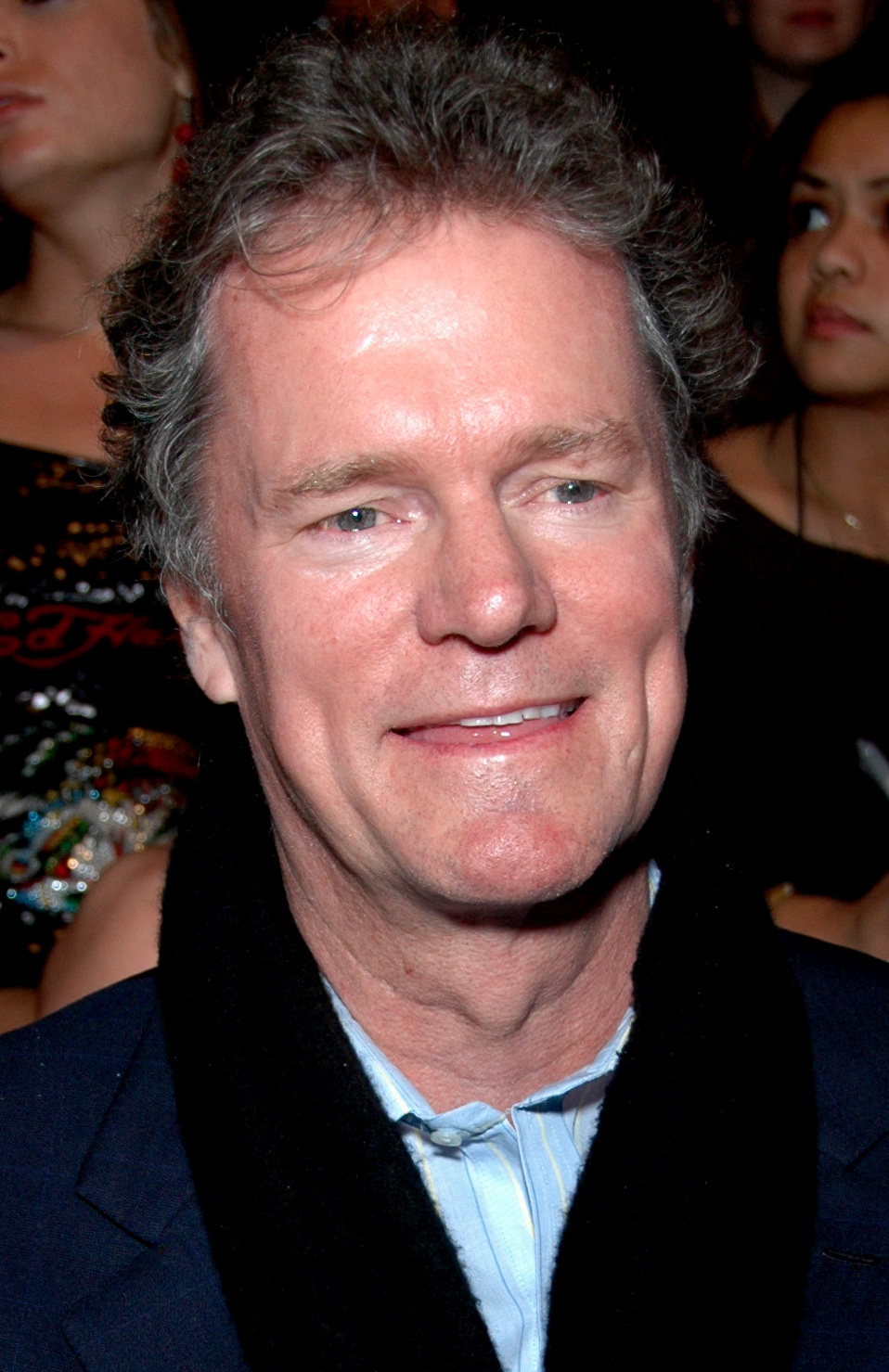
Richard Hilton
(* 1955)

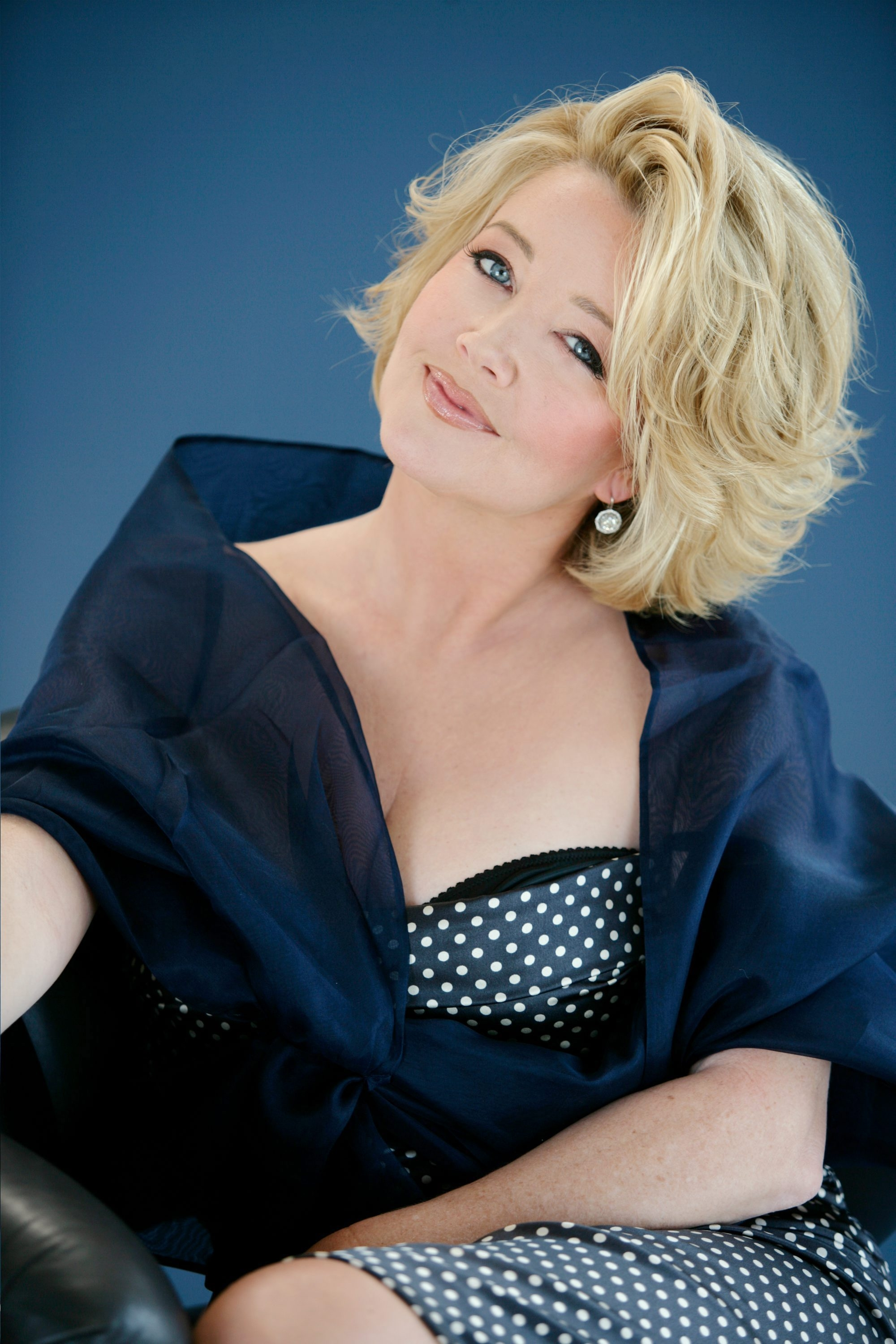
Melody Thomas Scott
(* 1956)

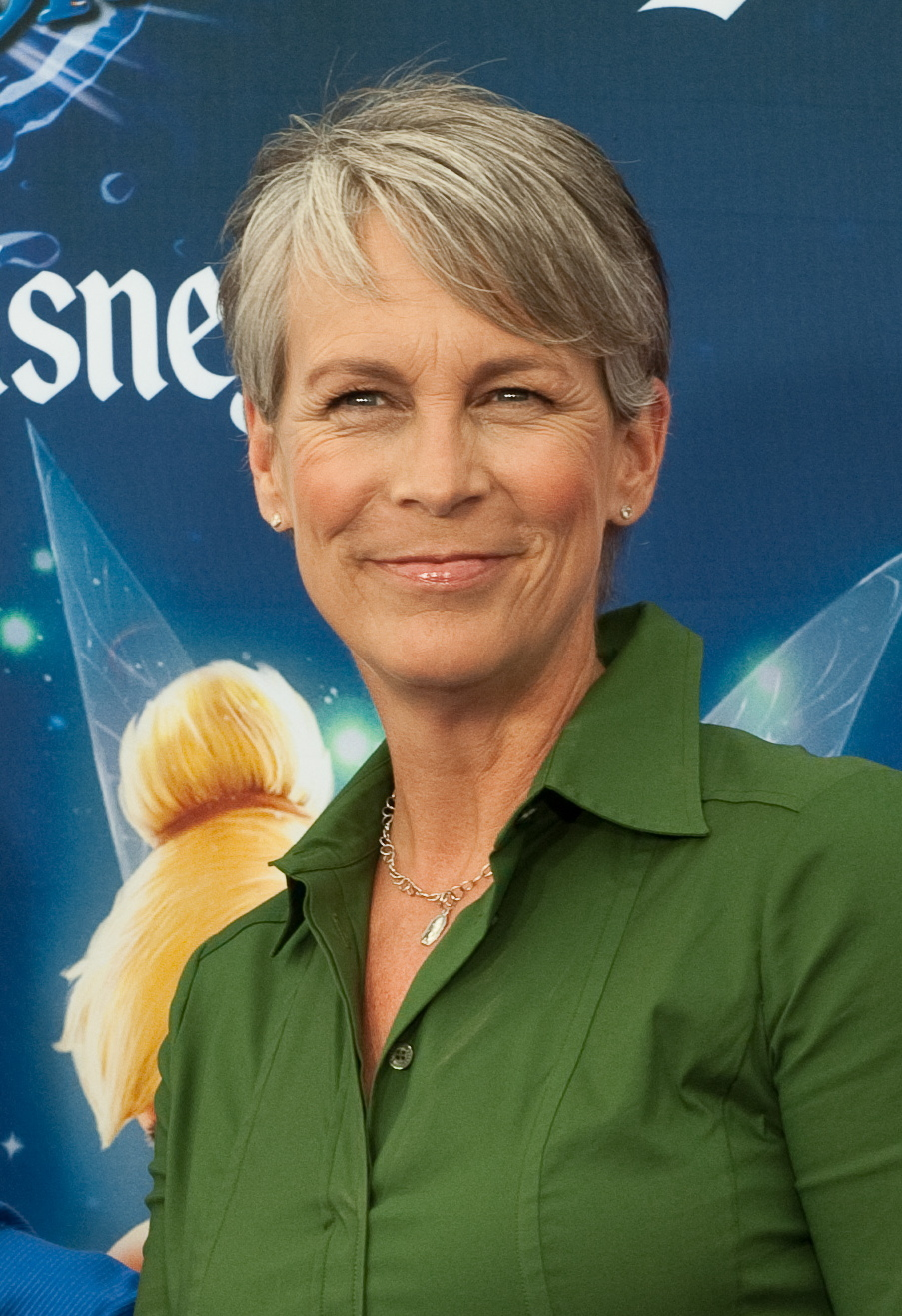
Jamie Lee Curtis
(* 1958)

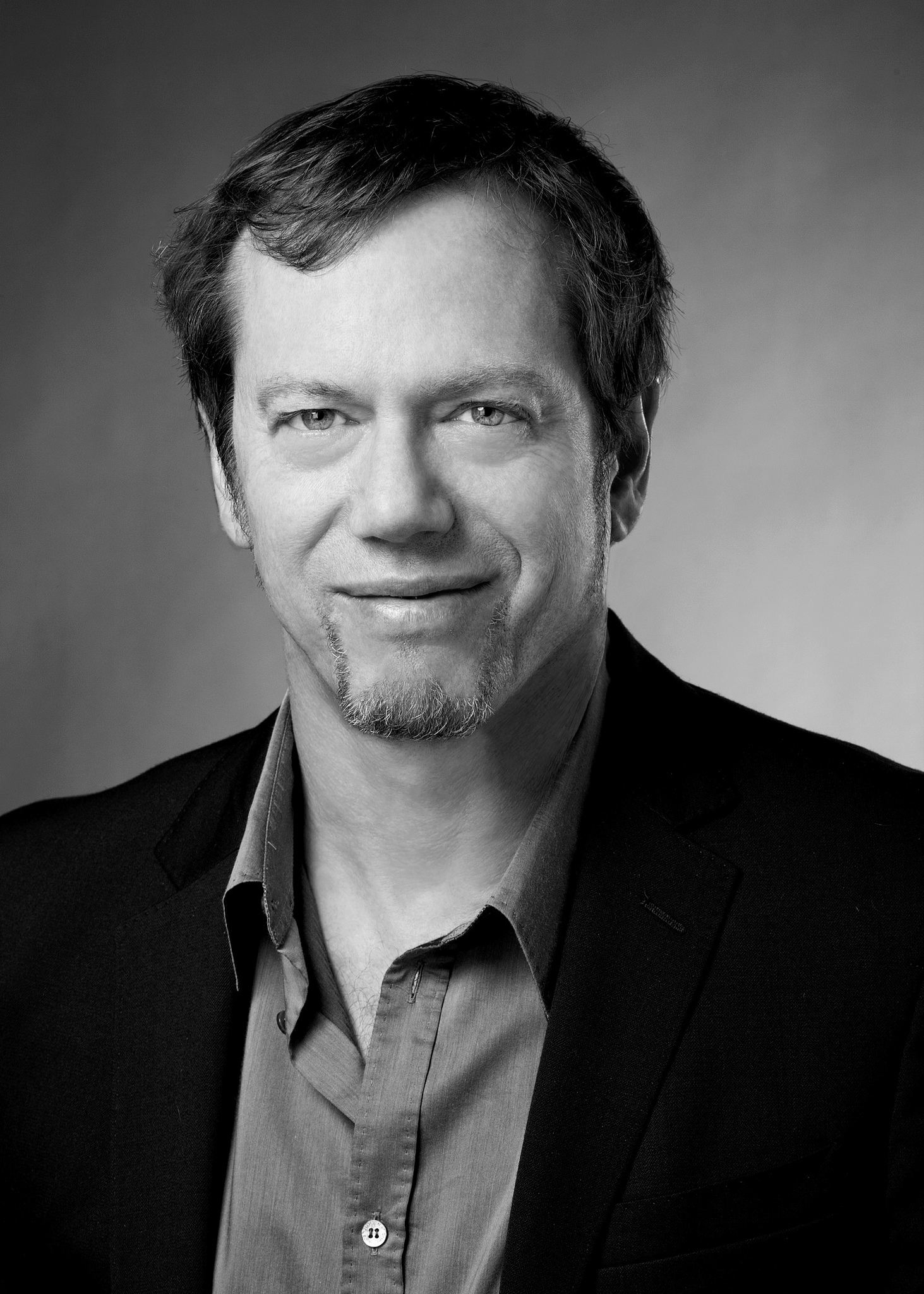
Robert Greene
(* 1959)

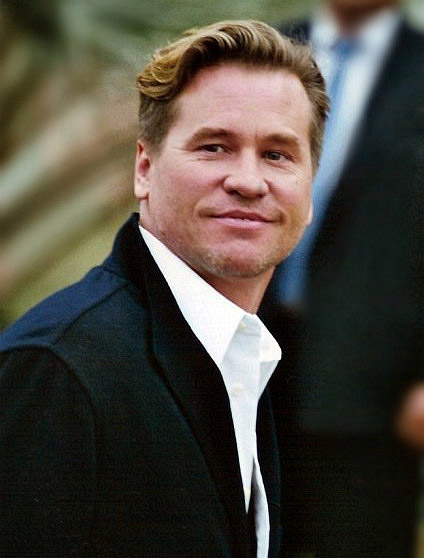
Val Kilmer
(1959–2025)

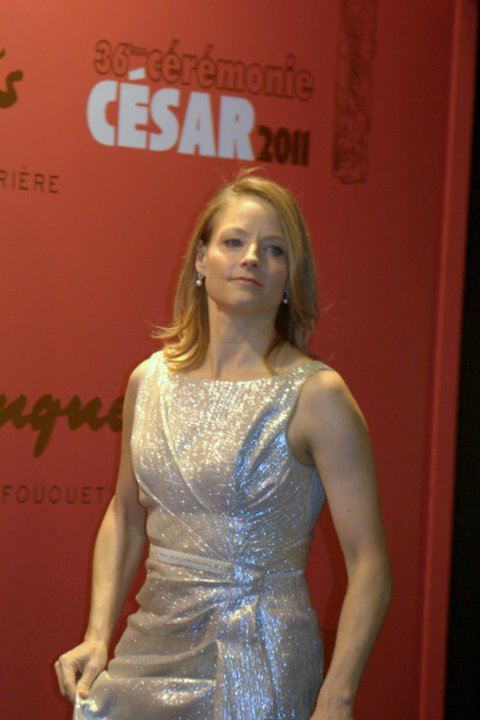
Jodie Foster
(* 1962)

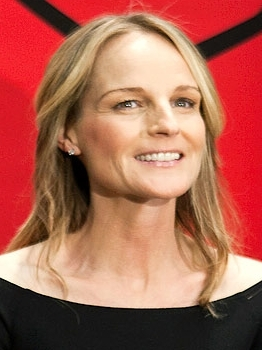
Helen Hunt
(* 1963)

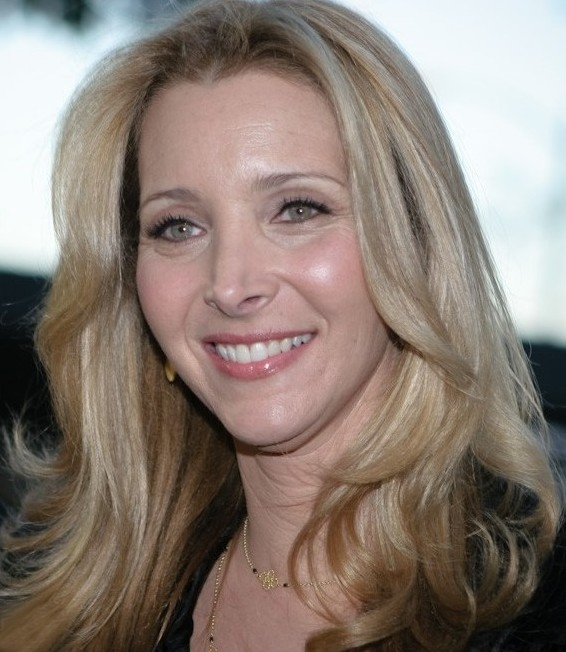
Lisa Kudrow
(* 1963)

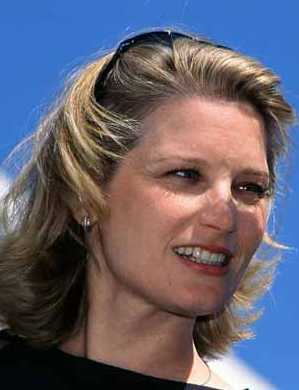
Bridget Fonda
(* 1964)

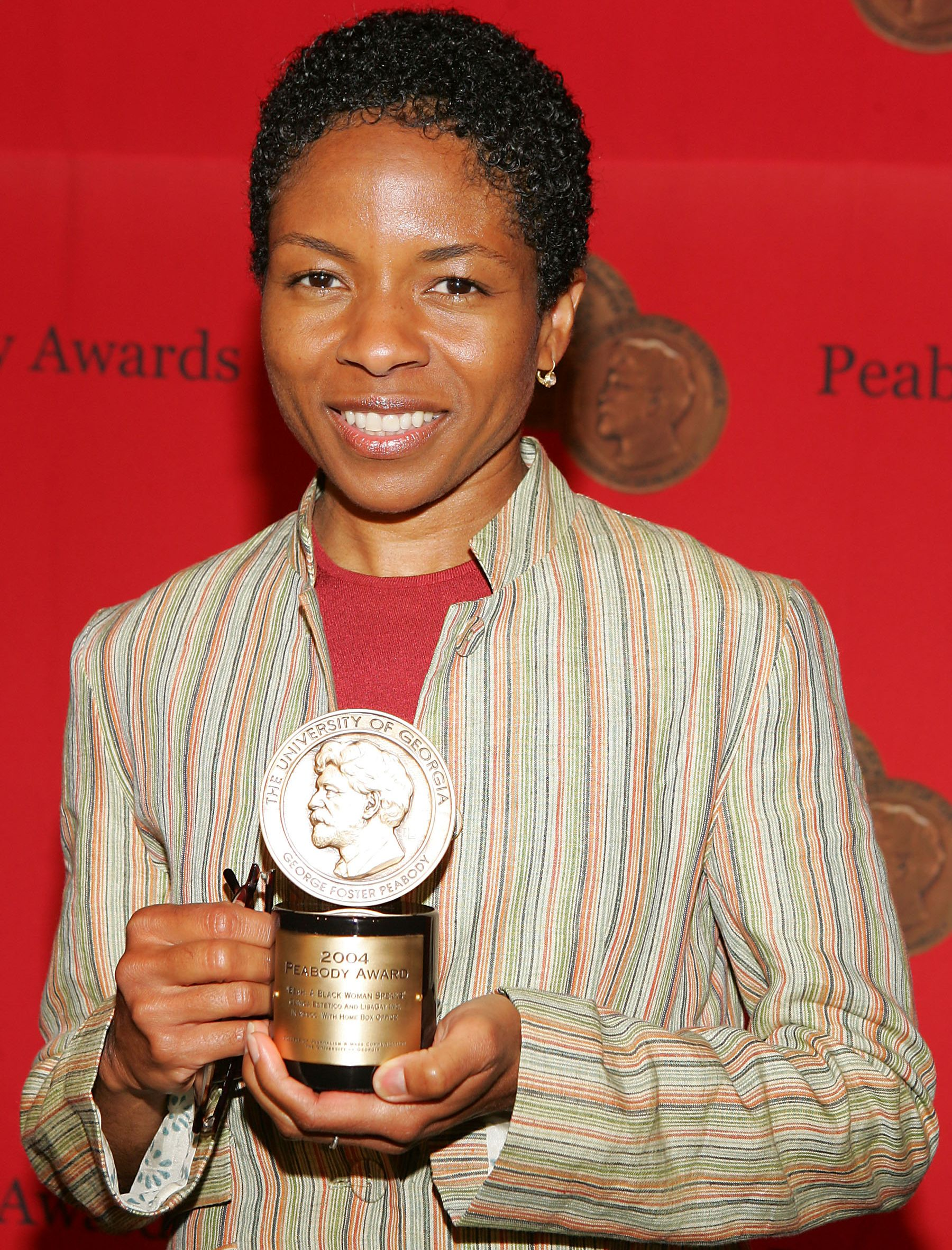
LisaGay Hamilton
(* 1964)

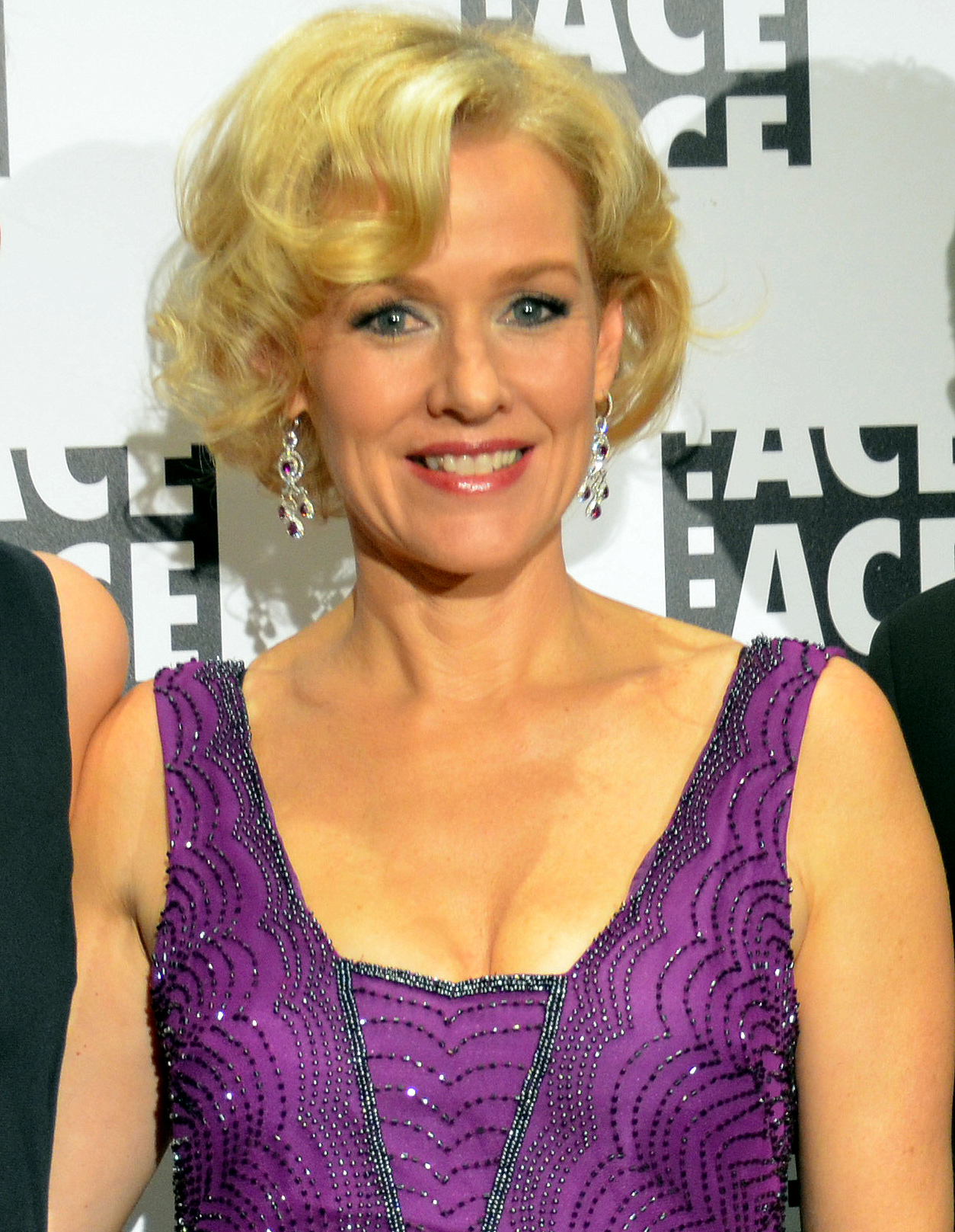
Penelope Ann Miller
(* 1964)

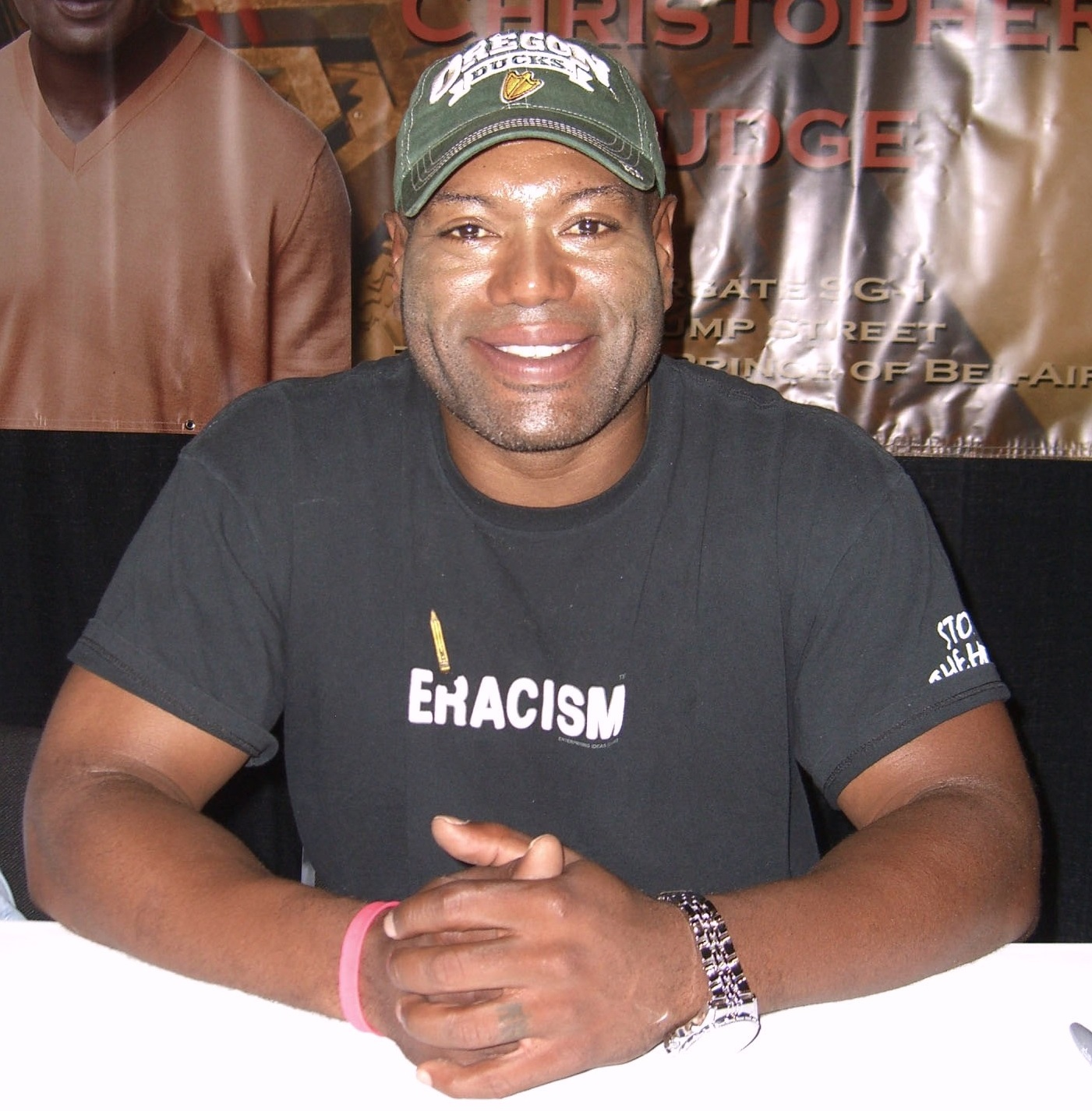
Christopher Judge
(* 1964)

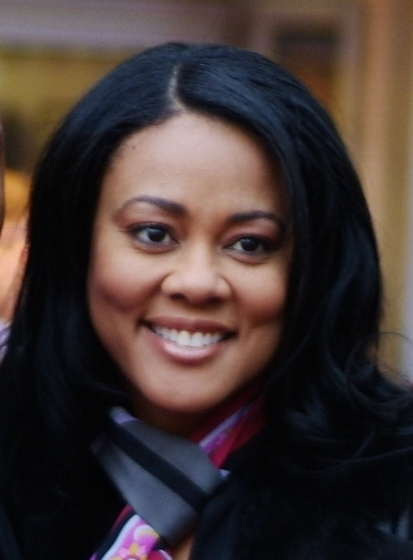
Lela Rochon
(* 1964)

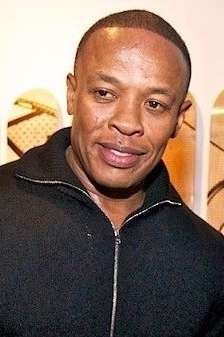
Dr. Dre
(* 1965)

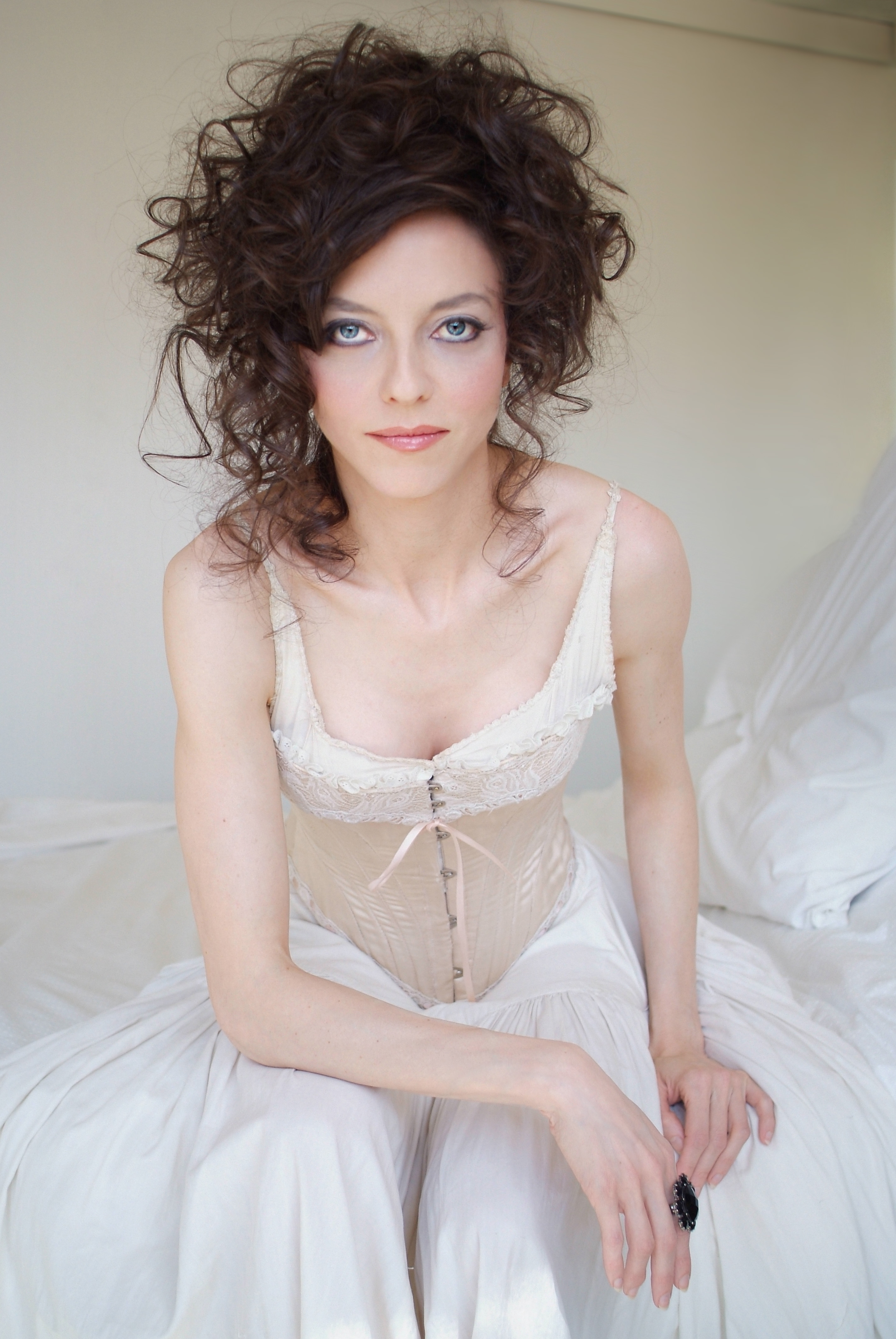
Juliet Landau
(* 1965)

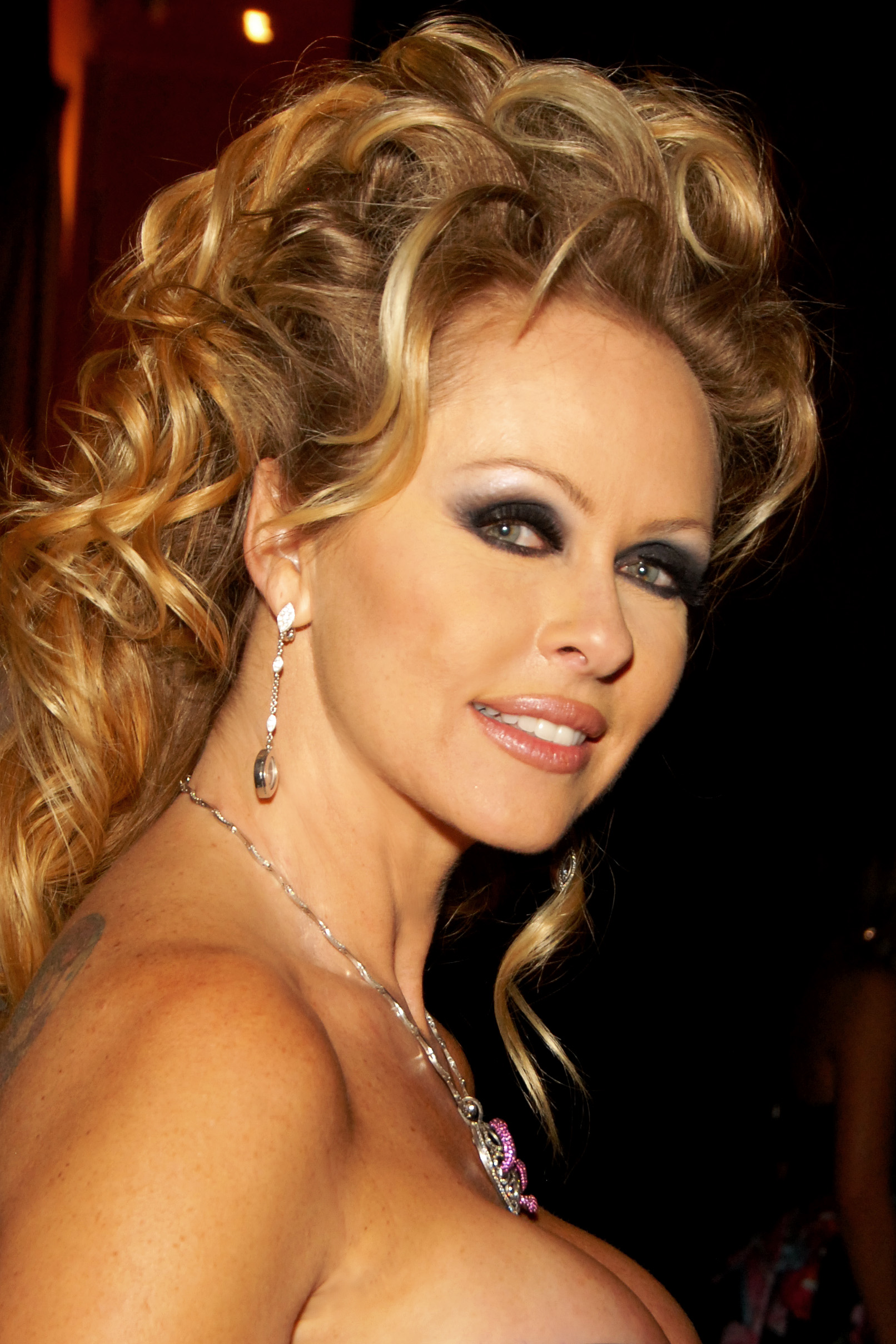
Dyanna Lauren
(* 1965)

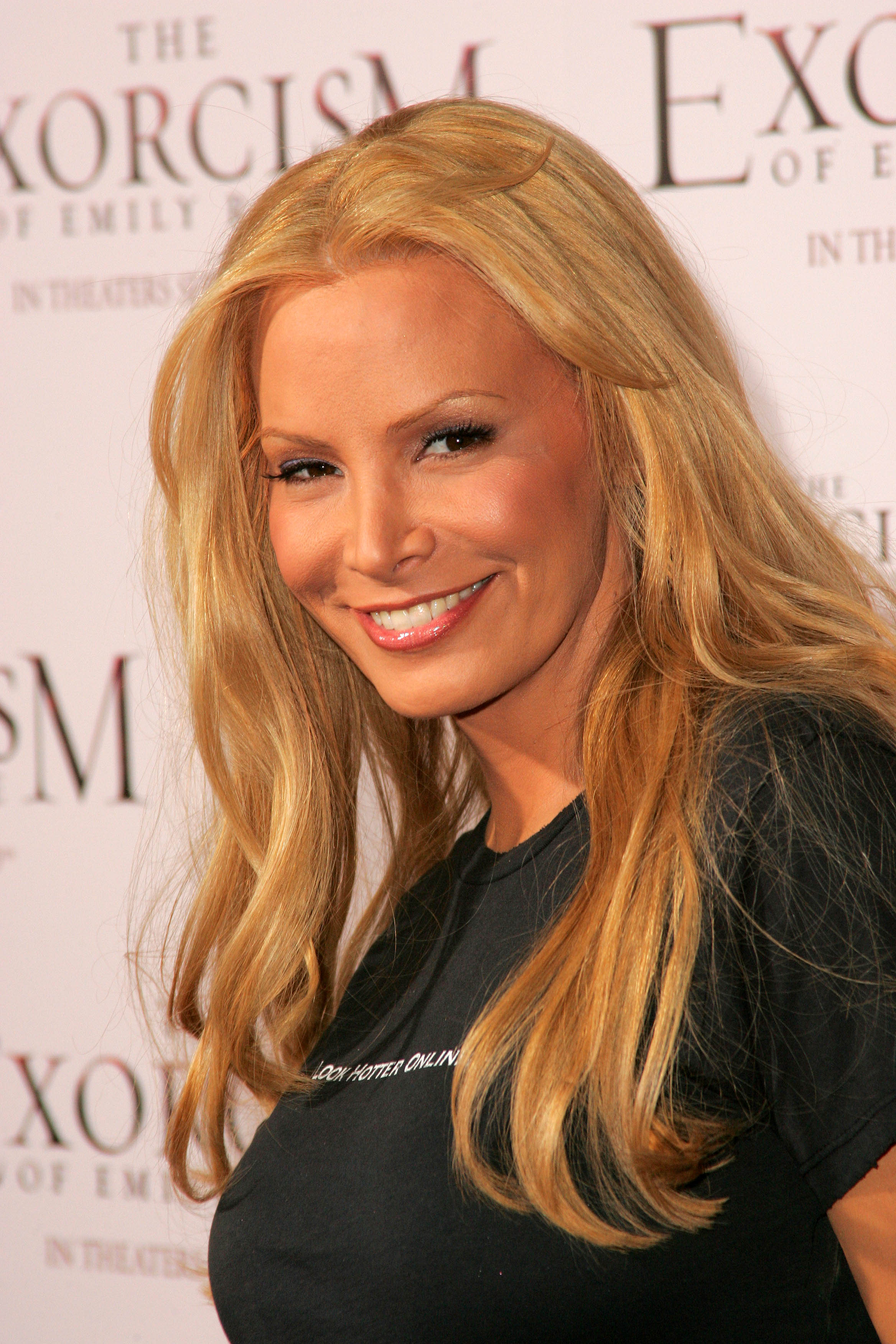
Cindy Margolis
(* 1965)

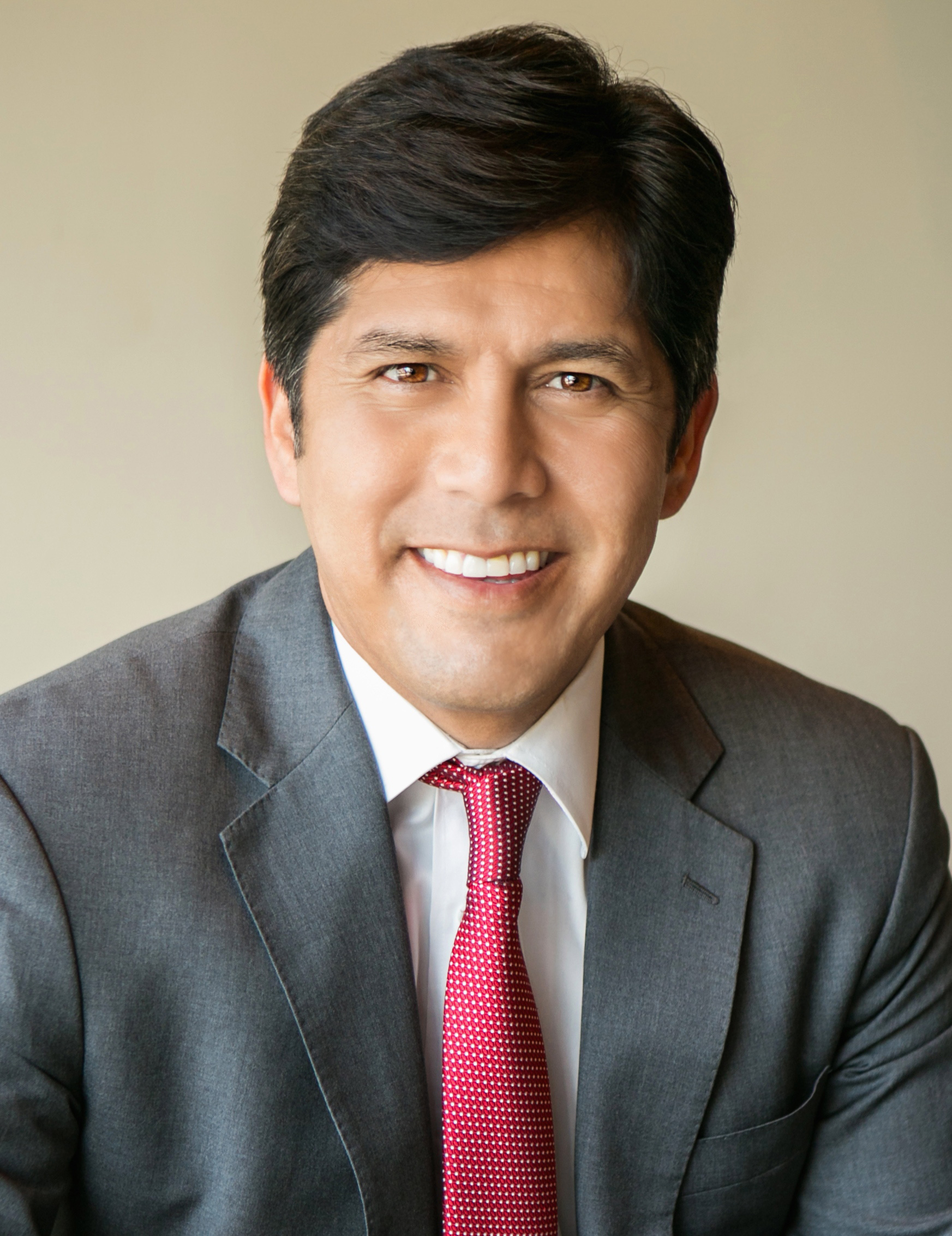
Kevin de León
(* 1966)

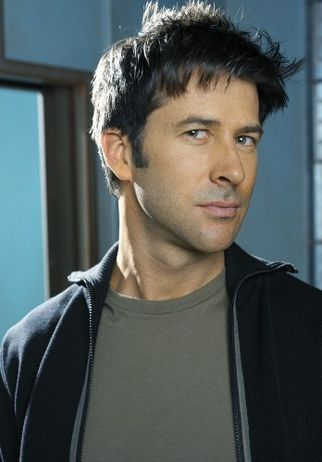
Joe Flanigan
(* 1967)

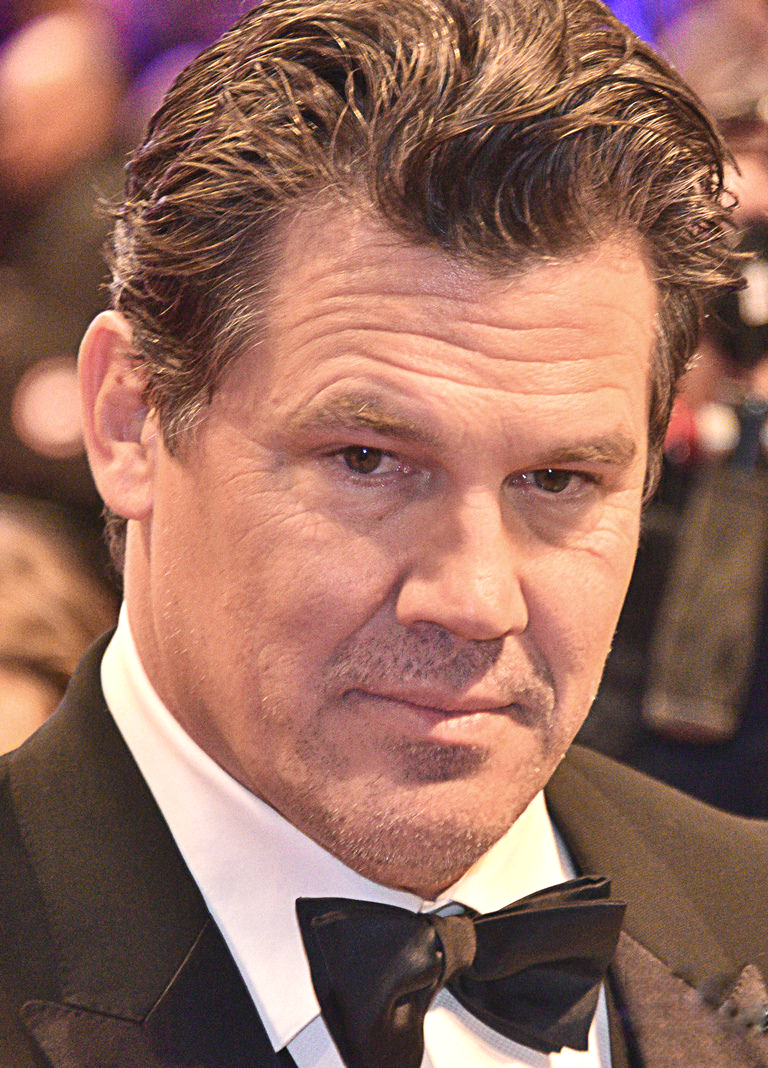
Josh Brolin
(* 1968)

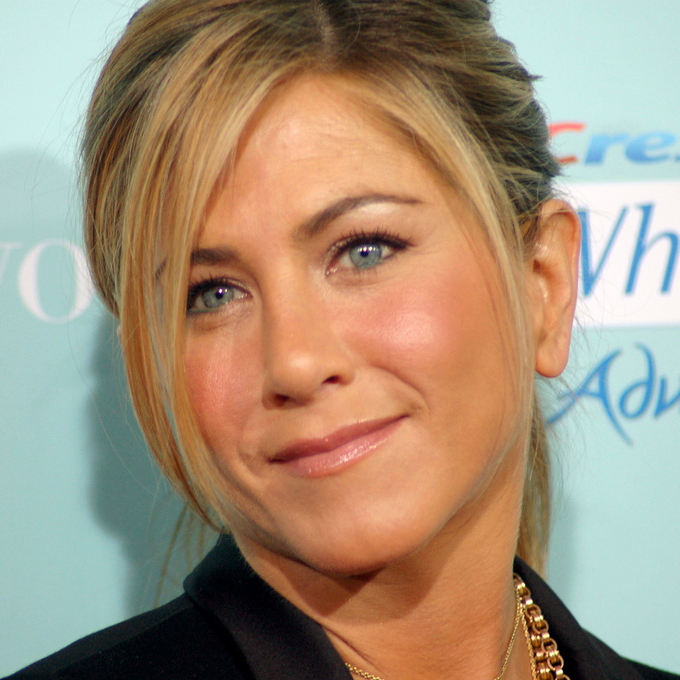
Jennifer Aniston
(* 1969)

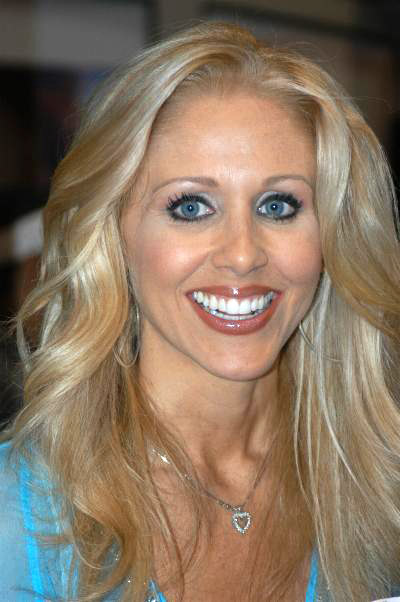
Julia Ann
(* 1969)

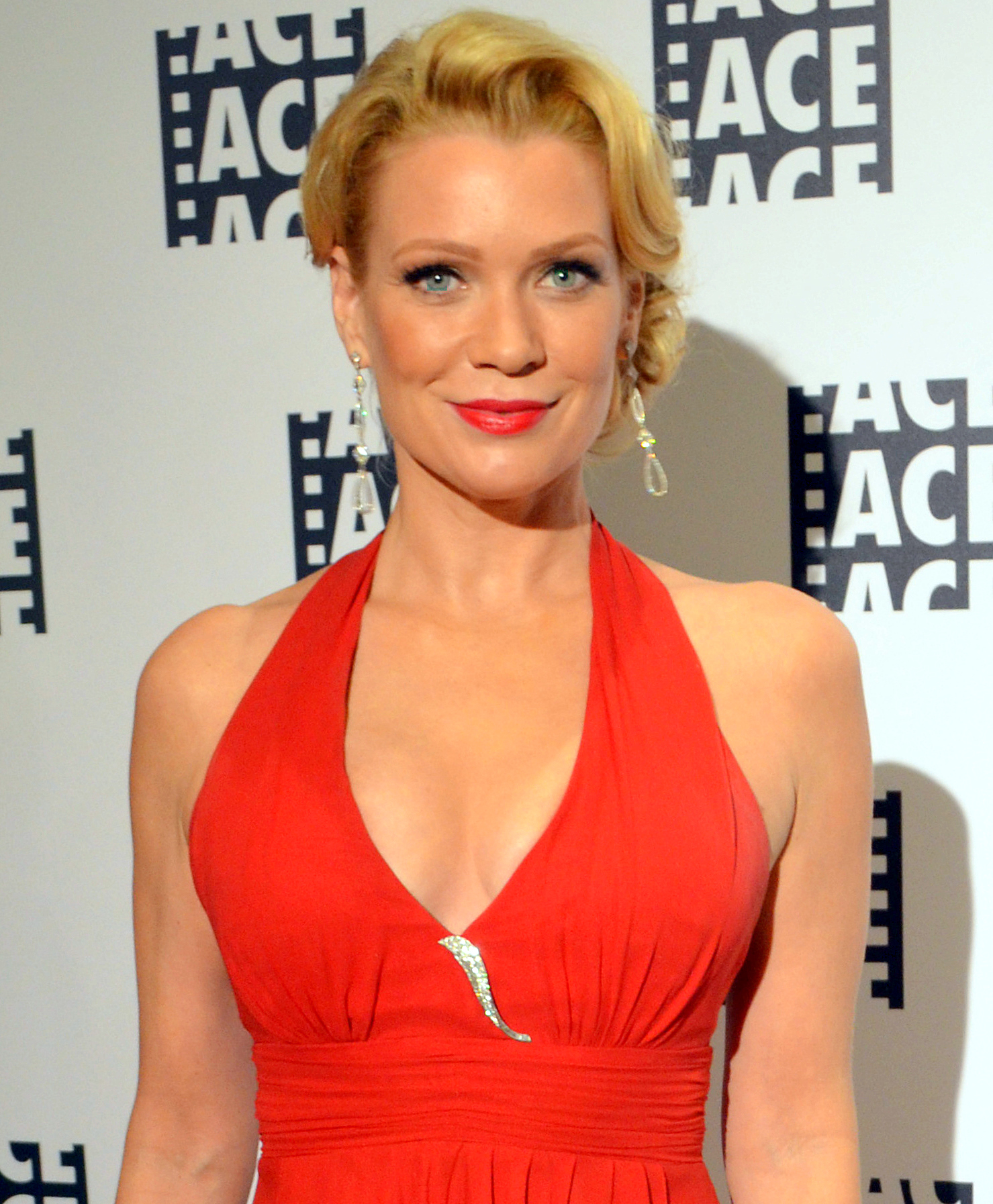
Laurie Holden
(* 1969)

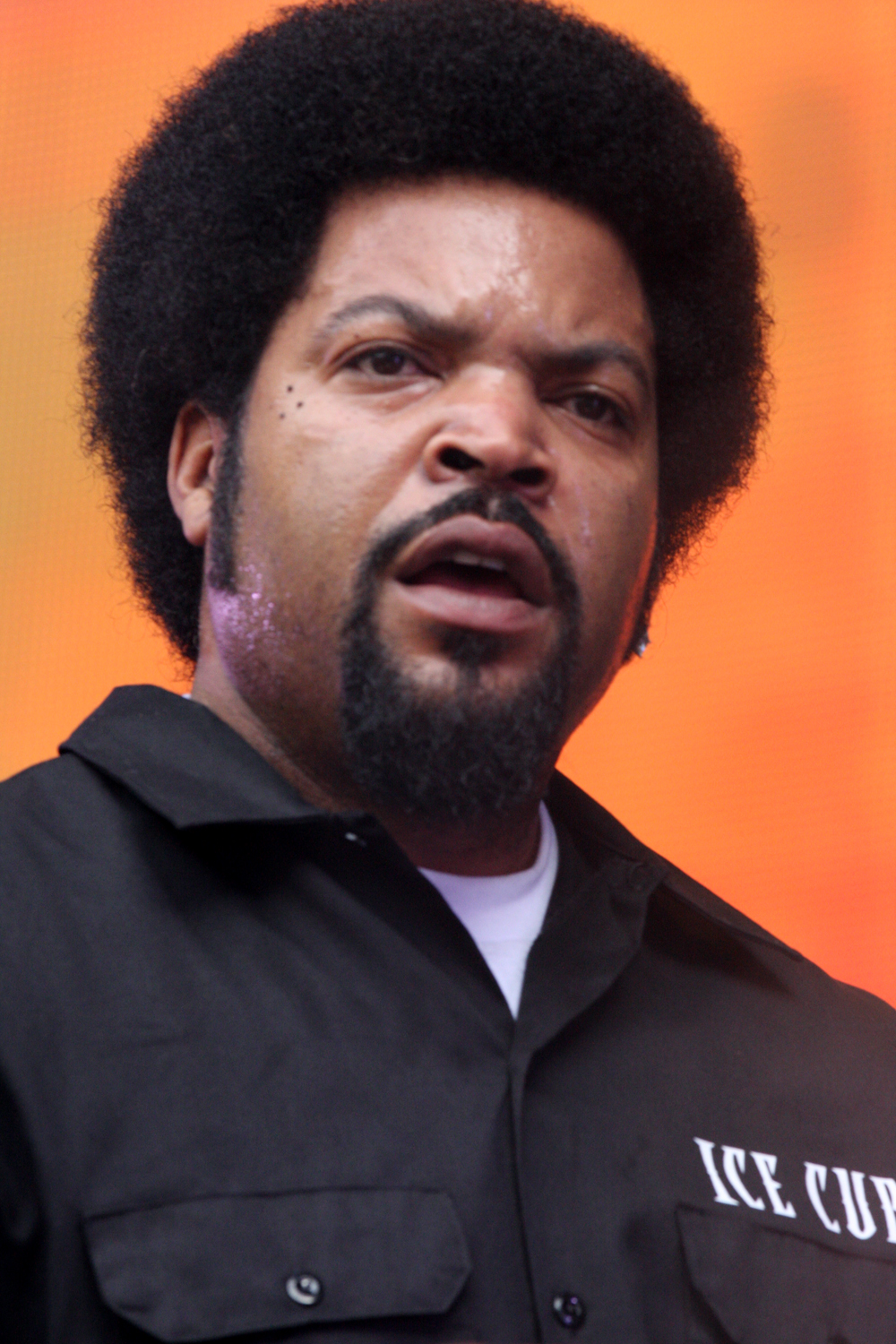
Ice Cube
(* 1969)

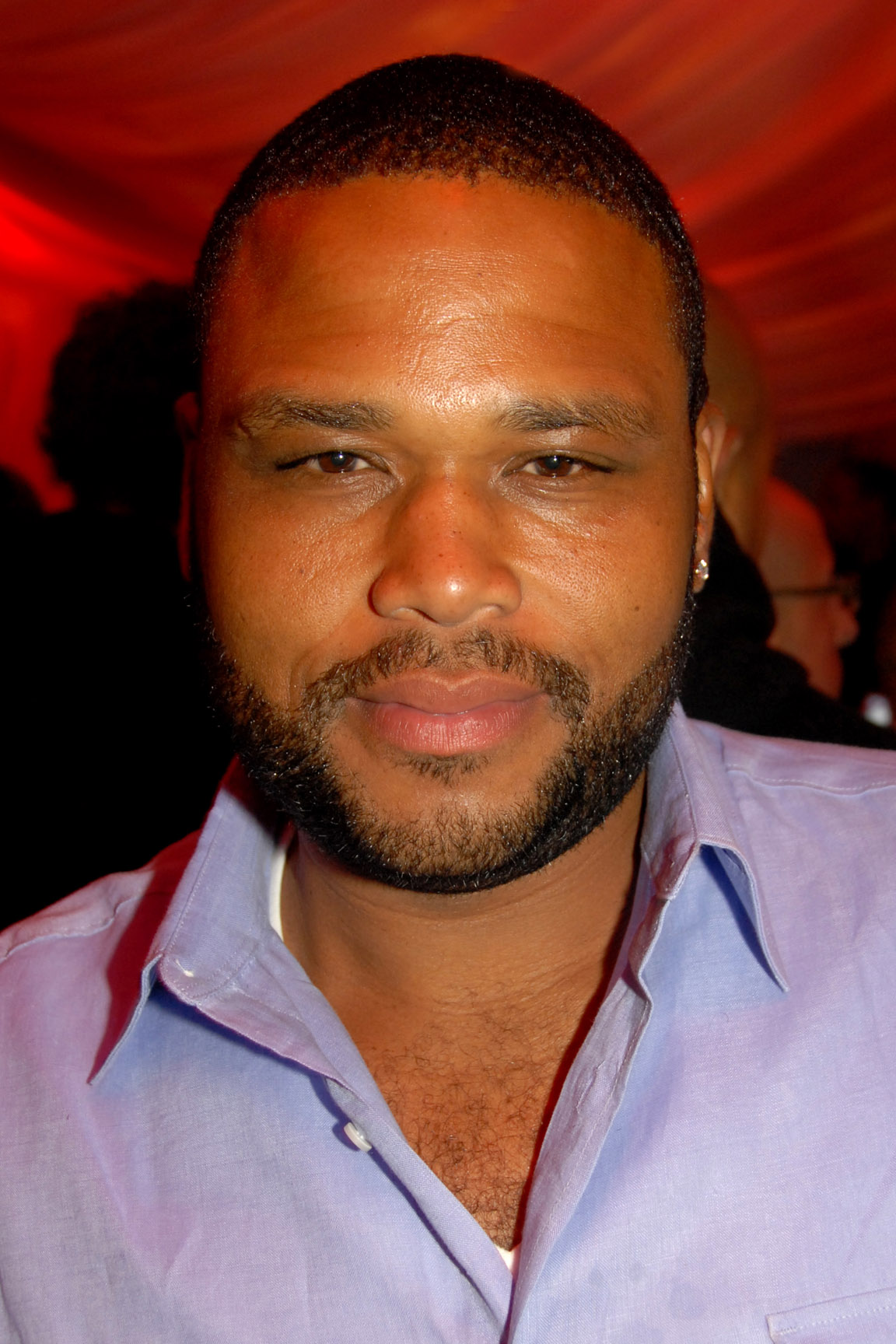
Anthony Anderson
(* 1970)

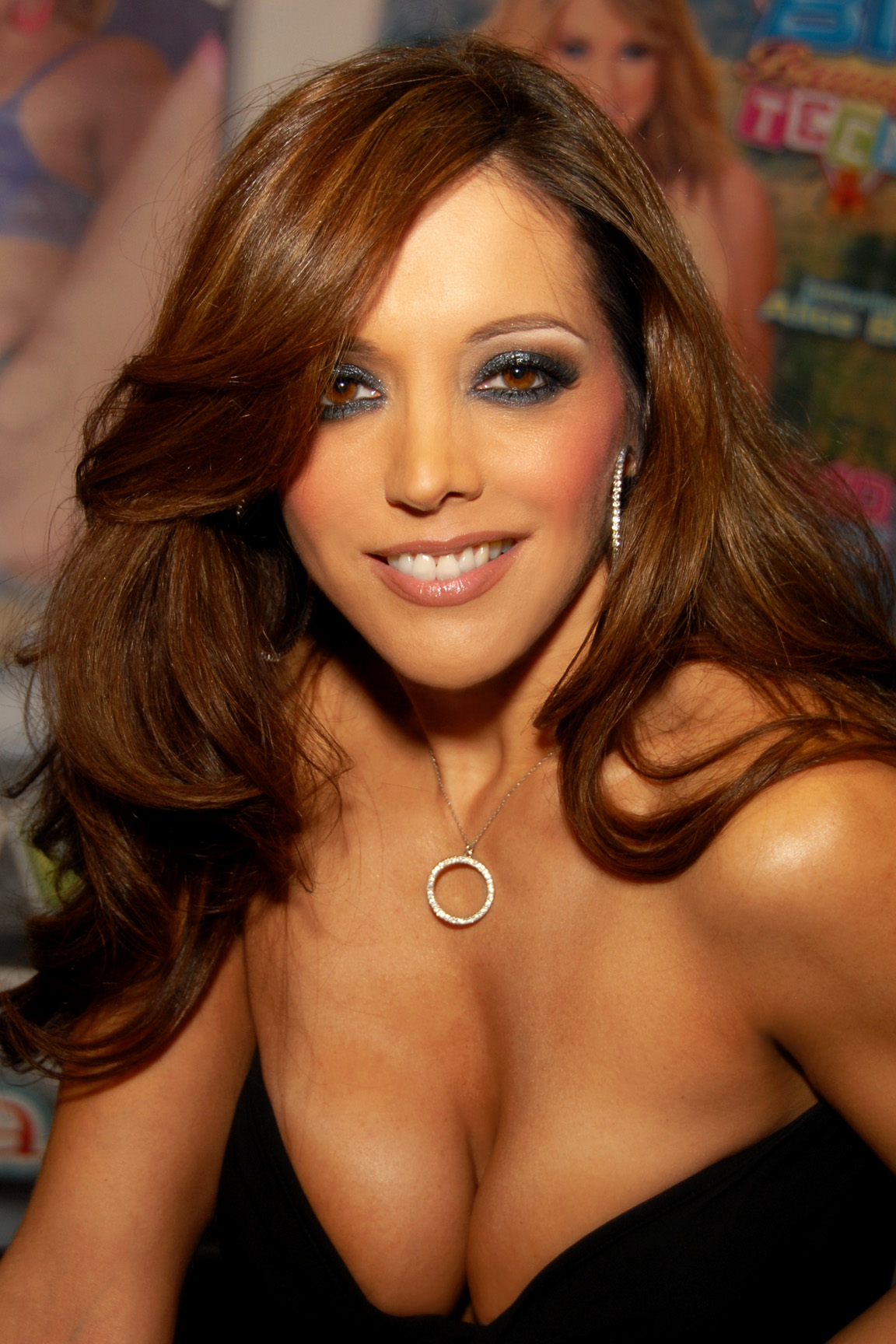
Francesca Lé
(* 1970)

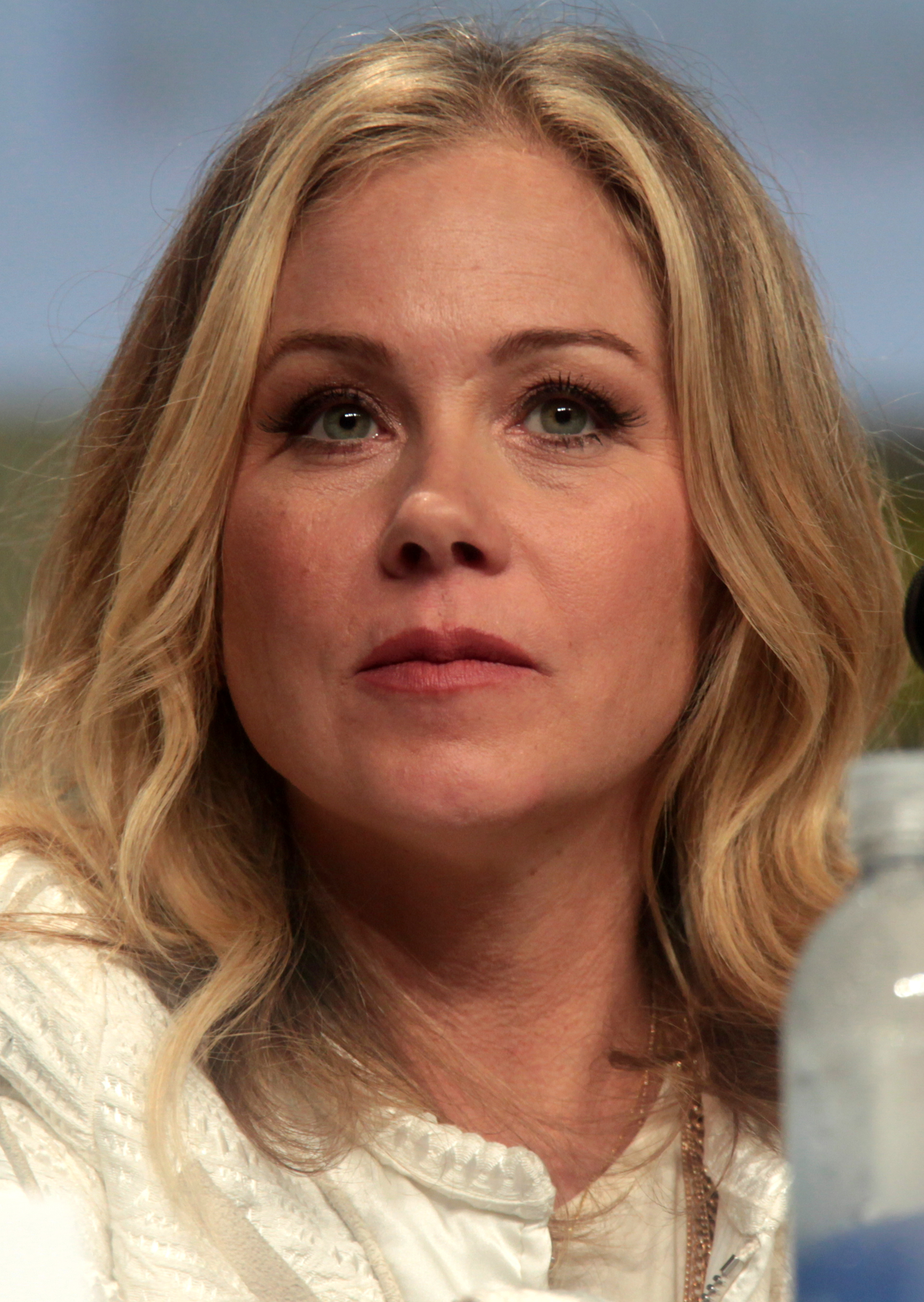
Christina Applegate
(* 1971)

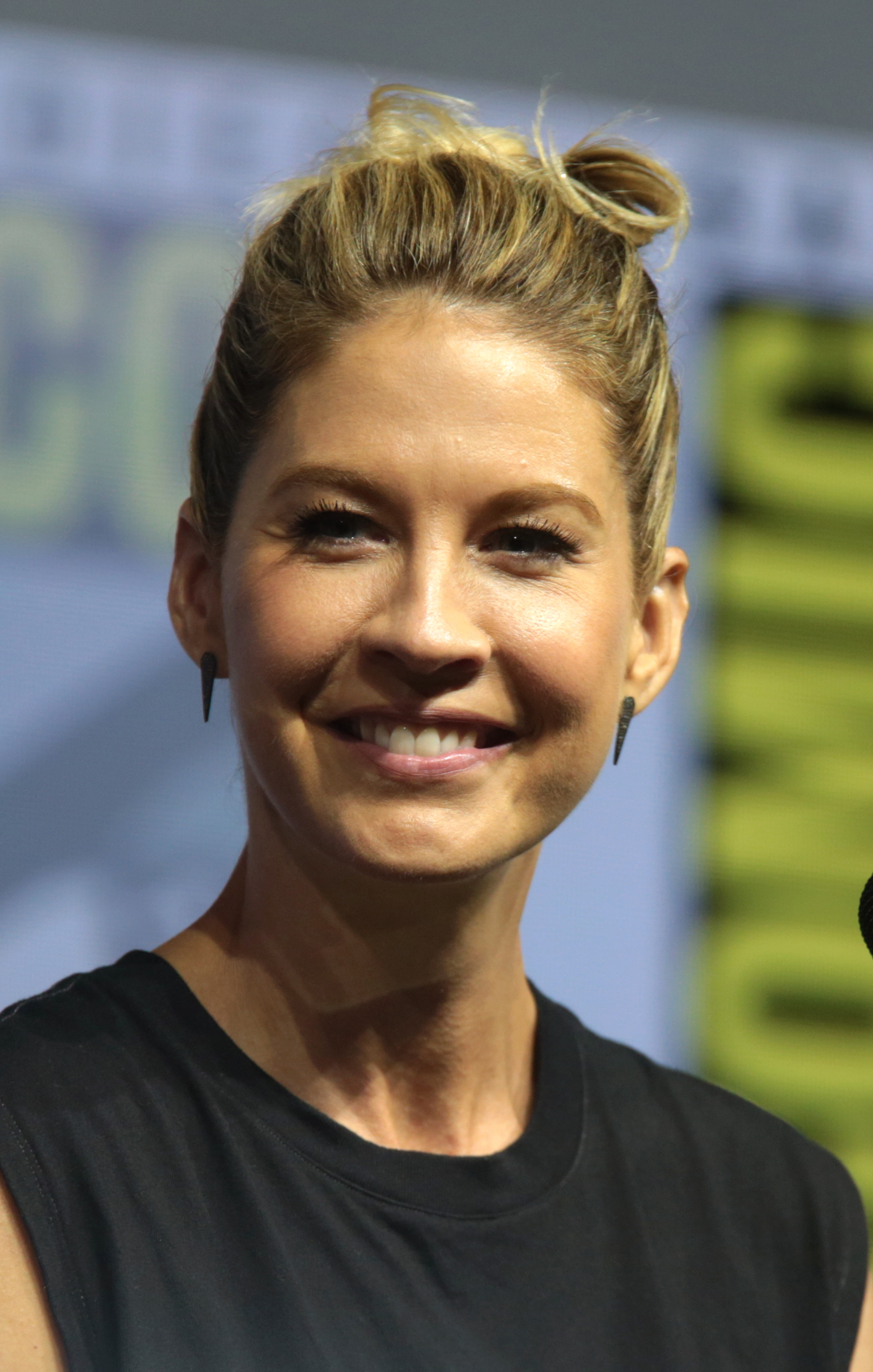
Jenna Elfman
(* 1971)

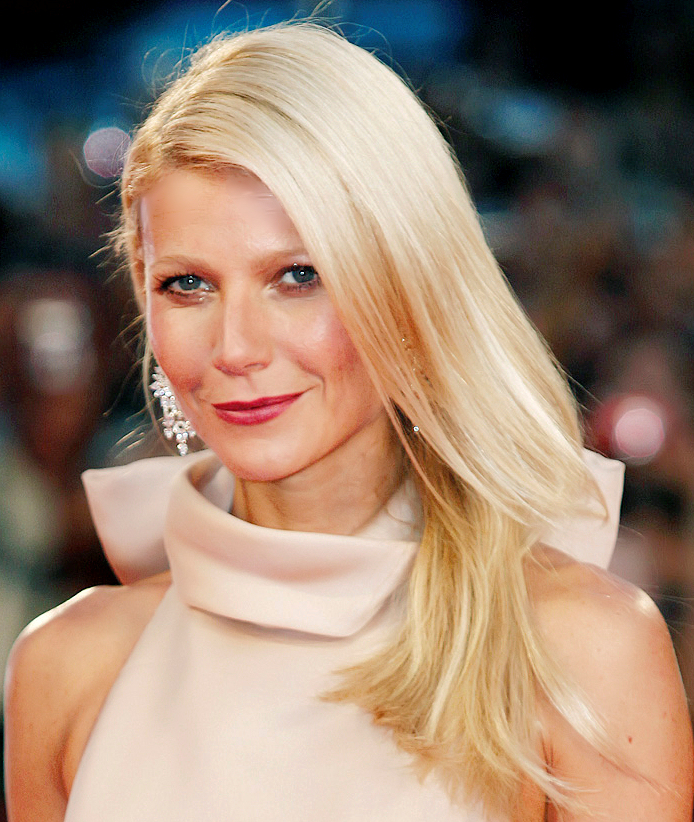
Gwyneth Paltrow
(* 1972)

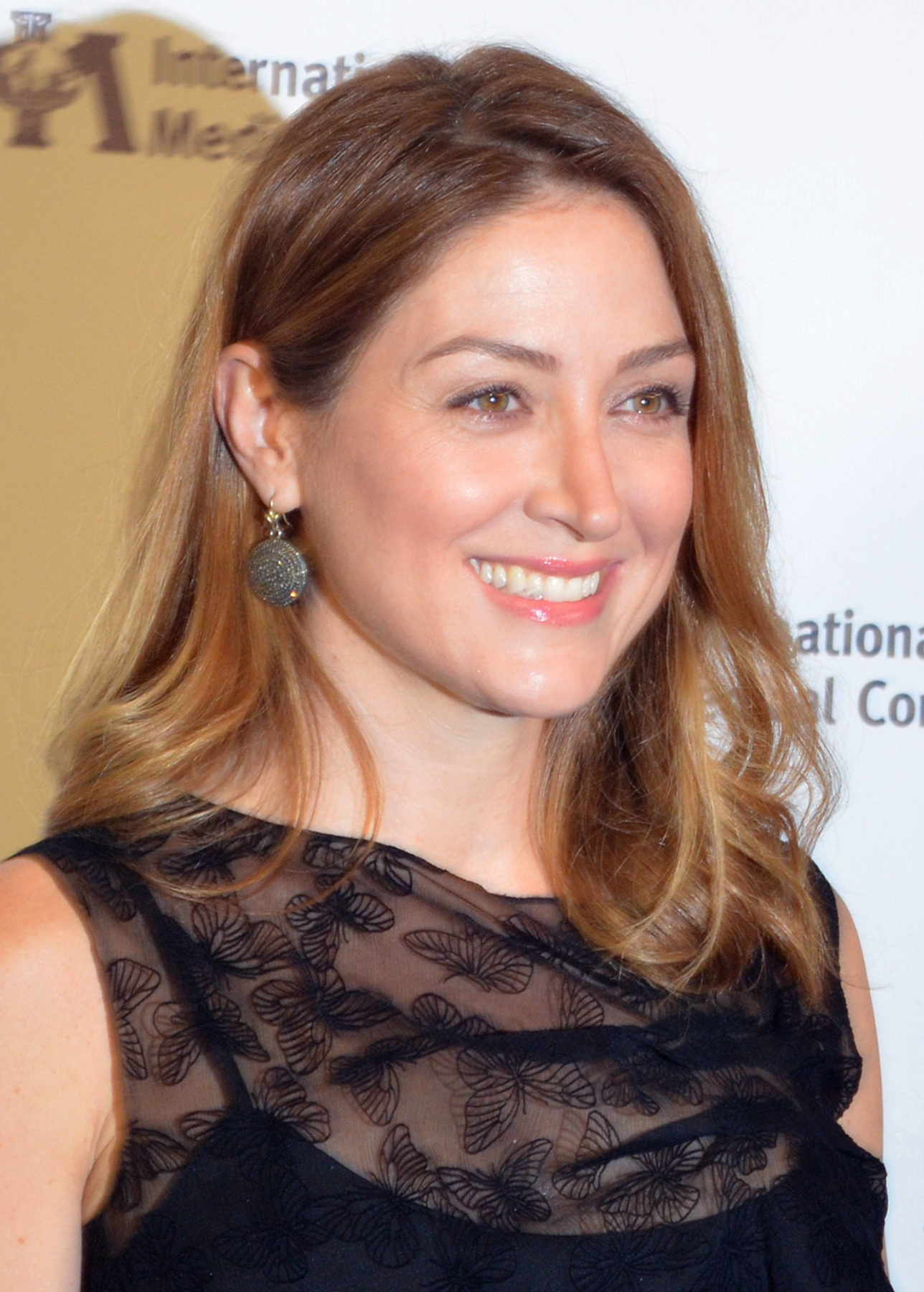
Sasha Alexander
(* 1973)

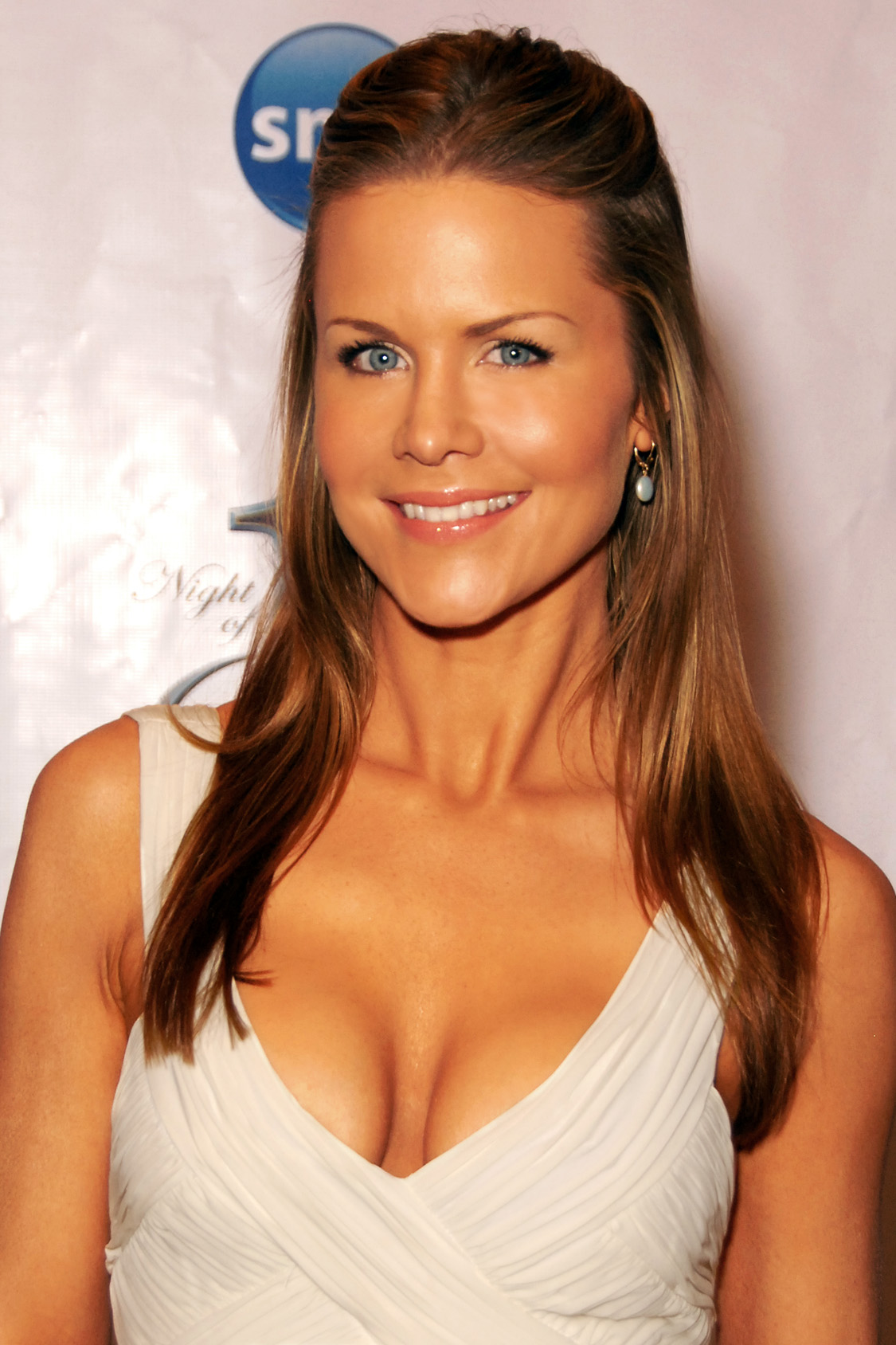
Josie Davis
(* 1973)

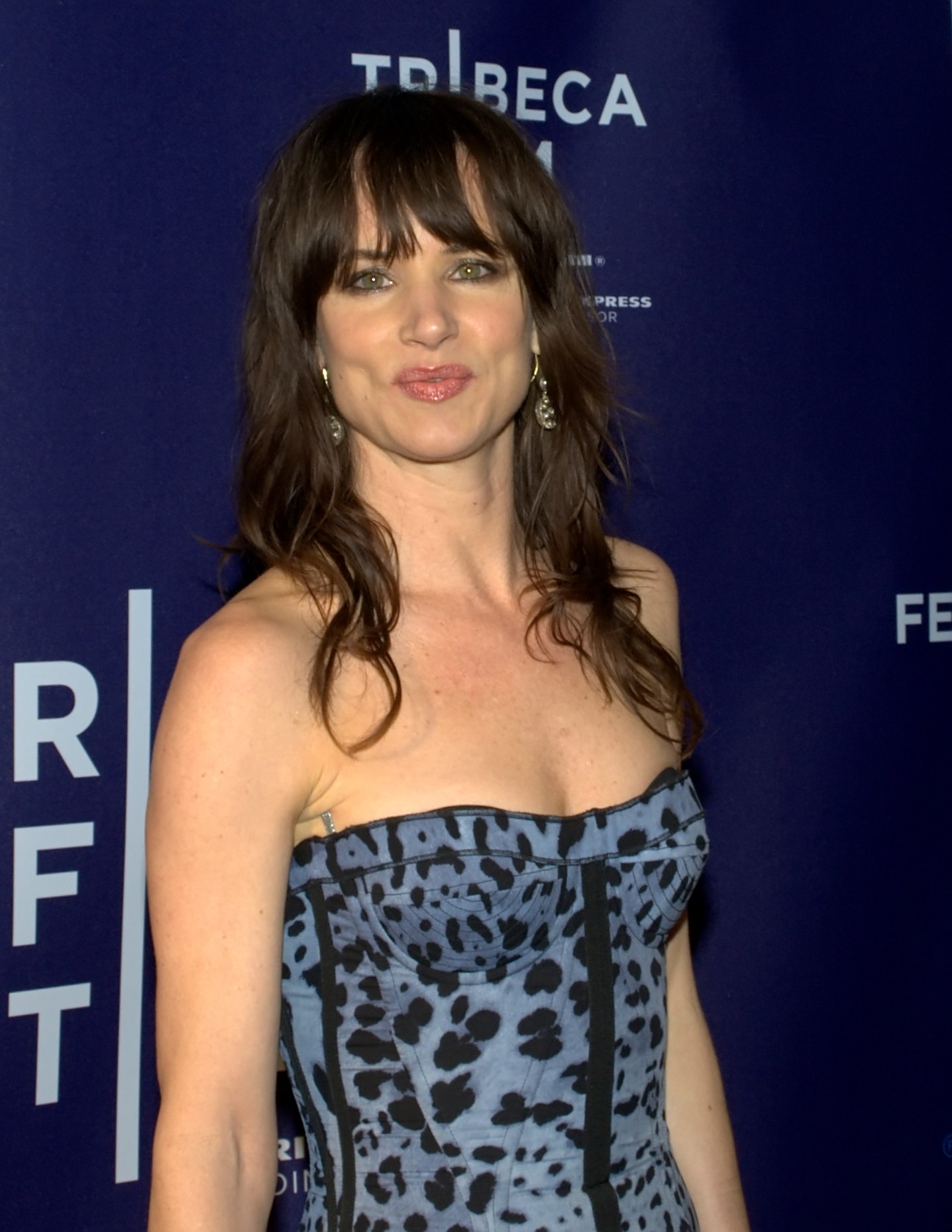
Juliette Lewis
(* 1973)

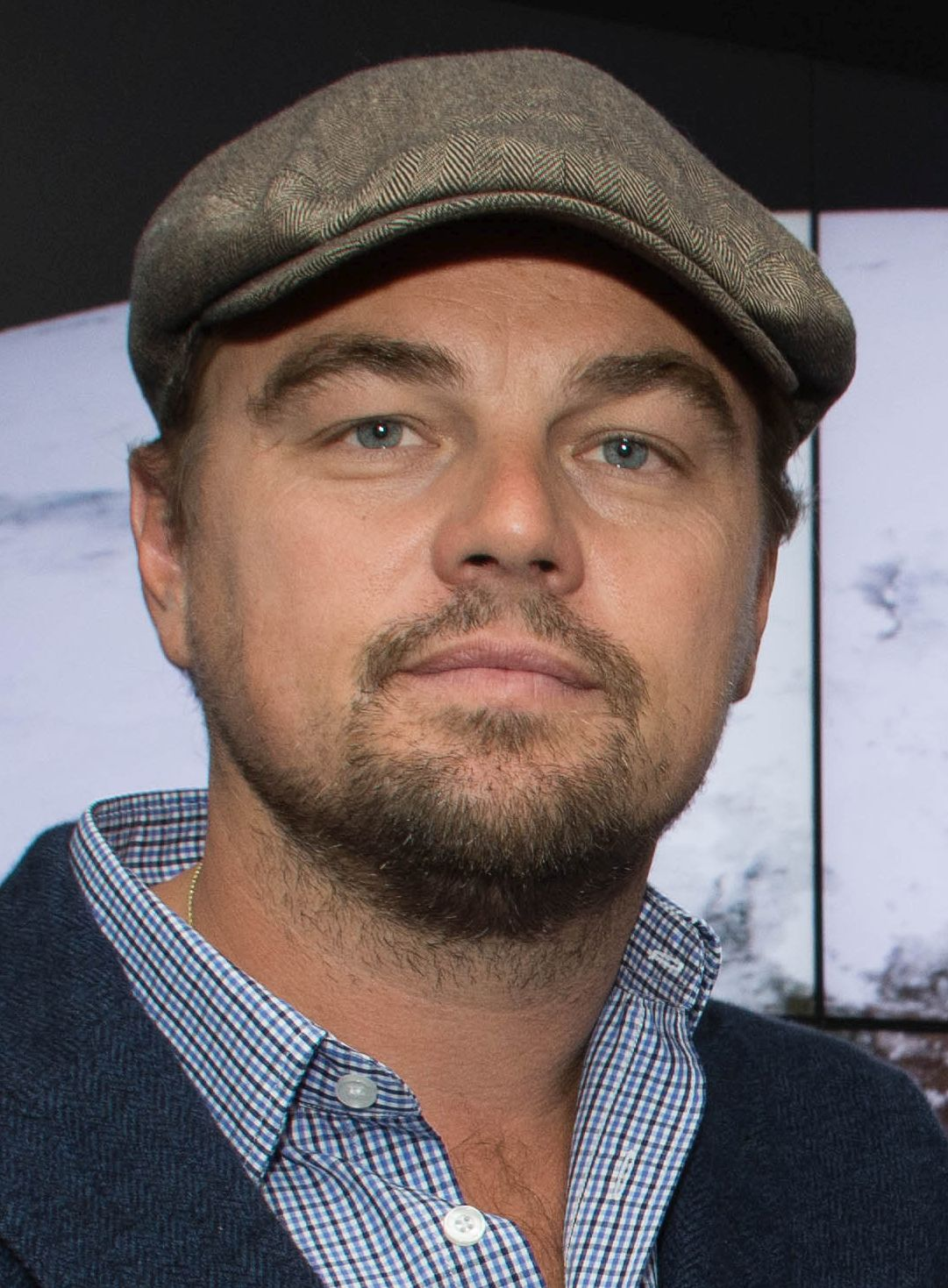
Leonardo DiCaprio
(* 1974)

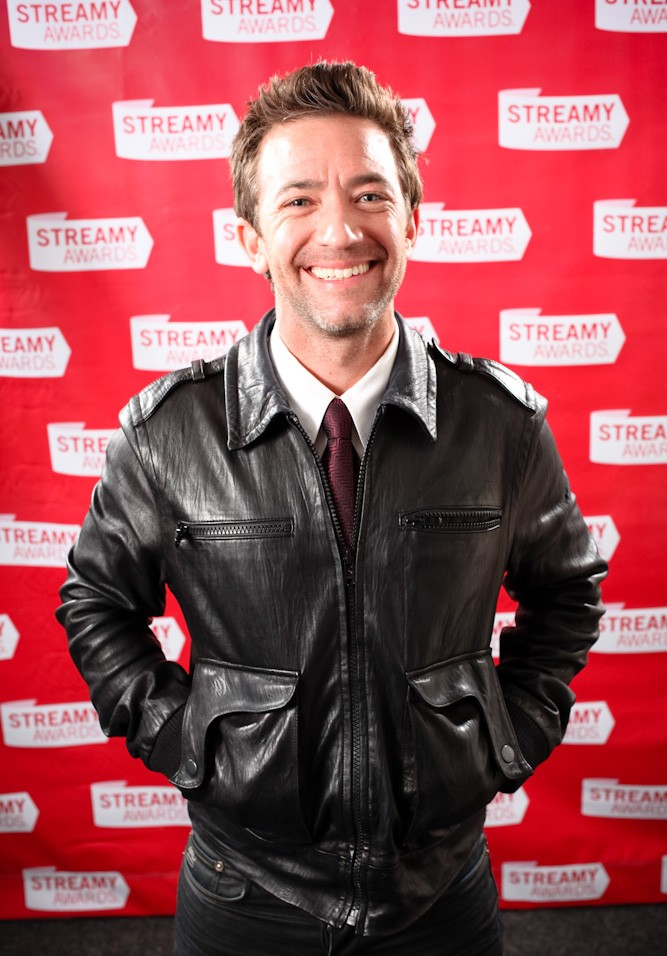
David Faustino
(* 1974)

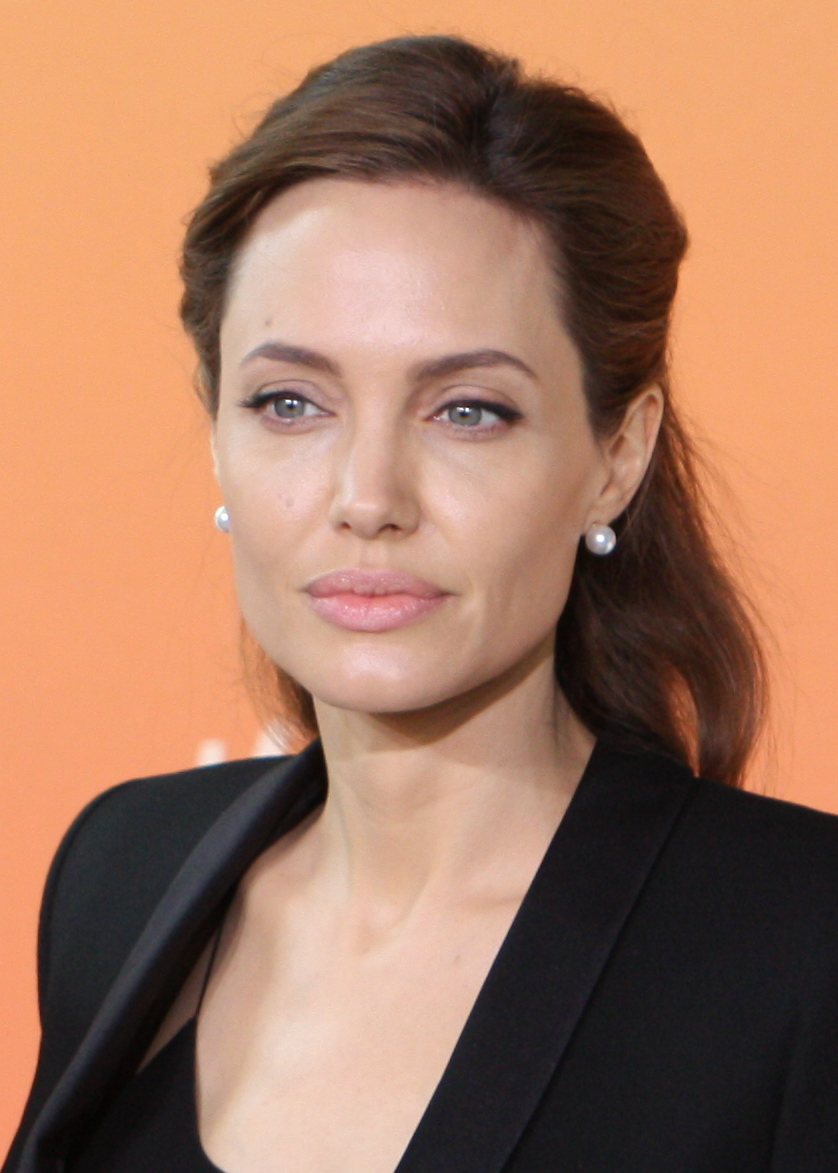
Angelina Jolie
(* 1975)

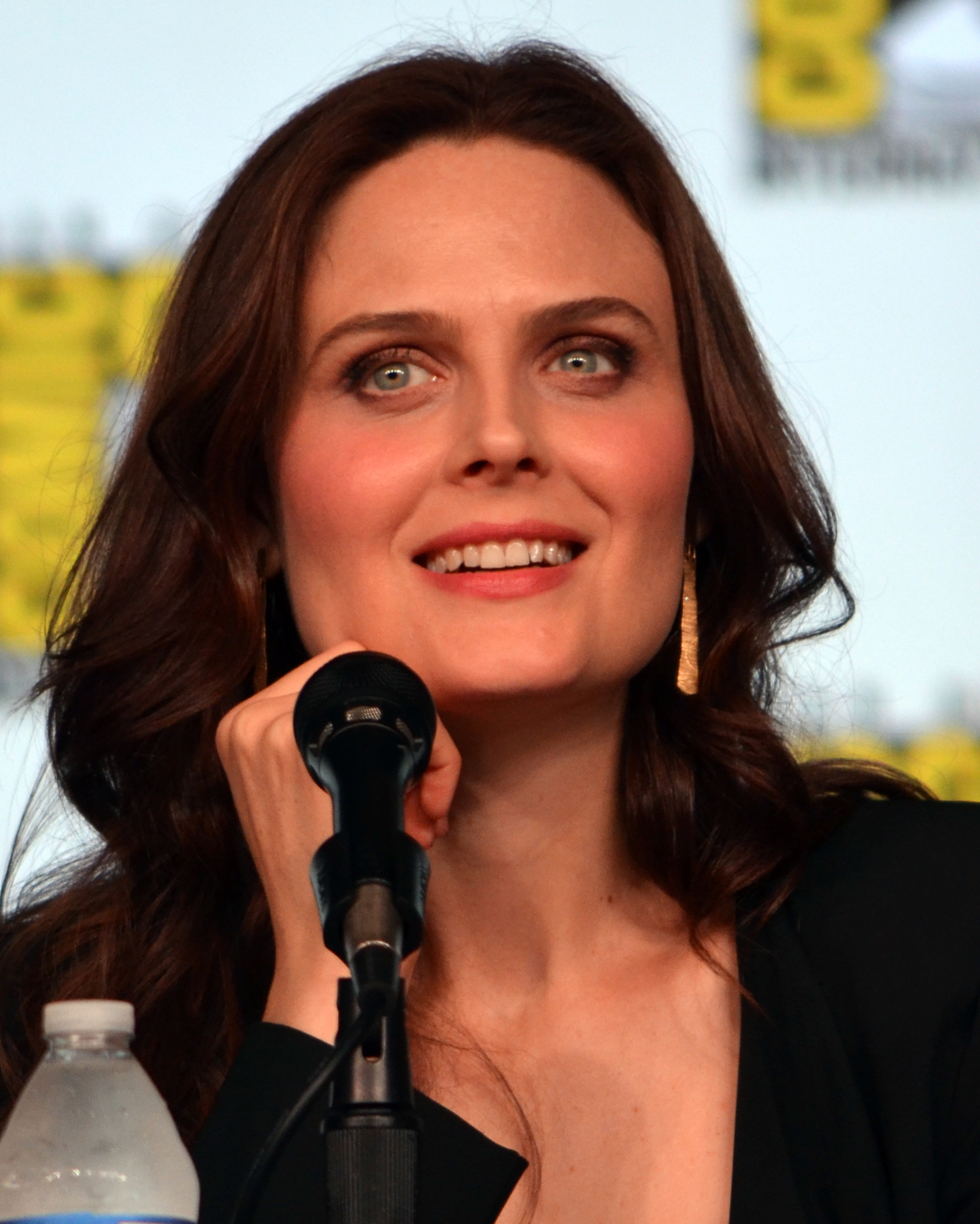
Emily Deschanel
(* 1976)

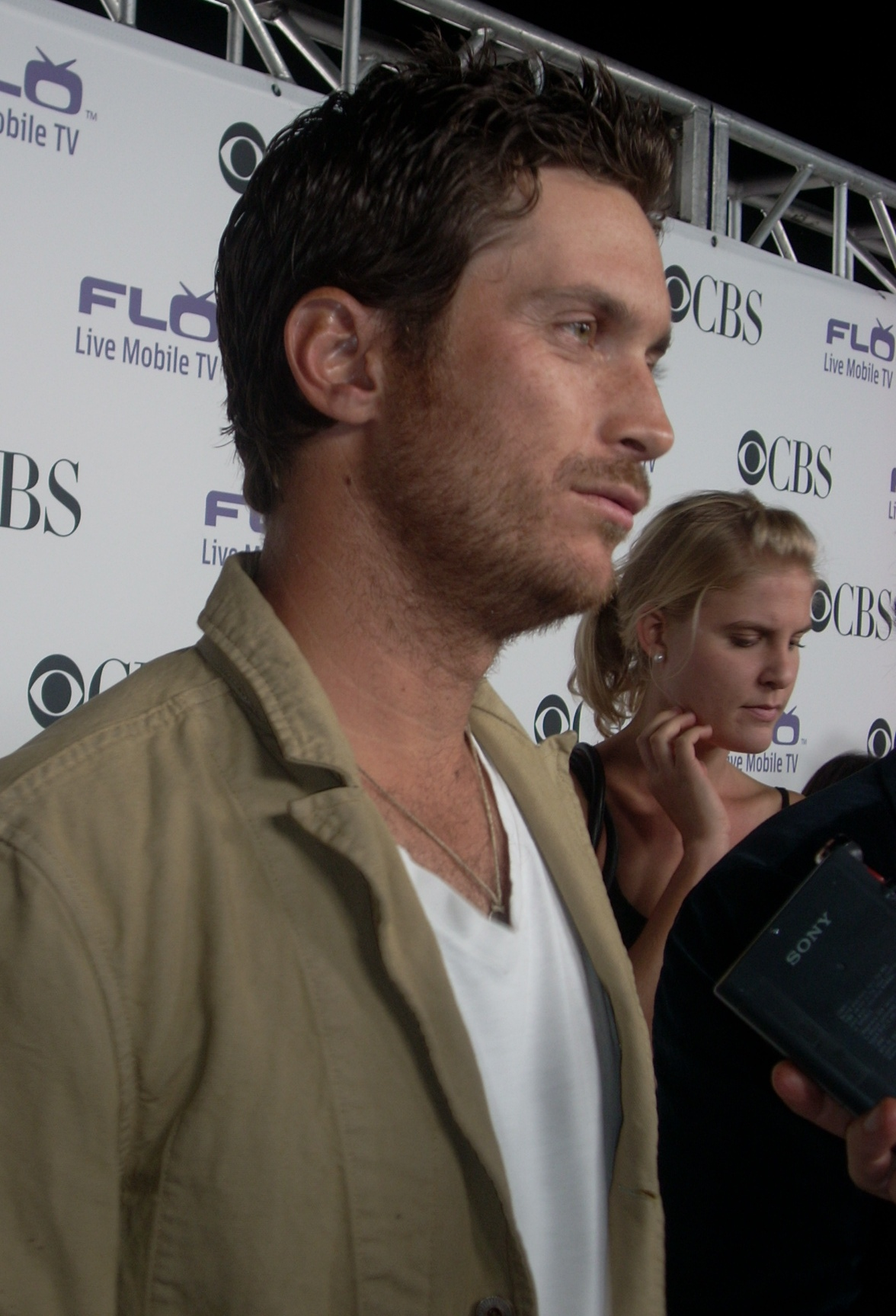
Oliver Hudson
(* 1976)

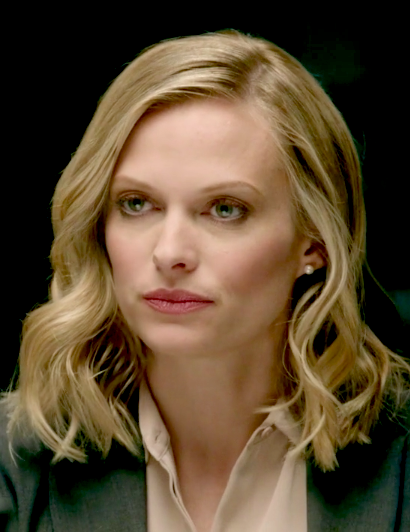
Vinessa Shaw
(* 1976)

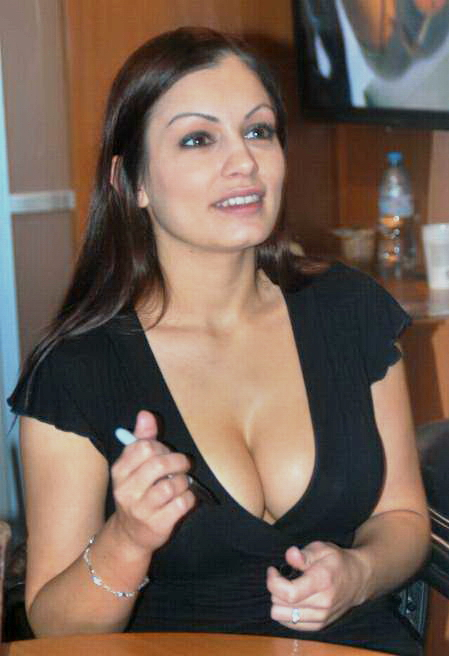
Aria Giovanni
(* 1977)

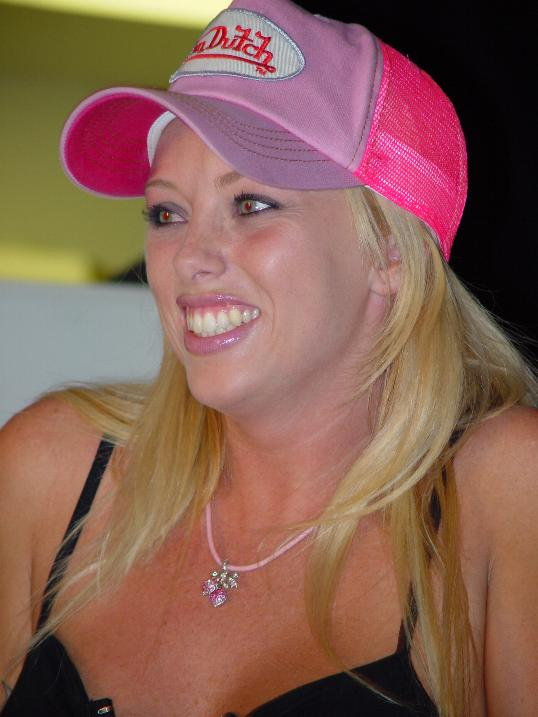
Brittney Skye
(* 1977)

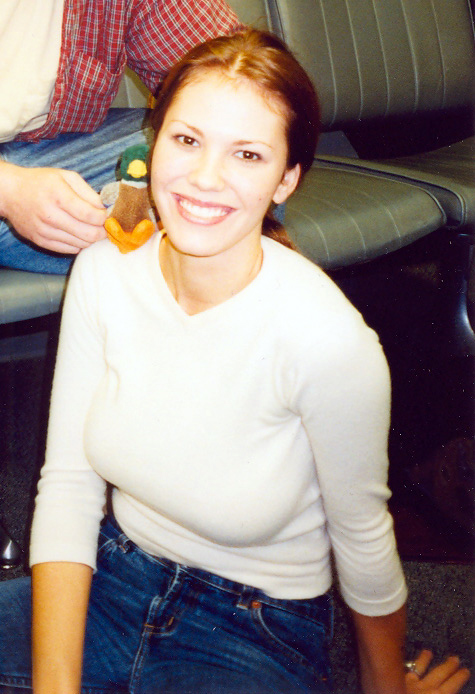
Nikki Cox
(* 1978)

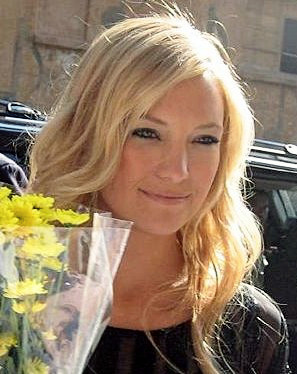
Kate Hudson
(* 1979)

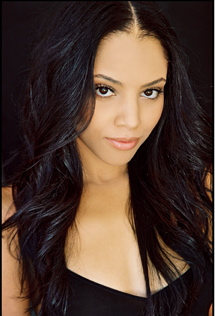
Bianca Lawson
(* 1979)

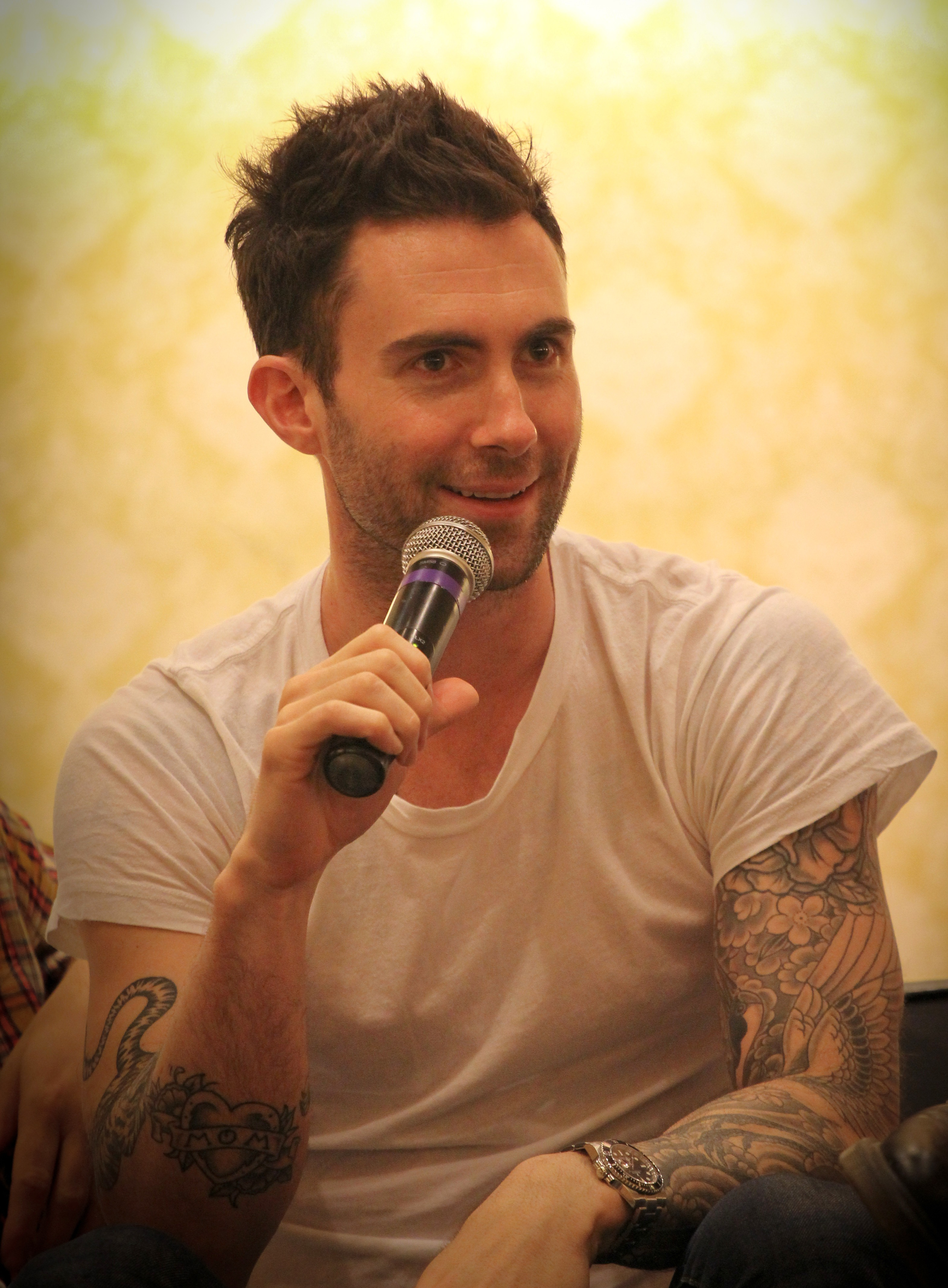
Adam Levine
(* 1979)

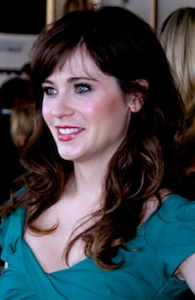
Zooey Deschanel
(* 1980)

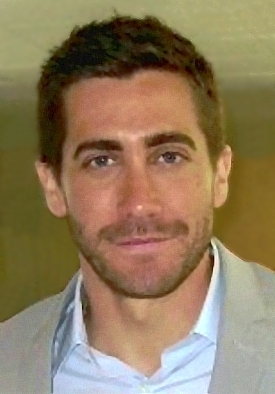
Jake Gyllenhaal
(* 1980)

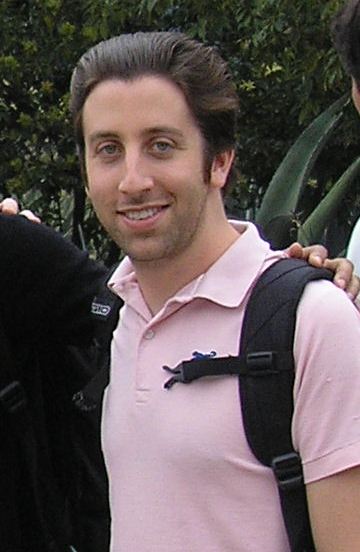
Simon Helberg
(* 1980)

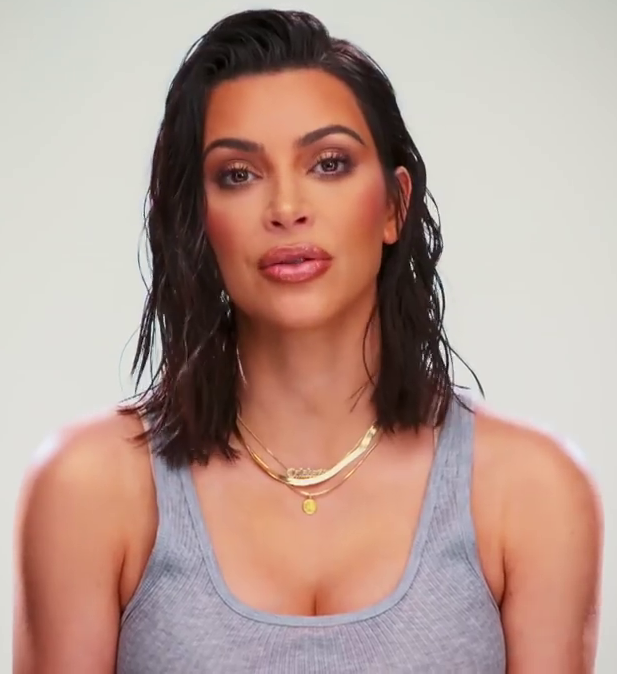
Kim Kardashian
(* 1980)

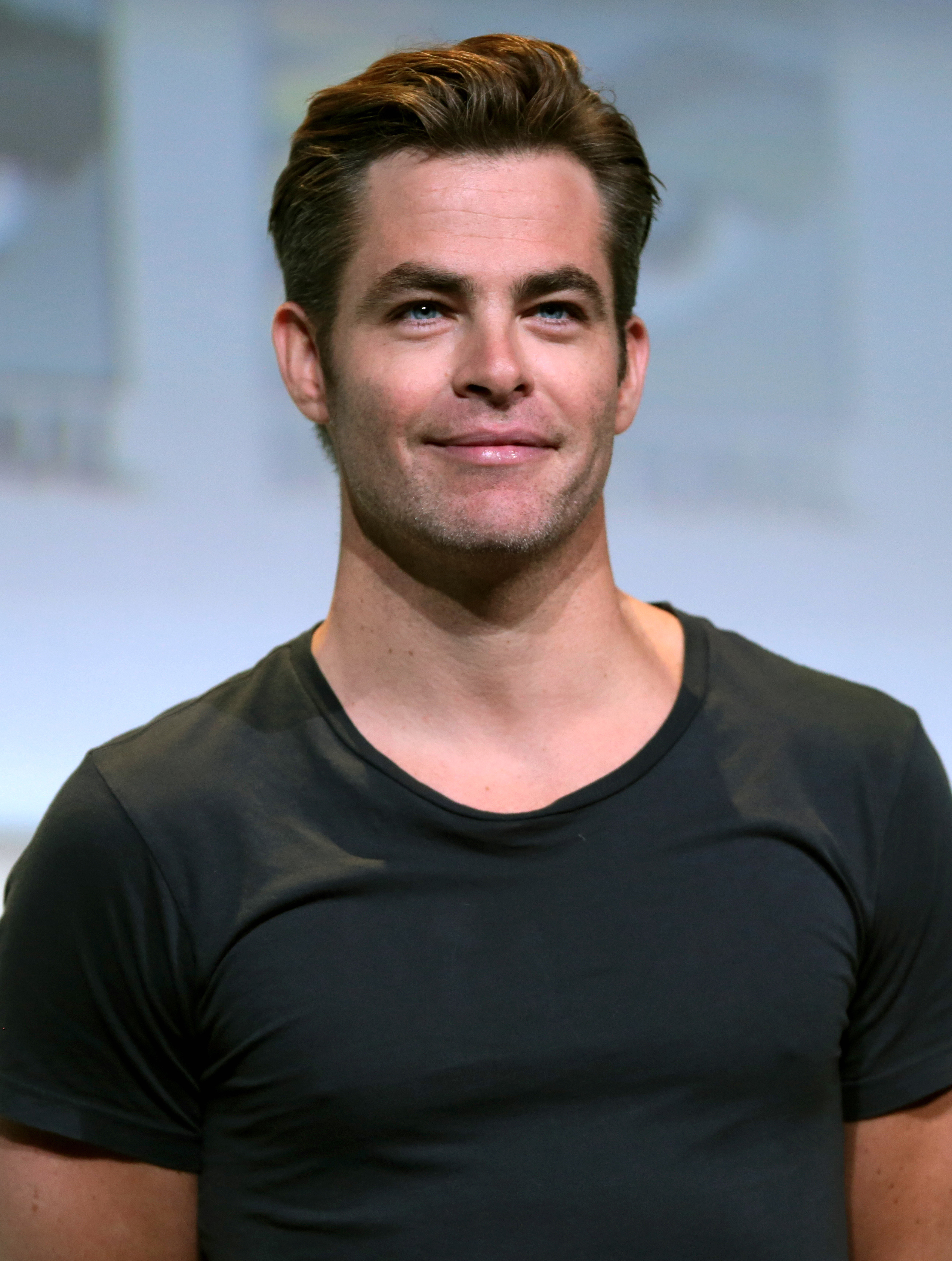
Chris Pine
(* 1980)

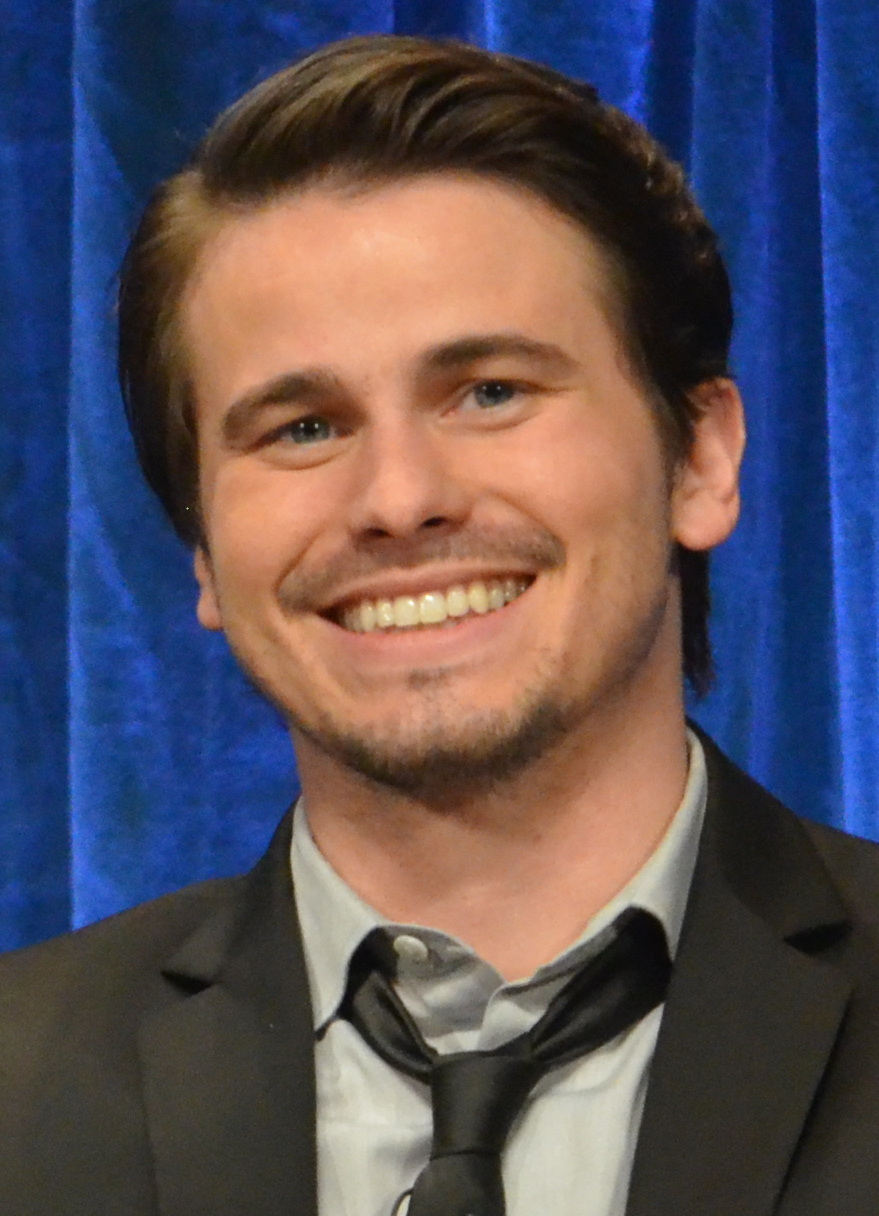
Jason Ritter
(* 1980)

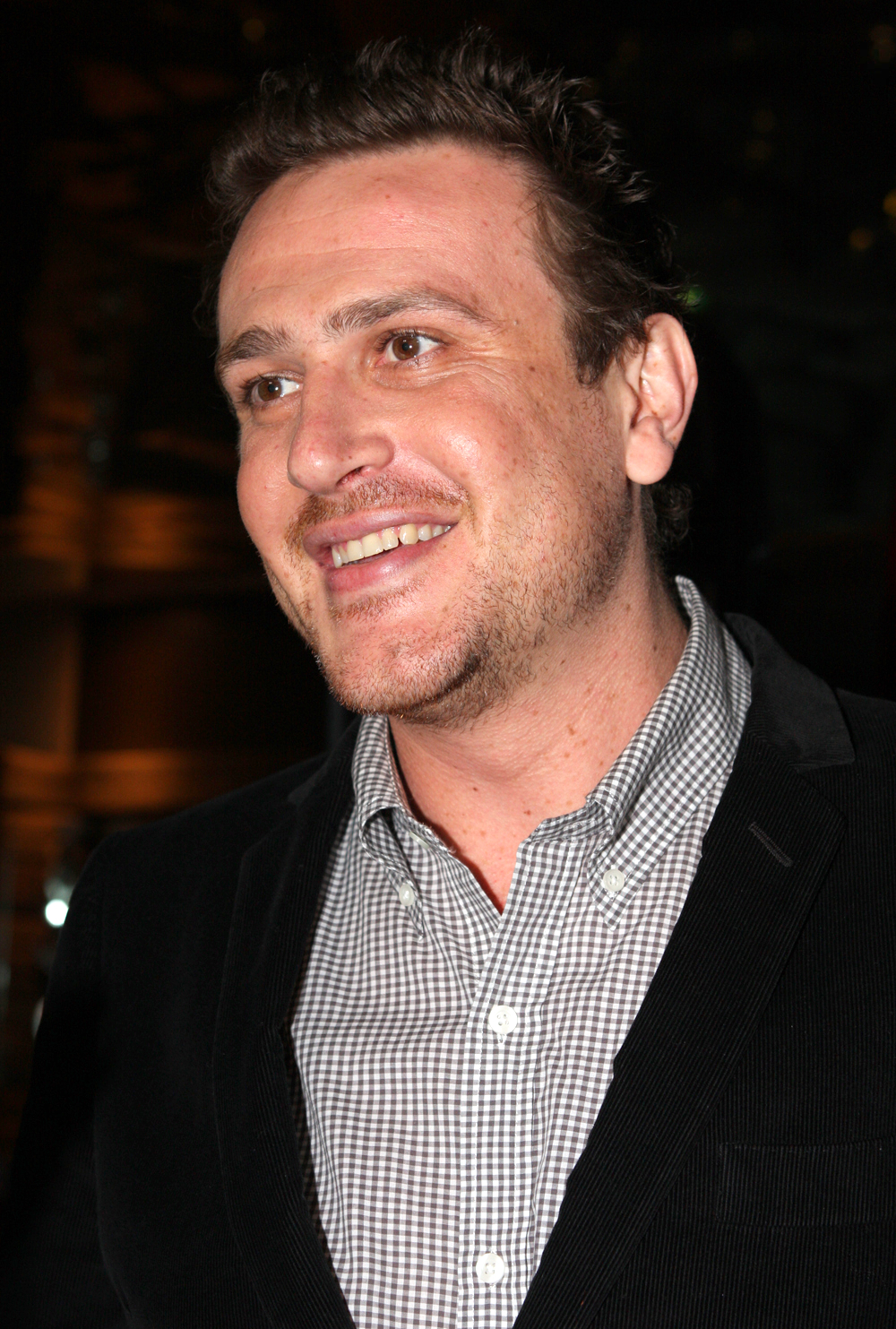
Jason Segel
(* 1980)

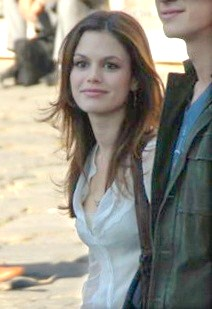
Rachel Bilson
(* 1981)

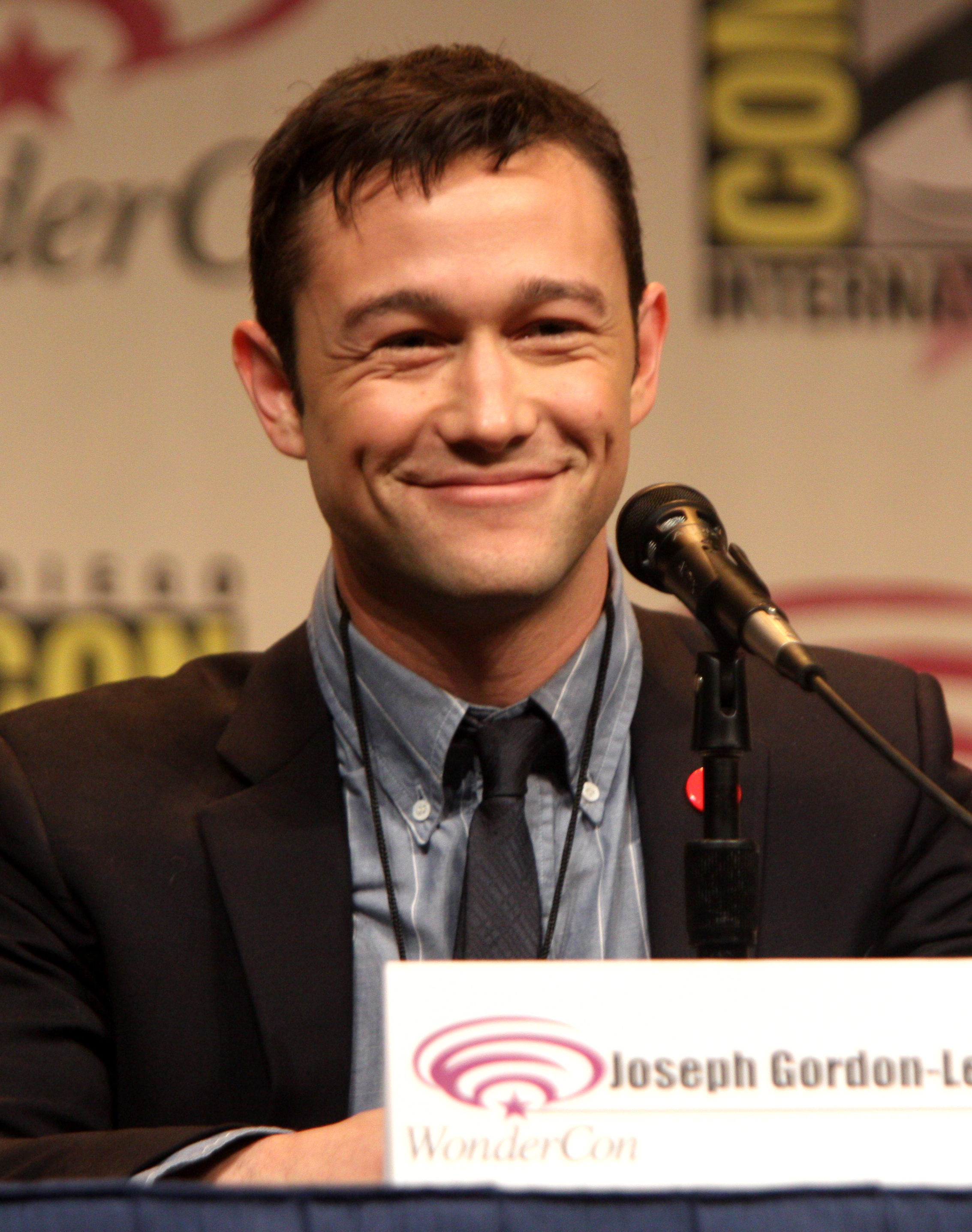
Joseph Gordon-Levitt
(* 1981)

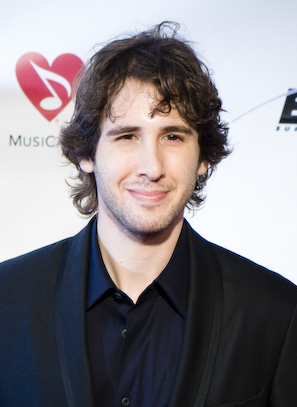
Josh Groban
(* 1981)

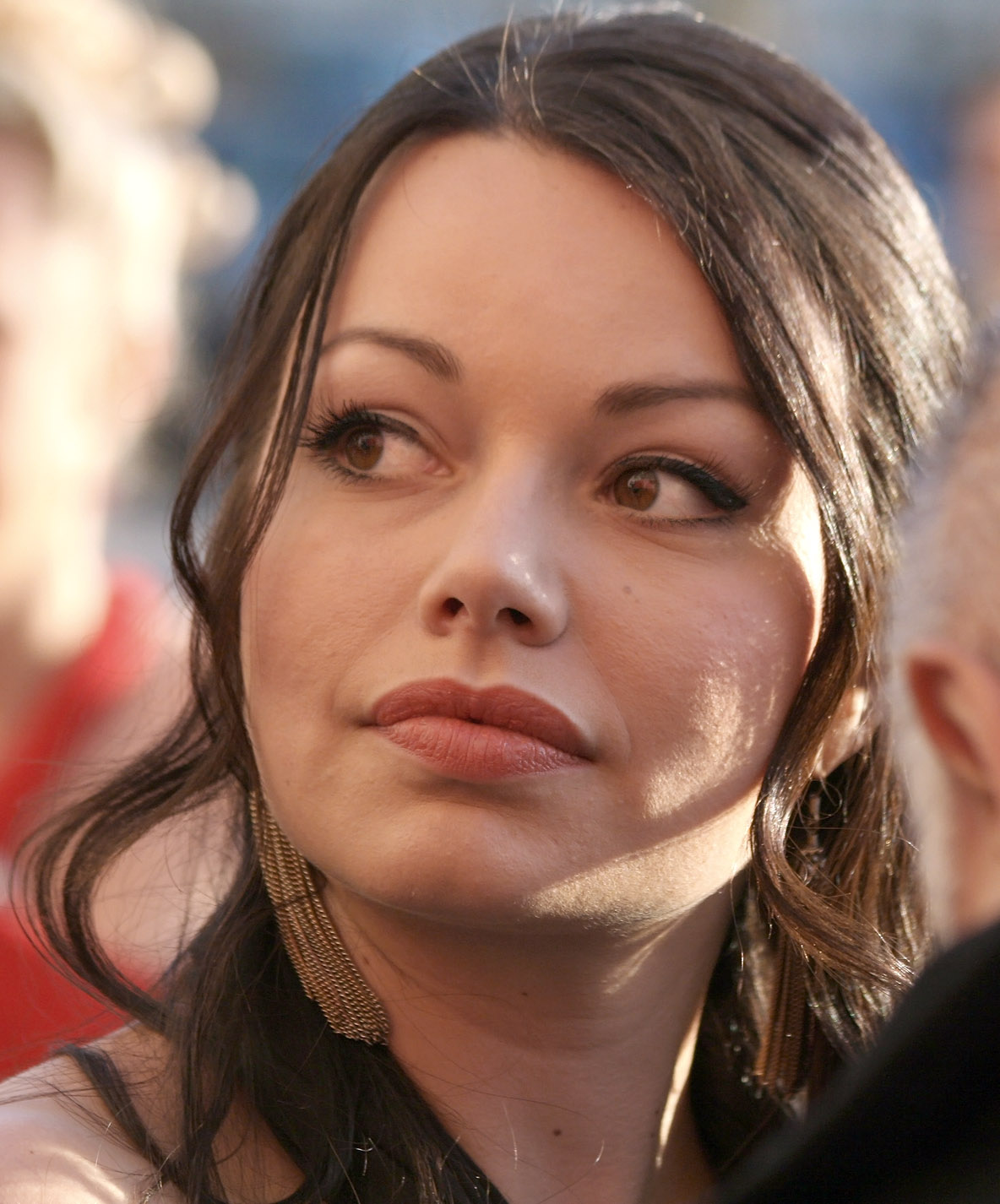
Cosma Shiva Hagen
(* 1981)

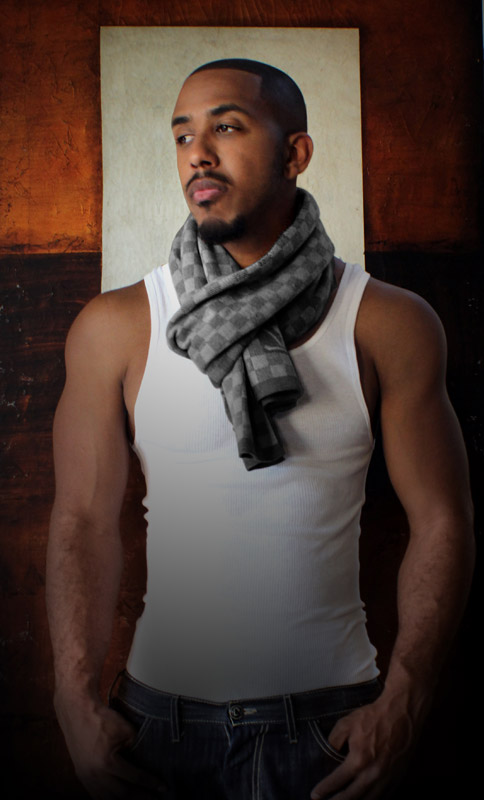
Marques Houston
(* 1981)

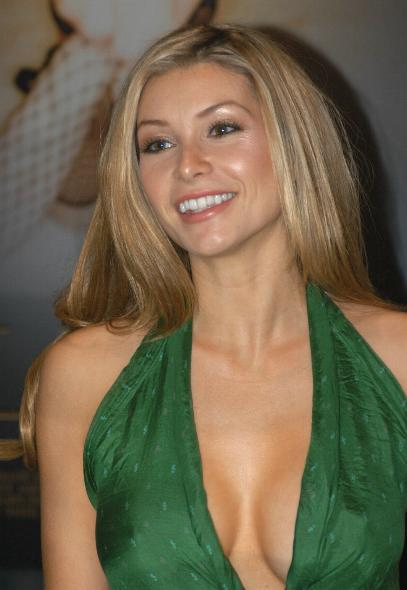
Heather Vandeven
(* 1981)

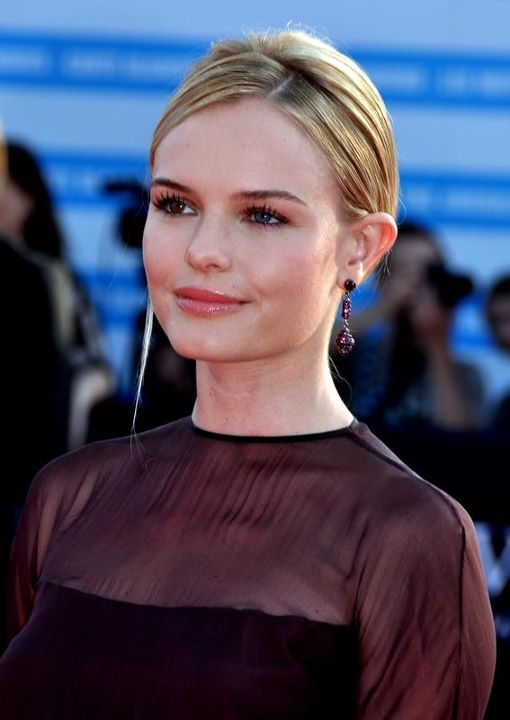
Kate Bosworth
(* 1983)

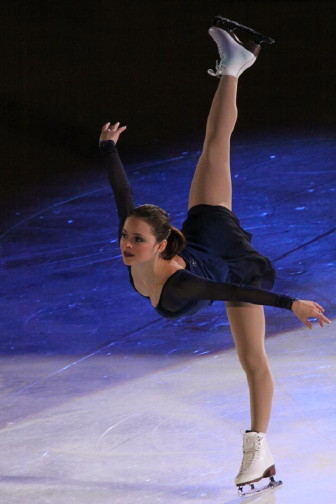
Sasha Cohen
(* 1984)

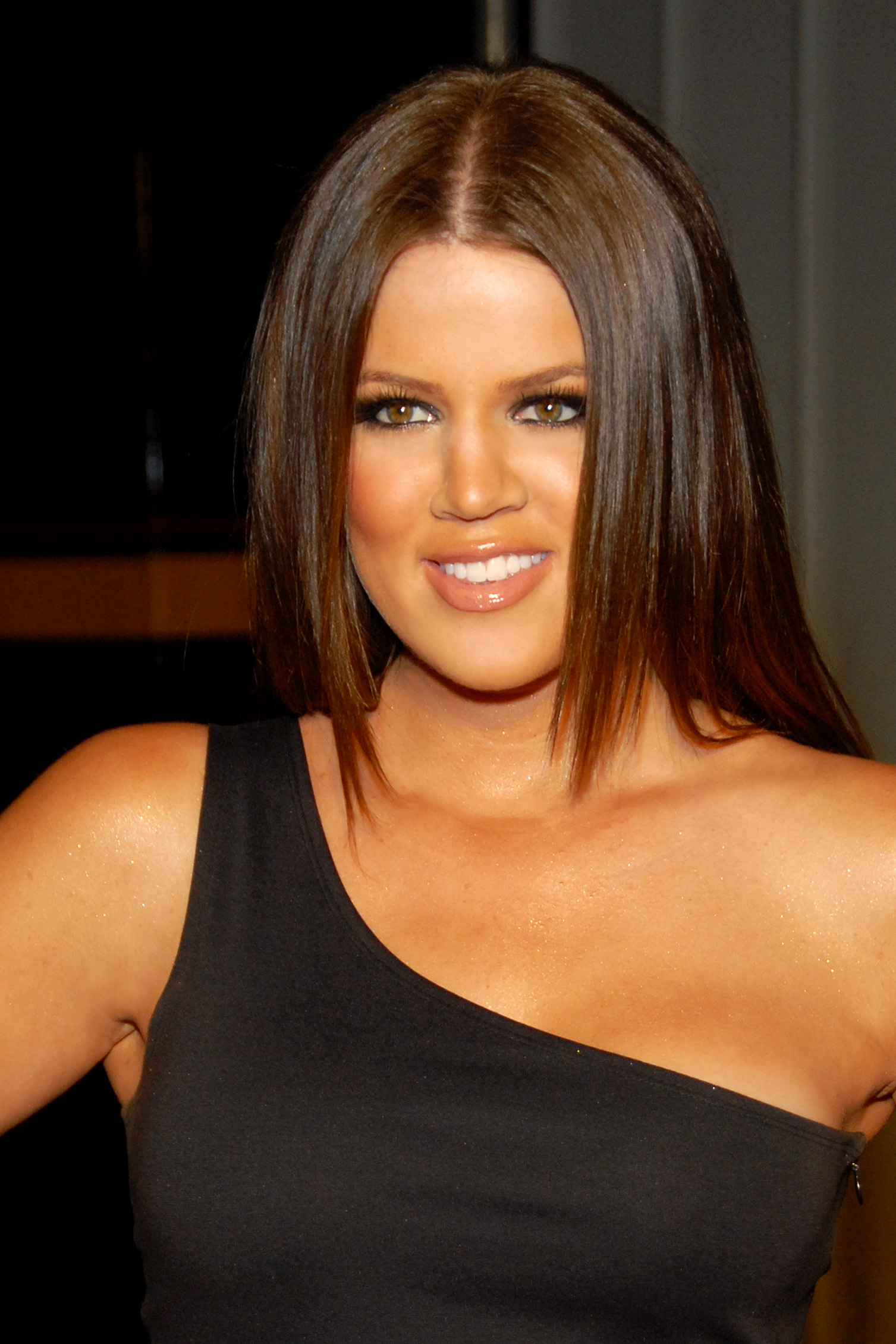
Khloé Kardashian
(* 1984)

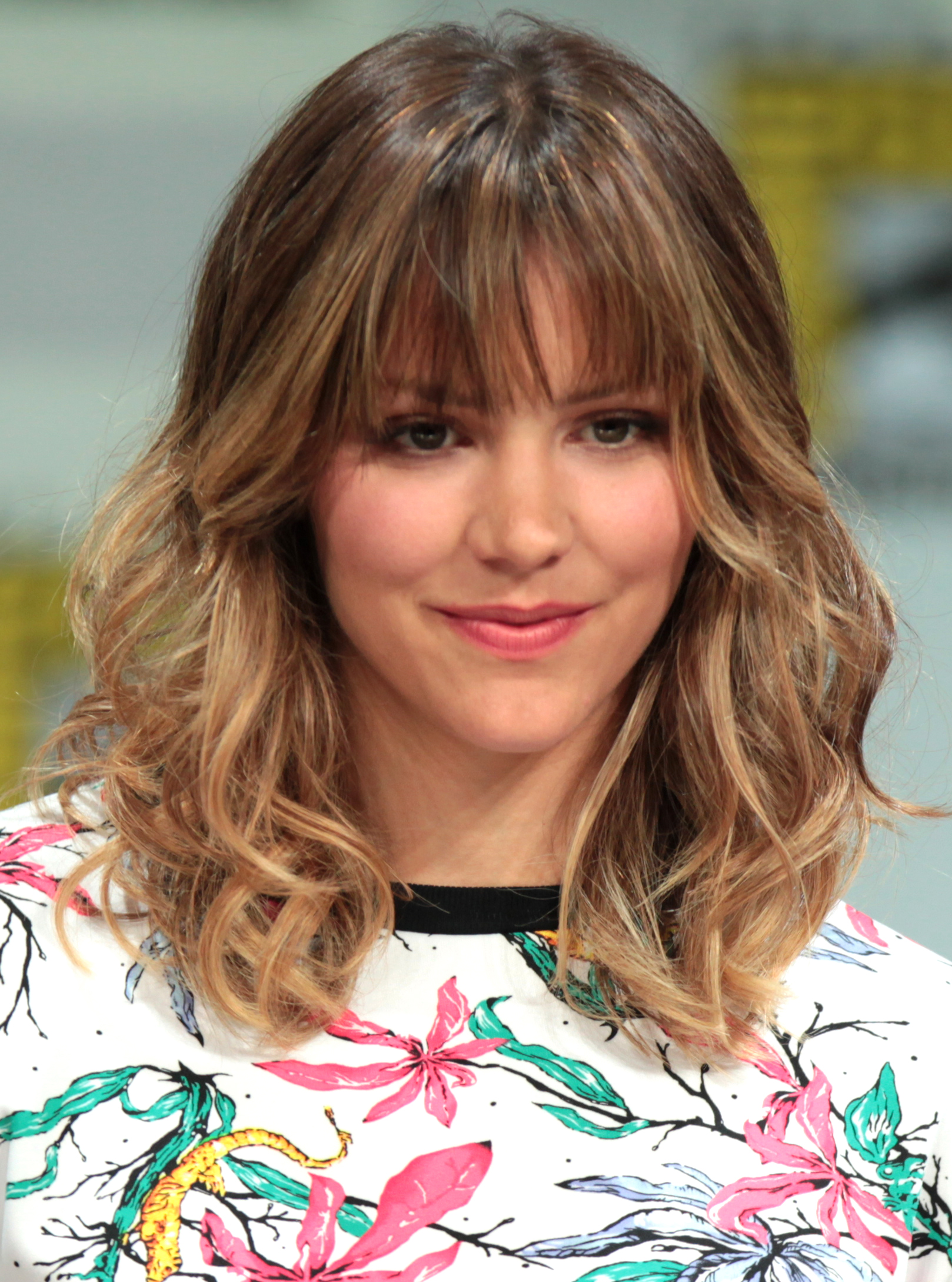
Katharine McPhee
(* 1984)

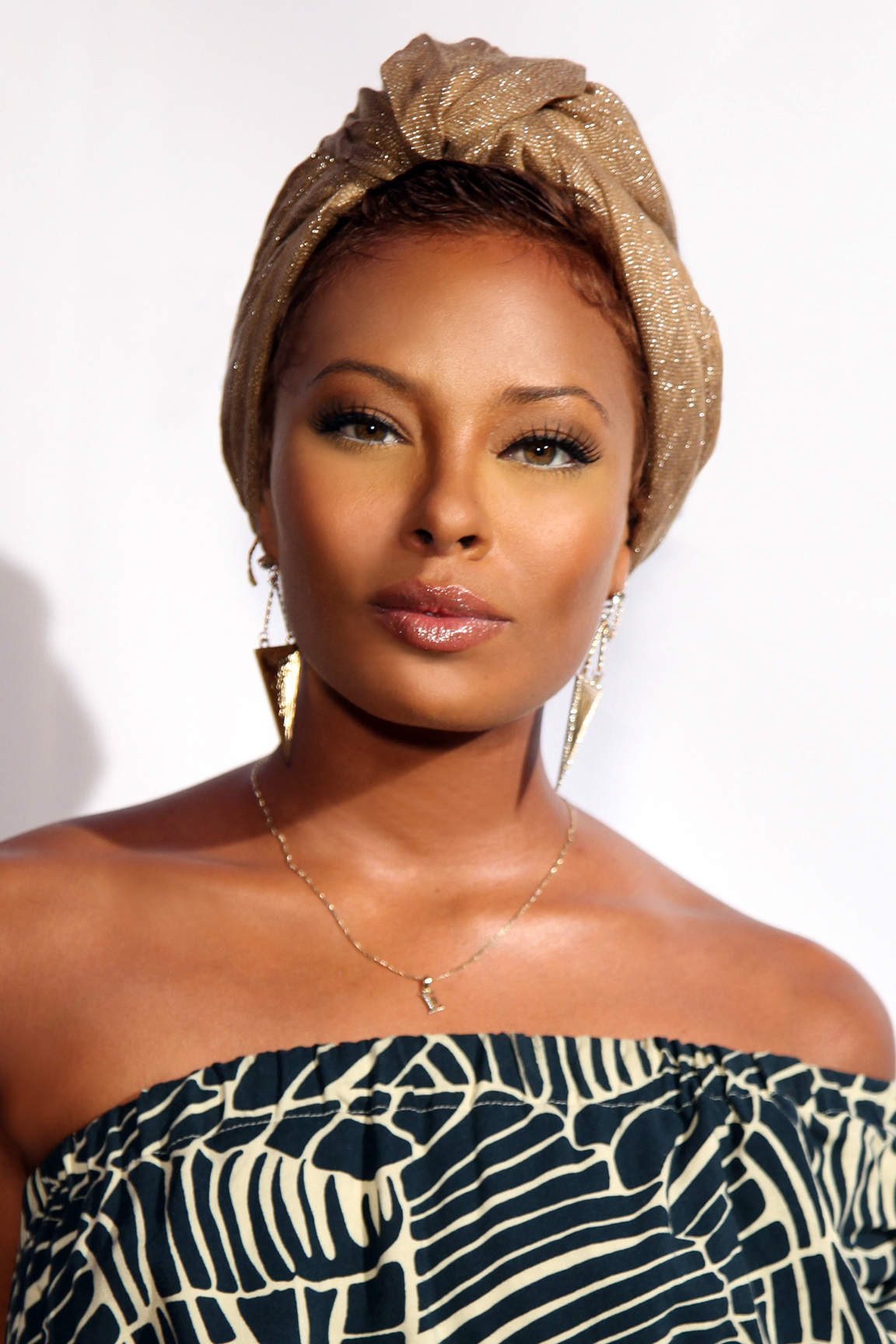
Eva Pigford
(* 1984)

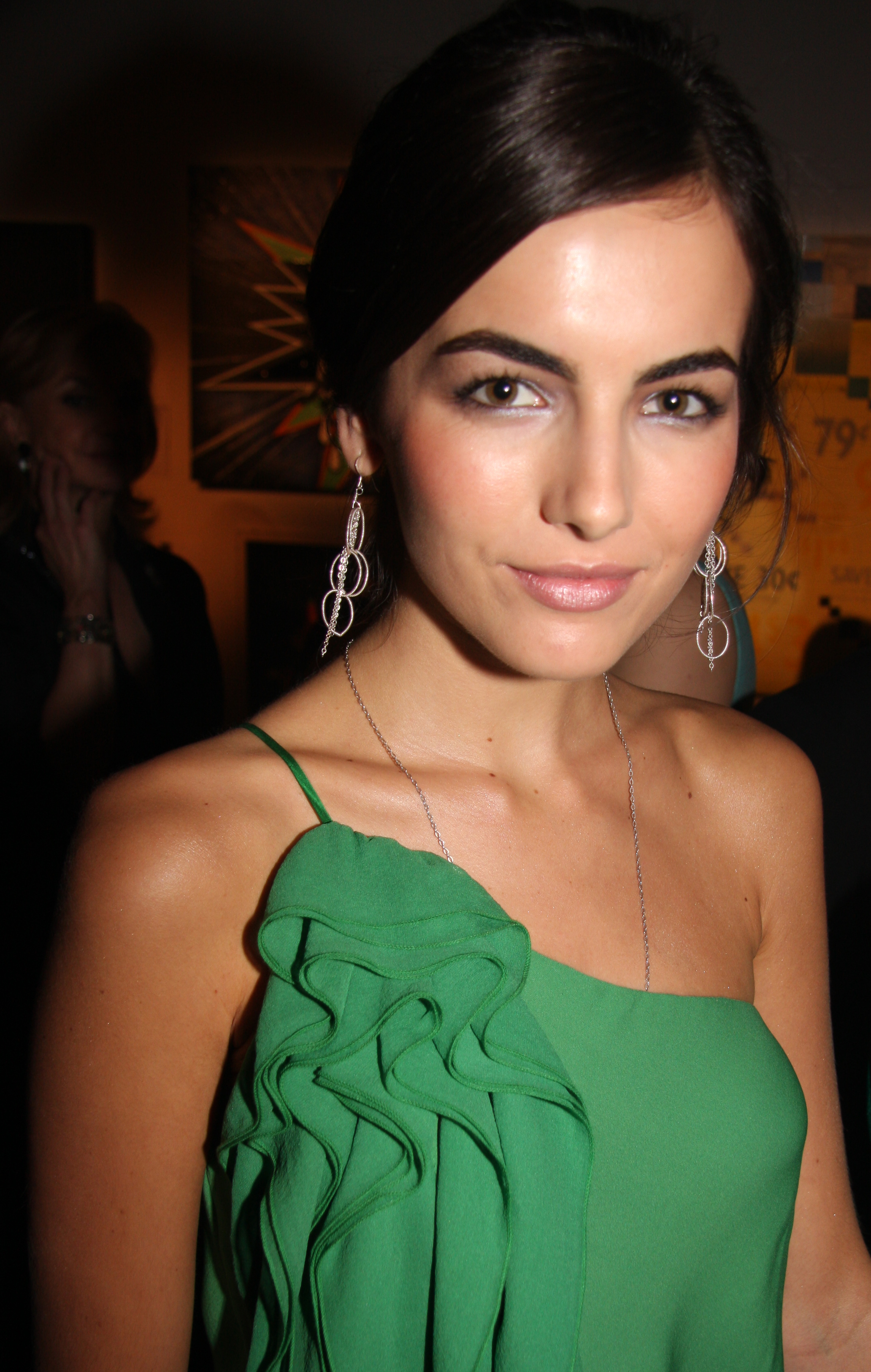
Camilla Belle
(* 1986)

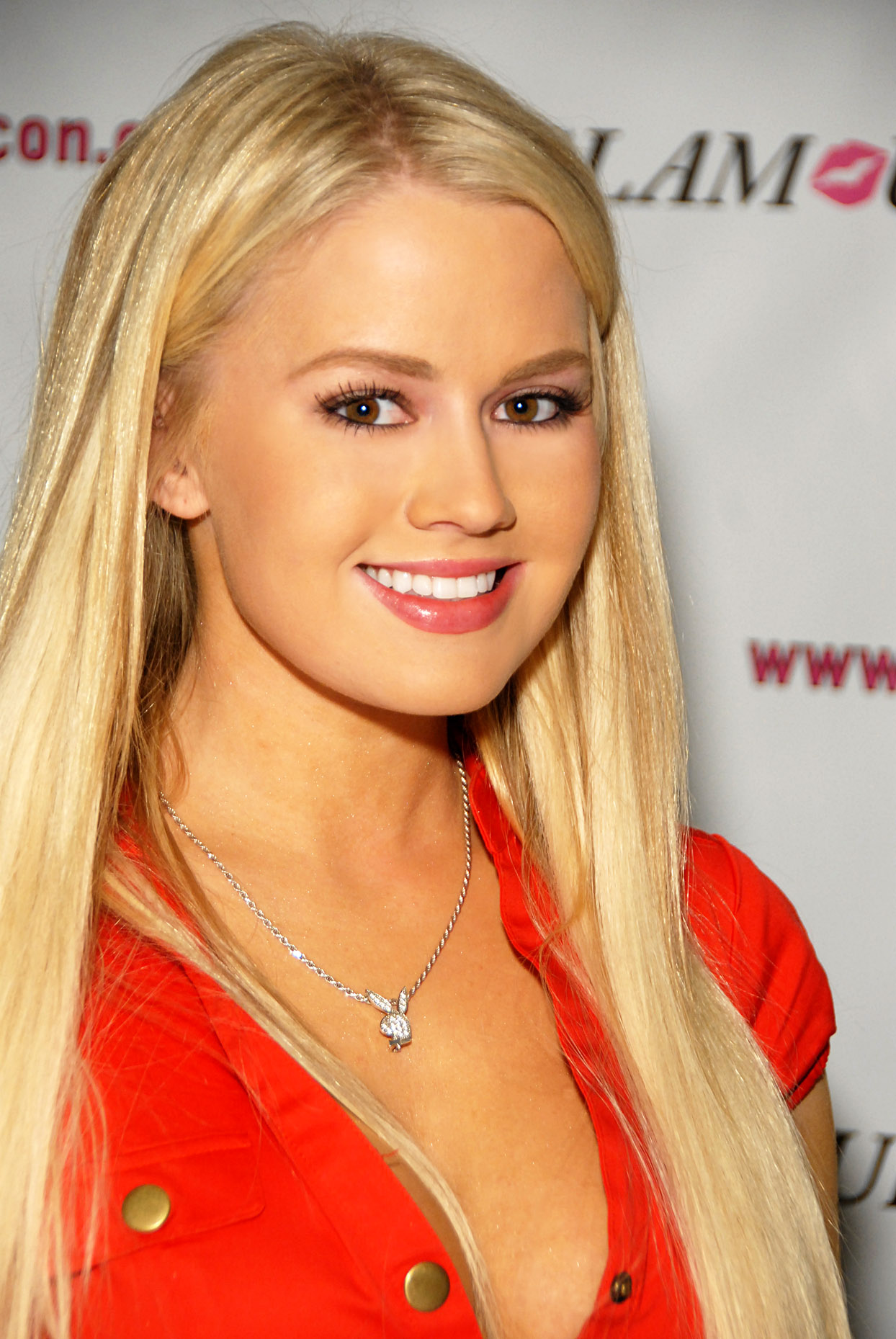
Anna Sophia Berglund
(* 1986)

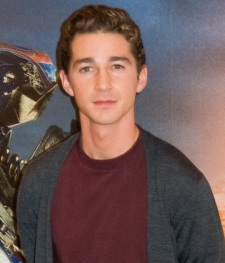
Shia LaBeouf
(* 1986)

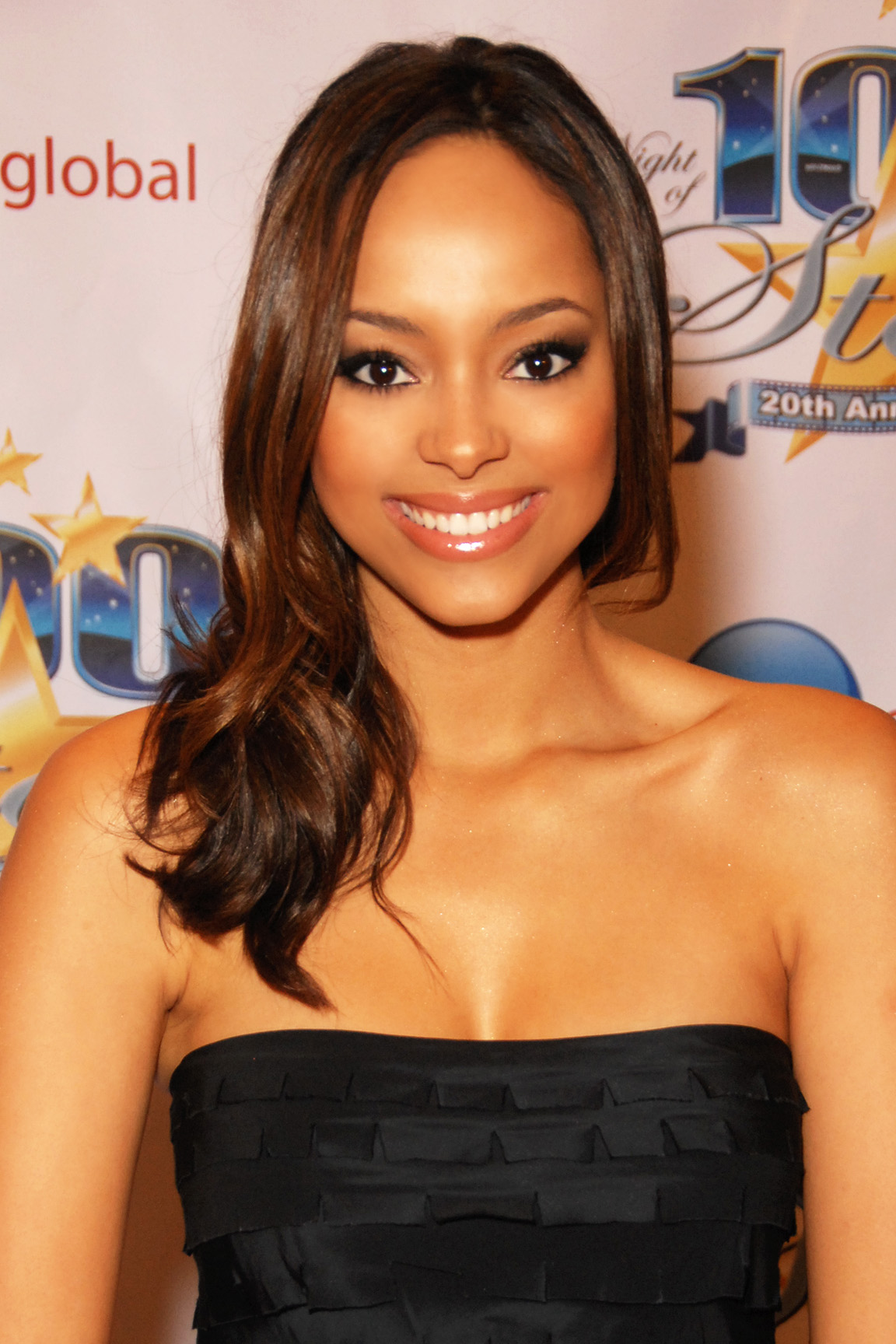
Amber Stevens West
(* 1986)

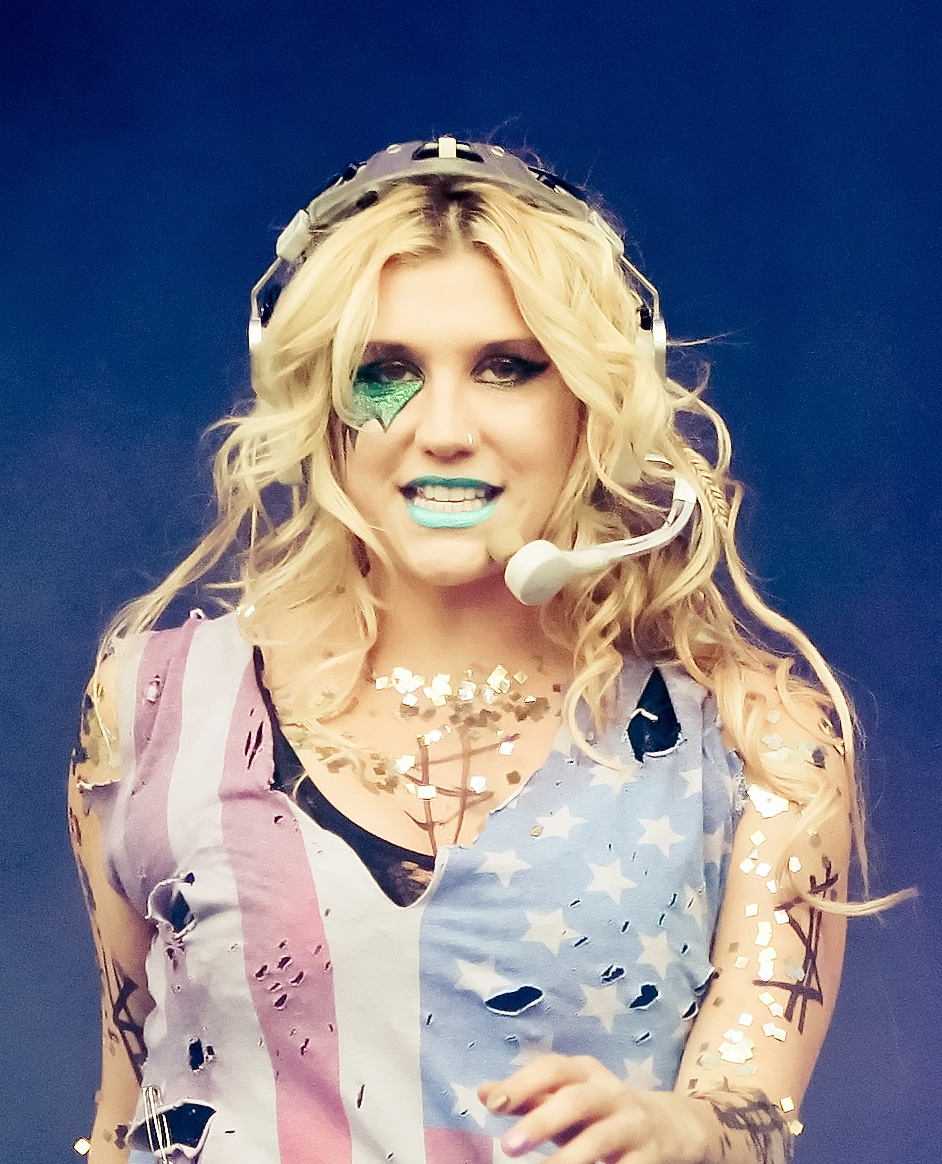
Kesha
(* 1987)

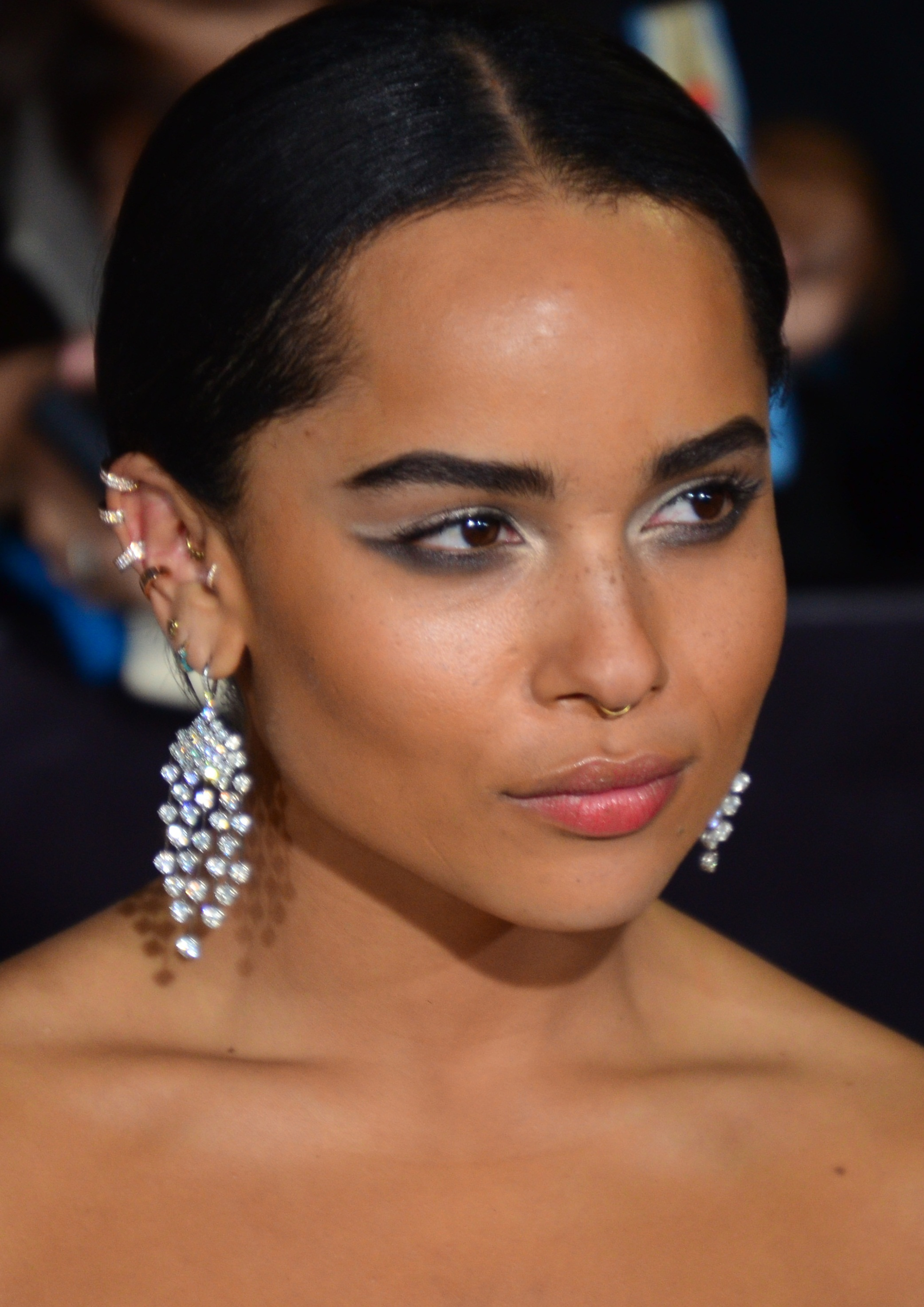
Zoë Kravitz
(* 1988)

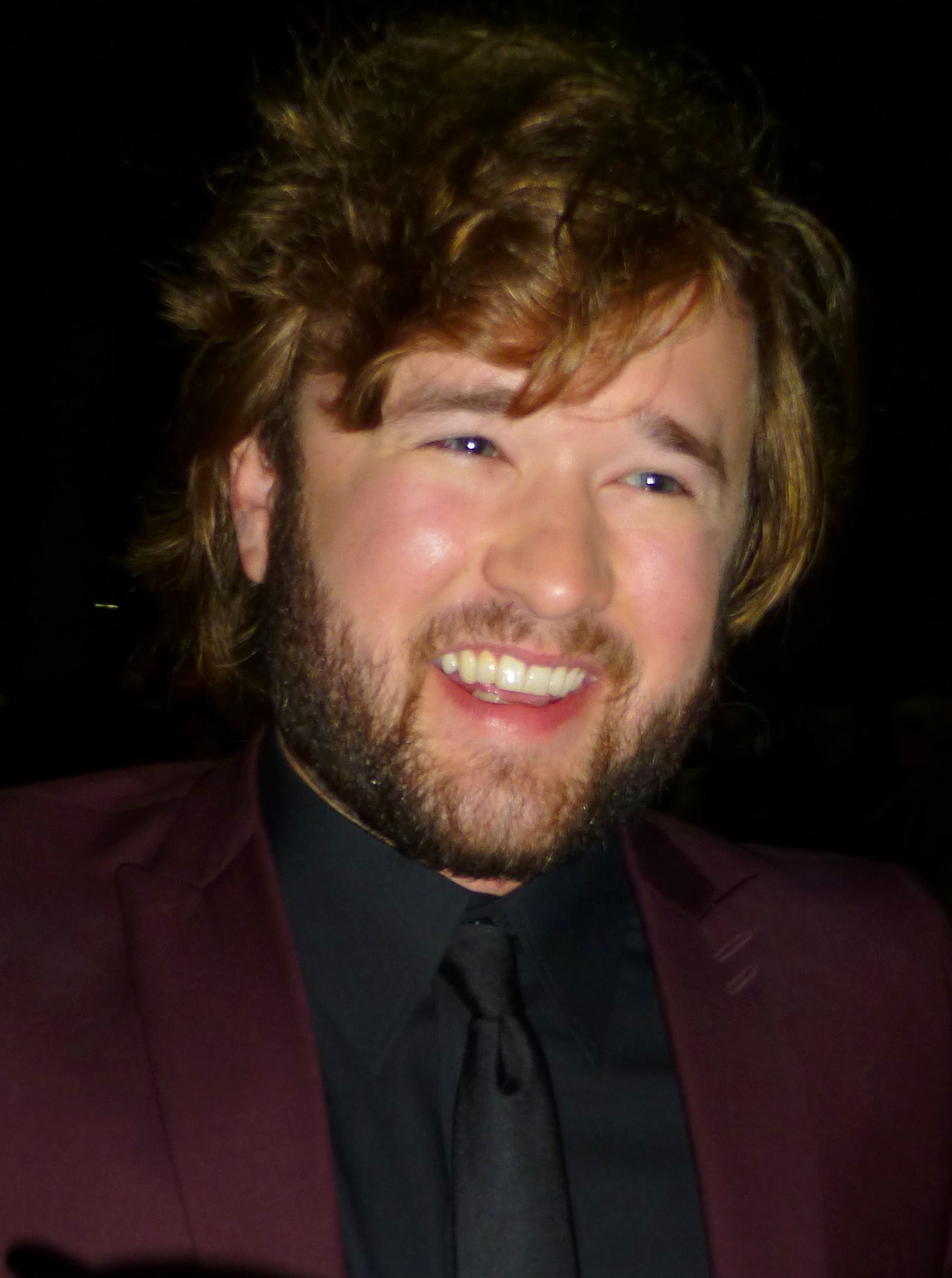
Haley Joel Osment
(* 1988)

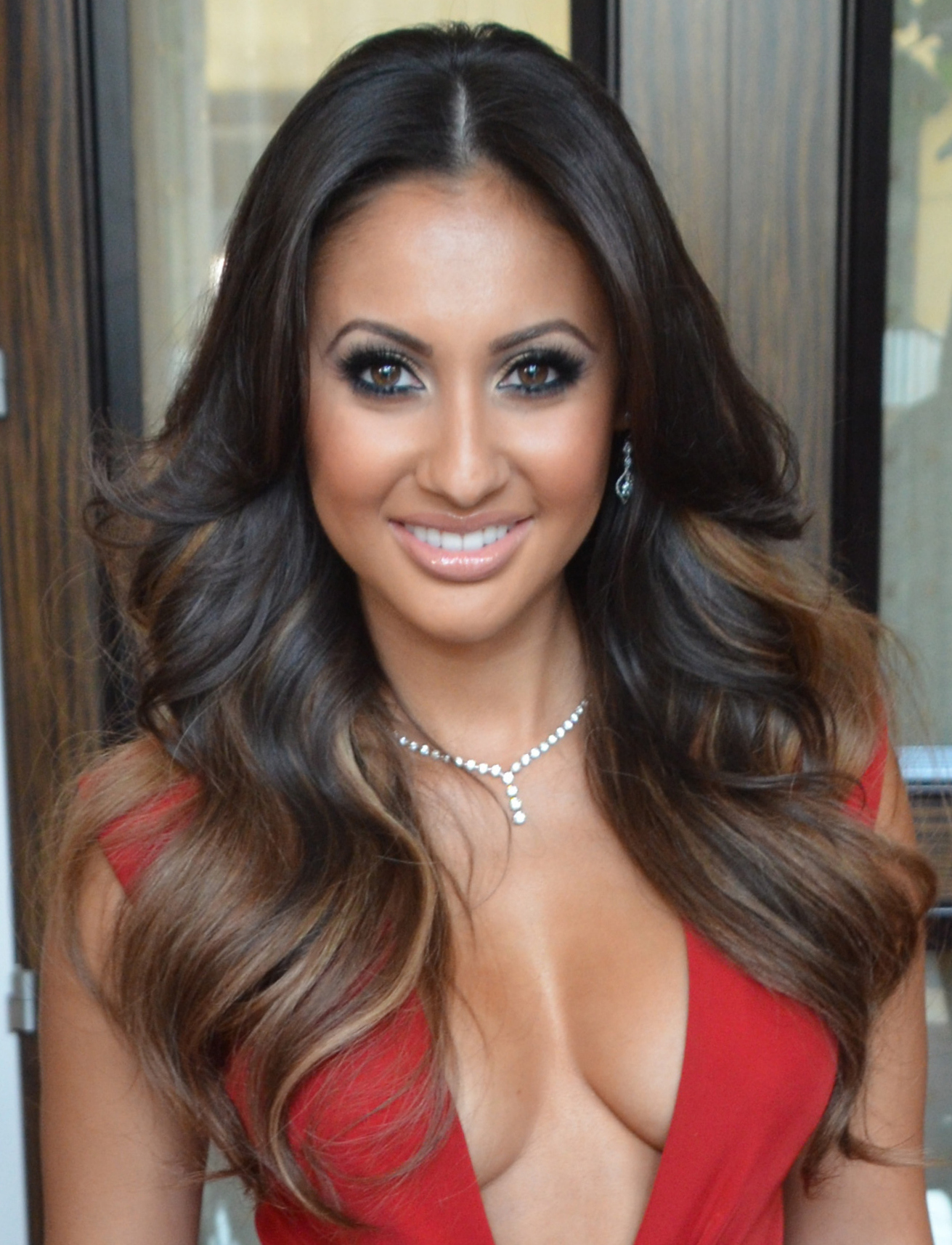
Francia Raisa
(* 1988)

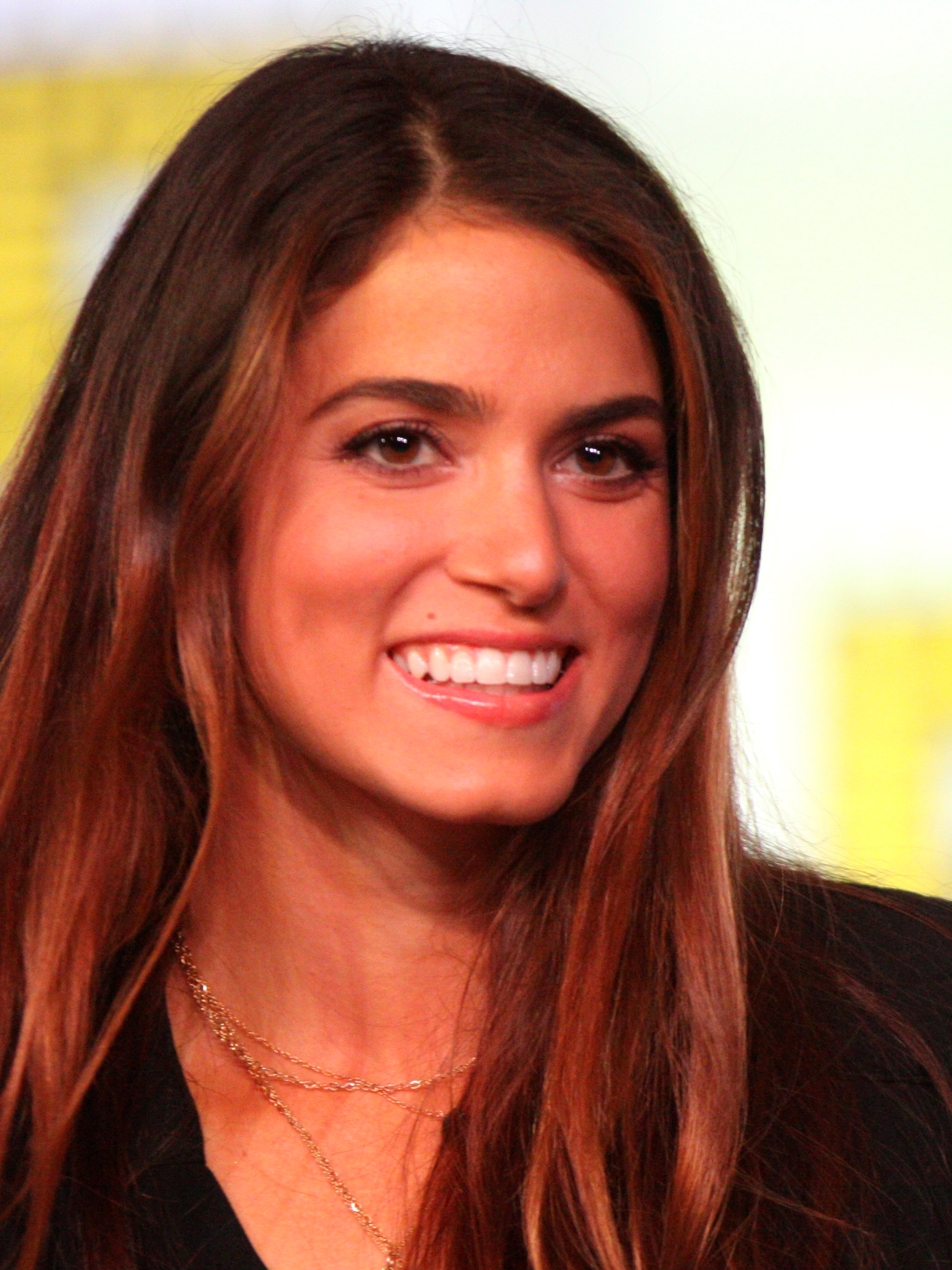
Nikki Reed
(* 1988)

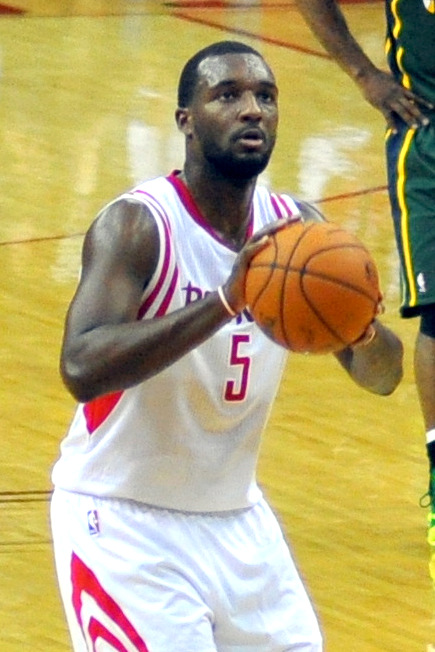
Jordan Hamilton
(* 1990)

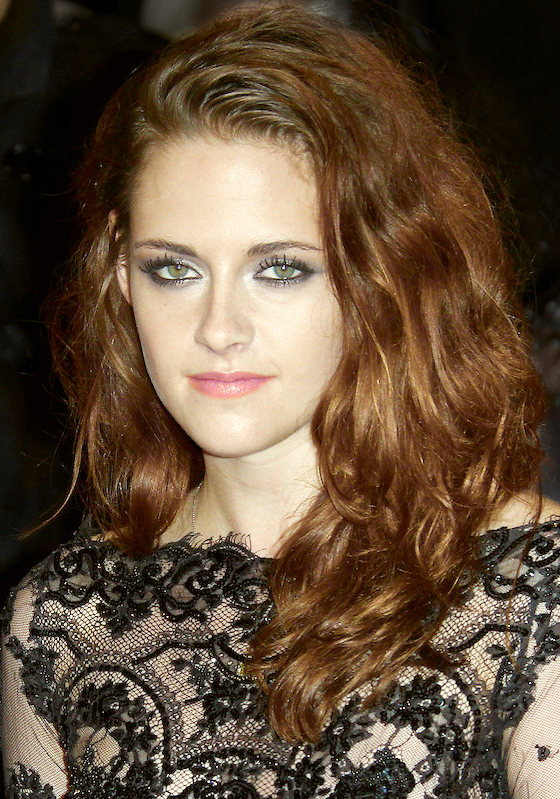
Kristen Stewart
(* 1990)

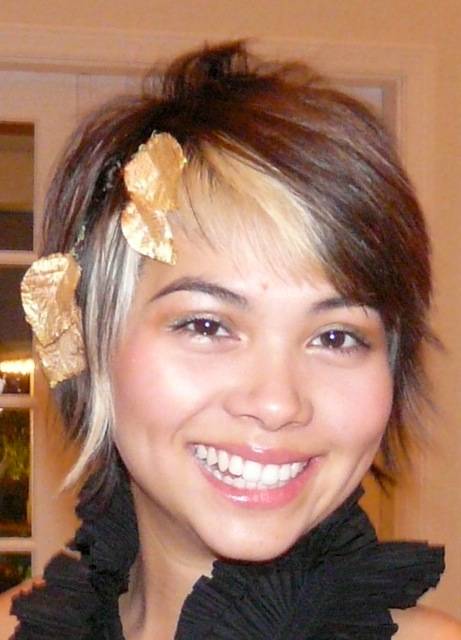
Hayley Kiyoko
(* 1991)

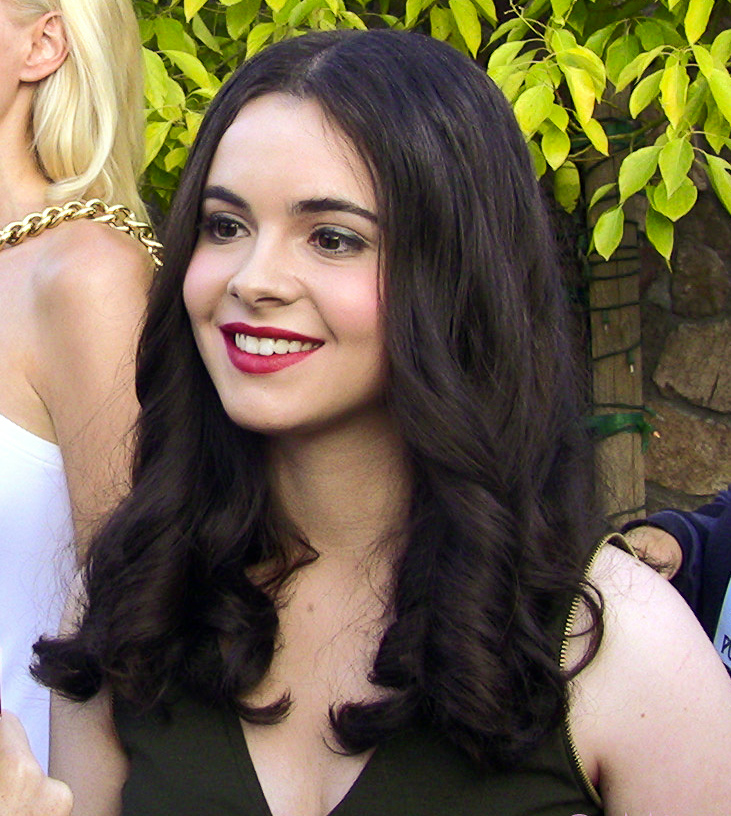
Vanessa Marano
(* 1992)

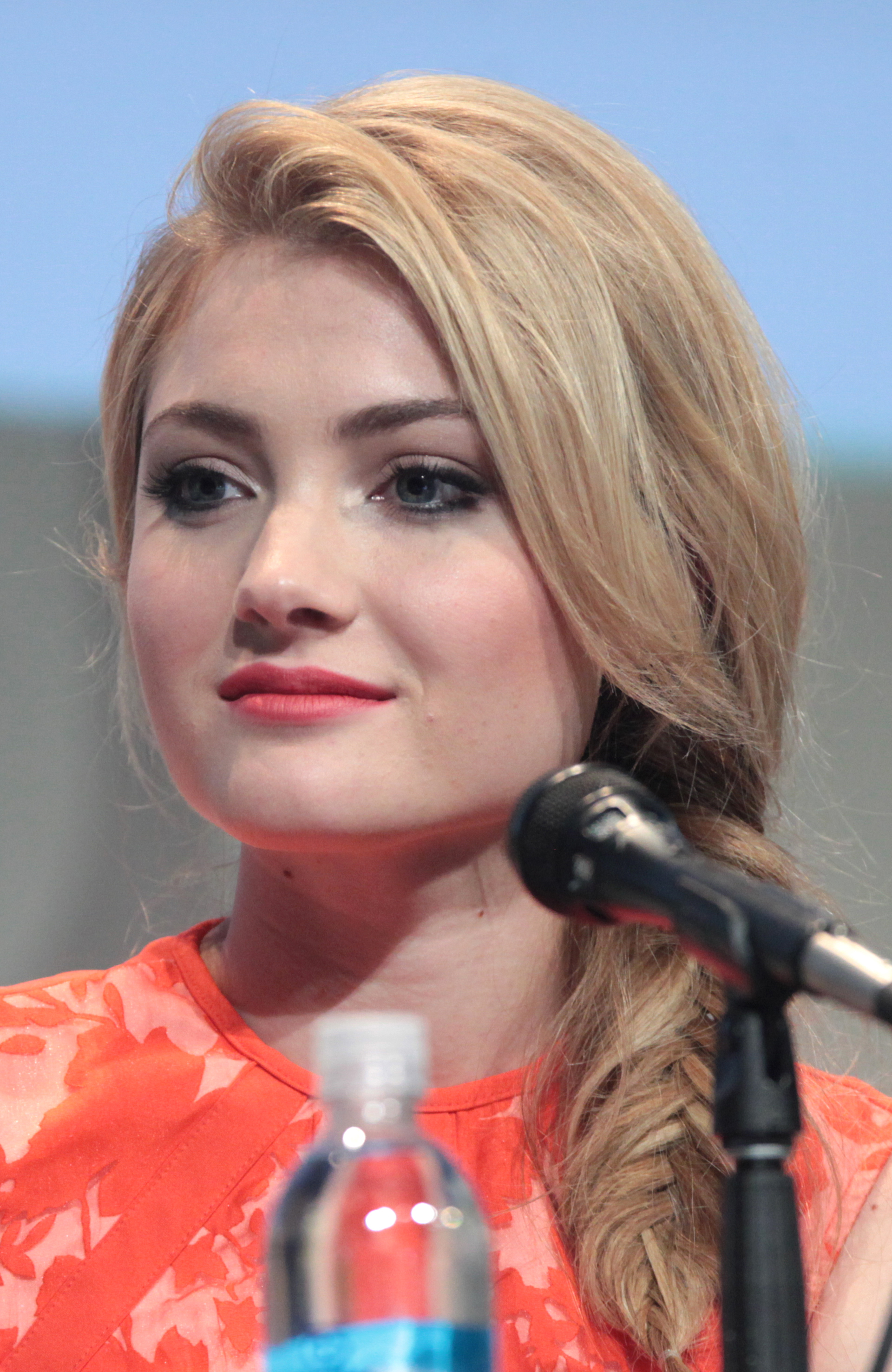
Skyler Samuels
(* 1994)

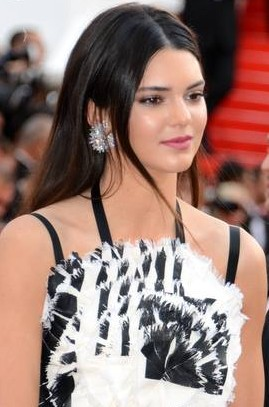
Kendall Jenner
(* 1995)

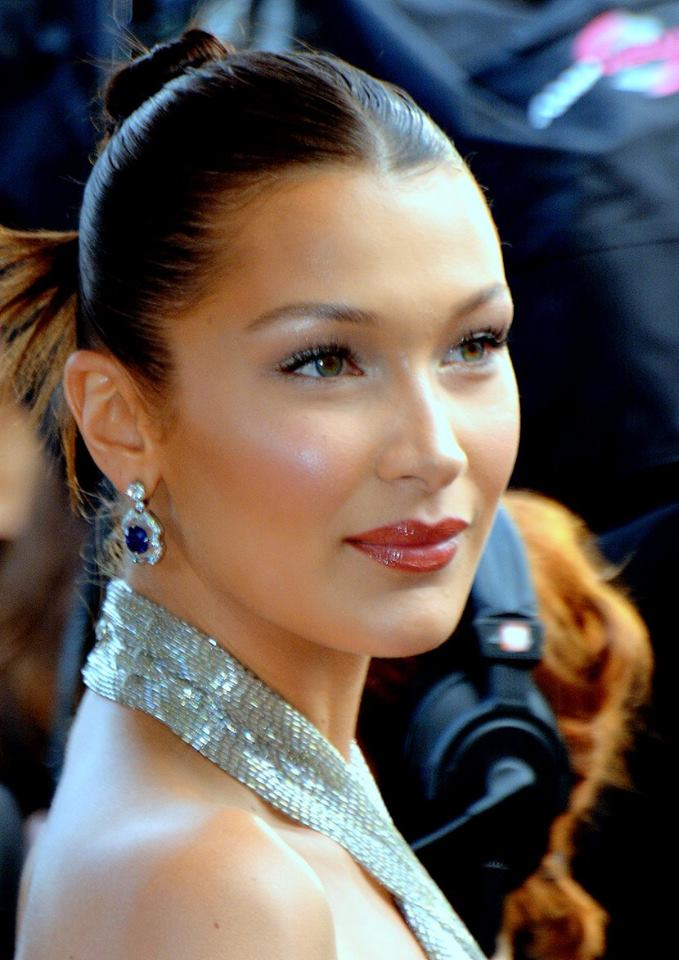
Bella Hadid
(* 1996)

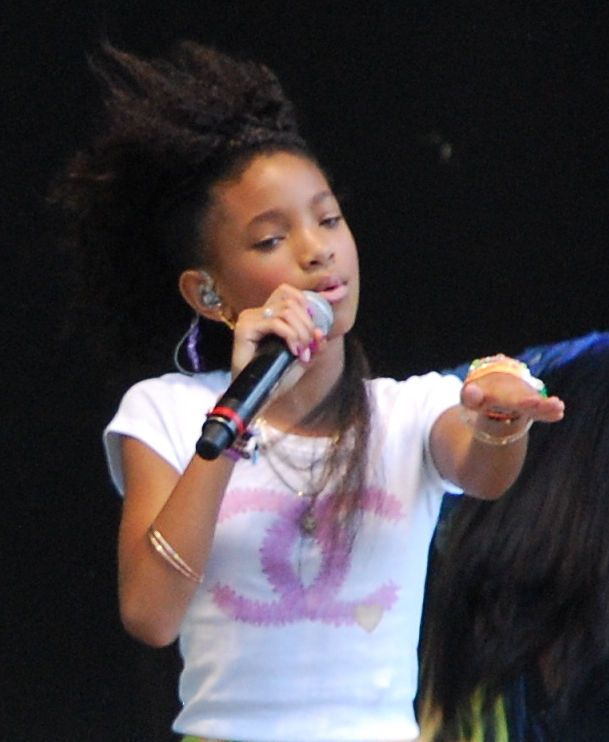
Willow Smith
(* 2000)

### Bis 1890
- Cristóbal Aguilar (≈1816–1886), Politiker, Bürgermeister von Los Angeles
- Frederick Eaton (1856–1934), Politiker, Bürgermeister von Los Angeles
- Jefferson De Angelis (1859–1933), Schauspieler und Sänger
- Solly Smith (1871–1933), Boxer im Federgewicht
- Florence Blumenthal (1873–1930), Philanthropin
- Eugene Meyer (1875–1959), Unternehmer, Zeitungsmagnat, Weltbank-Präsident
- Ida May Park (1879–1954), Drehbuchautorin und Regisseurin in der Stummfilmzeit
- Herman Glass (1880–1961), Turner
- Leo Carrillo (1881–1961), Schauspieler
- Hugh S. Gibson (1883–1954), Diplomat
- Teddy Tetzlaff (1883–1929), Automobilrennfahrer
- Charles Ruggles (1886–1970), Schauspieler
- Glenn William Shaw (1886–1961), Pädagoge, Autor und Übersetzer
- Charles Edward Fuller (1887–1968), Unternehmer und christlich-fundamentalistischer Geistlicher
- Fred Offenhauser (1888–1973), Automobilingenieur und Mechaniker
- Glenn Anders (1889–1981), Schauspieler
- Minta Durfee (1889–1975), Schauspielerin der Stummfilmära
- Wesley Ruggles (1889–1972), Filmregisseur, Produzent und Schauspieler

### 1891–1900
- Earl Warren (1891–1974), Gouverneur von Kalifornien und Oberster Richter der USA
- Fay Bainter (1893–1968), Schauspielerin
- Betty Blythe (1893–1972), Schauspielerin
- Harley Earl (1893–1969), Automobildesigner, -ingenieur und Industriedesigner
- Ludy Langer (1893–1984), Schwimmer
- Tay Garnett (1894–1977), Regisseur
- Stuart Heisler (1894–1979), Filmregisseur
- Adela Rogers St. Johns (1894–1988), Journalistin, Schriftstellerin und Drehbuchautorin
- Paul R. Williams (1894–1980), Architekt
- Busby Berkeley (1895–1976), Hollywood-Filmregisseur und Choreograph
- John F. Dockweiler (1895–1943), Politiker
- Lela Bliss (1896–1980), Filmschauspielerin
- Ernest Haller (1896–1970), Kameramann
- Margaret Booth (1898–2002), Filmeditorin
- Edward Curtiss (1898–1970), Filmeditor
- Hazel Howell (1898–1965), Schauspielerin
- Ivan Murray Johnston (1898–1960), Botaniker
- Arthur Lubin (1898–1995), Filmregisseur
- Leo McCarey (1898–1969), Regisseur, Filmproduzent und Drehbuchautor
- Scott O’Dell (1898–1989), Schriftsteller
- Charlie Lawrence (≈1900–nach 1970), Jazzmusiker, Arrangeur und Bandleader
- Adlai Ewing Stevenson junior (1900–1965), Politiker
- Elinor Remick Warren (1900–1991), Komponistin und Pianistin

## 20. Jahrhundert

### 1901–1910
- William Hornbeck (1901–1983), Filmeditor
- Joseph Thomas McGucken (1902–1983), römisch-katholischer Erzbischof von San Francisco
- Onslow Stevens (1902–1977), Schauspieler
- Ted Tetzlaff (1903–1995), Regisseur und Kameramann
- Edward Woods (1903–1989), Schauspieler
- Ralph Berger (1904–1960), Artdirector und Szenenbildner, Emmy-Preisträger
- Charles Lawton Jr. (1904–1965), Kameramann
- Isamu Noguchi (1904–1988), Bildhauer
- Philip Ahn (1905–1978), US-amerikanischer Schauspieler koreanischer Abstammung
- Philip Daubenspeck (1905–1951), Wasserballspieler
- Leander L. Doan (1905–1964), Generalmajor der United States Army
- Anna May Wong (1905–1961), Filmschauspielerin
- Russell Metty (1906–1978), Kameramann
- Victor Wong (1906–1972), chinesisch-US-amerikanischer Schauspieler
- Dorothy Burgess (1907–1961), Schauspielerin
- Maybelle Reichardt (1907–1999), Diskuswerferin
- Dorothy Clotelle Clarke (1908–1992), Romanistin
- Henry Imus (1908–1981), Filmtechniker, Kameramann, Erfinder und Filmschaffender
- Sylvester Laflin Weaver junior (1908–2002), Rundfunkoffizieller
- Robert F. Boyle (1909–2010), Art Director und Production Designer
- Frances Dee (1909–2004), Schauspielerin
- John William Finn (1909–2010), Offizier der US-Navy und Träger der Medal of Honor
- Irene Hervey (1909–1998), Schauspielerin
- Ross Russell (1909–2000), Jazz-Produzent und Autor
- John Richard Williams (1909–1998), Politiker und von 1967 bis 1975 Gouverneur des Bundesstaates Arizona
- Frank Booth (1910–1980), Schwimmer
- Frank Lubin (1910–1999), US-amerikanisch-litauischer Basketballspieler

### 1911–1920

#### 1911
- Jeanette Nolan (1911–1998), Schauspielerin
- George Roth (1911–1997), Turner
- Ellsworth Vines (1911–1994), Tennisspieler
- Brett Weston (1911–1993), Fotograf

#### 1912
- John Cage (1912–1992), Komponist
- Jacqueline deWit (1912–1998), Schauspielerin
- Sidney W. Fox (1912–1998), Biochemiker
- Elizabeth May McClintock (1912–2004), Botanikerin und Hochschullehrerin
- Buddy Moreno (1912–2015), Sänger, Gitarrist, Bandleader und Hörfunkmoderator
- Virginia Prince (1912–2009), Transgender-Aktivistin
- Jeff York (1912–1995), Schauspieler

#### 1913
- Eleanor Clark (1913–1996), Schriftstellerin
- Willis Eugene Lamb (1913–2008), Physiker und Nobelpreisträger (1955)
- Harry Keller (1913–1987), Filmeditor, Filmregisseur und -produzent
- Bella Lewitzky (1913–2004), Tänzerin und Choreografin
- Robert Alexander Nisbet (1913–1996), Soziologe
- Jerry Sohl (1913–2002), Drehbuchautor

#### 1914
- Jackie Coogan (1914–1984), Schauspieler
- William Albert Henry (1914–1982), Schauspieler
- Jack McVea (1914–2000), Blues- und Jazzmusiker
- Juanita Moore (1914/1922–2014), Schauspielerin
- Edith Penrose (1914–1996), US-amerikanisch-britische Ökonomin
- Bud Rose, bürgerlich Harry Eisele (1914–1991), Automobilrennfahrer und Mechaniker
- Woody Strode (1914–1994), Schauspieler und Zehnkämpfer

#### 1915
- Barbara Billingsley (1915–2010), Schauspielerin
- Leigh Brackett (1915–1978), Schriftstellerin und Drehbuchautorin
- Henry Kuttner (1915–1958), Schriftsteller
- Jay R. Smith (1915–2002), Schauspieler

#### 1916
- Forrest J. Ackerman (1916–2008), Fan, Herausgeber, Schreiber und Verleger von Science-Fiction
- Hadda Brooks (1916–2002), R&B- und Jazz-Pianistin, Sängerin und Komponistin
- Dorothy Bundy (1916–2014), Tennisspielerin
- Iva Ikuko Toguri D’Aquino (1916–2006), US-amerikanische Musikmoderatorin japanischer Herkunft
- John D. Dunning (1916–1991), Filmeditor
- Garland Finney (1916–1946), Jazzpianist
- Leonard Stein (1916–2004), Musikwissenschaftler, Pianist und Dirigent
- Margaret Tomkins (1916–2002), Malerin
- Joseph F. Westheimer (1916–1998), Kameramann und Visual-Effects-Künstler
- John M. Wright (1916–2014), Generalleutnant der United States Army

#### 1917
- Eddie Constantine (1917–1993), Filmschauspieler und Chansonnier
- Virginia Grey (1917–2004), Schauspielerin
- John Hart (1917–2009), Schauspieler

#### 1918
- Carol Adams (1918–2012), Tänzerin und Schauspielerin
- Roy Ash (1918–2011), Wirtschaftsmanager, Unternehmer und Regierungsbeamter
- Ann Ayars (1918–1995), Schauspielerin und Opernsängerin (Sopran)
- Jack Brewer (1918–2003), Baseballspieler
- Milton DeLugg (1918–2015), Musiker, Komponist, Arrangeur und Dirigent
- Bobby Doerr (1918–2017), Baseballspieler
- Audra Lindley (1918–1997), Schauspielerin
- Fay McKenzie (1918–2019), Schauspielerin
- Johnnie Parsons (1918–1984), Automobilrennfahrer
- Bobby Riggs (1918–1995), Tennisspieler
- John D. Roberts (1918–2016), Chemiker und Hochschullehrer

#### 1919
- Marge Champion (1919–2020), Tänzerin, Schauspielerin und Choreografin
- Stan Frankel (1919–1978), Physiker, Informatiker und Hochschullehrer
- Caren Marsh-Doll (* 1919), Schauspielerin und Tänzerin
- Dorothy Morrison (1919–2017), Kinderdarstellerin
- Robert Stack (1919–2003), Filmschauspieler
- Clifford Truesdell (1919–2000), Mathematiker, Schriftsteller und Naturphilosoph

#### 1920
- Lassie Lou Ahern (1920–2018), Schauspielerin
- Iris Critchell (1920–2025), Fliegerin und Wettkampfschwimmerin
- Richard Farnsworth (1920–2000), Schauspieler
- Marjorie Fowler (1920–2003), Filmeditorin
- Ray Harryhausen (1920–2013), Tricktechniker und Animator
- Kate Murtagh (1920–2017), Schauspielerin
- Jack Poplin (1920–2007), Szenenbildner und Artdirector
- William Travilla (1920–1990), Kostümbildner
- Windsor Utley (1920–1989), Maler, Musiker, Lehrer und Galerist
- John James Ward (1920–2011), römisch-katholischer Weihbischof in Los Angeles
- Buck Young (1920–2000), Schauspieler

### 1921–1930

#### 1921
- Robert Orris Blake (1921–2015), Diplomat
- Cliff Bourland (1921–2018), Sprinter
- Buddy Collette (1921–2010), Jazzmusiker
- John Dominis (1921–2013), Fotograf und Kriegsberichterstatter
- James Dougherty (1921–2005), Kriminalbeamter und erster Ehemann von Marilyn Monroe
- Chico Hamilton (1921–2013), Jazz-Schlagzeuger und Komponist
- Yuri Kochiyama (1921–2014), Bürgerrechtsaktivistin
- Jack Leynnwood (1921–1999), Pilot, Maler und Illustrator
- Francis Anthony Quinn (1921–2019), römisch-katholischer Geistlicher, Weihbischof in San Francisco, Titularbischof in Numana und Bischof von Sacramento

#### 1922
- Rory Calhoun (1922–1999), Schauspieler
- Anne Chapman (1922–2010), französisch-amerikanische Anthropologin und Ethnologin
- Jackie Cooper (1922–2011), Schauspieler und Regisseur
- Marjorie Gestring (1922–1992), Wasserspringerin
- Arthur P. Jacobs (1922–1973), Filmproduzent
- Alfred G. Knudson (1922–2016), Genetiker und Onkologe
- Fred J. Koenekamp (1922–2017), Kameramann
- William Schallert (1922–2016), Schauspieler

#### 1923
- Dann Cahn (1923–2012), Filmeditor
- Jack T. Collis (1923–1998), Szenenbildner und Artdirector
- Rhonda Fleming (1923–2020), Film- und Fernsehschauspielerin sowie Sängerin
- William A. Fraker (1923–2010), Kameramann, Regisseur und Filmproduzent
- Gloria Grahame (1923–1981), Schauspielerin
- Alex Hannum (1923–2002), Basketballtrainer
- Lon McCallister (1923–2005), Schauspieler
- Eve Miller (1923–1973), Schauspielerin
- Thomas Tackaberry (1923–2017), Generalleutnant der United States Army
- Shinkichi Tajiri (1923–2009), niederländisch-US-amerikanischer Maler, Bildhauer und Fotograf japanischer Abstammung

#### 1924
- Myrna Dell (1924–2011), Schauspielerin
- Arthur Janov (1924–2017), Psychologe und Schriftsteller
- Marcia Mae Jones (1924–2007), Filmschauspielerin
- Mel Patton (1924–2014), Sprinter
- John Ernest Randall (1924–2020), Ichthyologe und Sachbuchautor
- Robert E. Thompson (1924–2004), Drehbuchautor und Fernsehproduzent
- Alvin Tollestrup (1924–2020), Physiker
- Georgiana Young (1924–2007), Filmschauspielerin

#### 1925
- Thomas C. Bruice (1925–2019), Chemiker
- Jay Chamberlain (1925–2001), Automobilrennfahrer
- Dorothy DeBorba (1925–2010), Filmschauspielerin
- Gloria DeHaven (1925–2016), Filmschauspielerin
- Don Freeland (1925–2007), Automobilrennfahrer
- Hard Boiled Haggerty (1925–2004), Profi-Wrestler, Schauspieler und Footballspieler
- Johnny Horton (1925–1960), Country-Sänger
- Robert Kirby (1925–2005), Automobilrennfahrer
- Leno LaBianca (1925–1969), Mordopfer
- Thomas Mankell Rees  (1925–2003), Politiker
- Nancy Saunders (1925–2020), Schauspielerin
- Harry W. Shlaudeman (1926–2018), Diplomat
- Thaddeus Anthony Shubsda (1925–1991), römisch-katholischer Bischof von Monterey in California
- Iwao Takamoto (1925–2007), Zeichner und Schöpfer der Trickfilmfigur Scooby-Doo

#### 1926
- Ralph Ahn (1926–2022), Schauspieler koreanischer Abstammung
- Nita Bieber (1926–2019), Schauspielerin und Tänzerin
- Sue Casey (1926–2019), Schauspielerin
- Sydney Chaplin (1926–2009), Filmschauspieler
- William E. Cochrane (1926–1993), Science-Fiction-Autor
- John Derek (1926–1998), Schauspieler, Filmregisseur und Kameramann
- Samuel Goldwyn Jr. (1926–2015), Filmproduzent
- Don Gordon (1926–2017), Schauspieler
- Harry Robbins Haldeman (1926–1993), Stabschef des Weißen Hauses unter Präsident Nixon
- Louise Hay (1926–2017), Autorin
- Craig Hill (1926–2014), Schauspieler
- Diana Lynn (1926–1971), Schauspielerin und Pianistin
- Faye Marlowe (1926–2022), Schauspielerin
- Marilyn Monroe (1926–1962), Filmschauspielerin, Fotomodell, Sängerin und Filmproduzentin
- Edmund Penney (1926–2008), Schauspieler, Regisseur und Autor
- William Rotsler (1926–1997), Science-Fiction-Cartoonist und -Autor und Pornofilmer
- Betye Saar (* 1926), Künstlerin
- Bowen Stassforth (1926–2019), Schwimmer
- Herbie Steward (1926–2003), Jazzsaxophonist
- Bob Sweikert (1926–1956), Automobilrennfahrer
- Lawrence Turman (1926–2023), Film- und Fernsehproduzent
- Frank E. Warner (1926–2011), Sound Designer und Sound Editor
- Richard G. Zweifel (1926–2019), Herpetologe

#### 1927
- George Ogden Abell (1927–1983), Astronom
- Robert Butler (1927–2023), Regisseur und Filmproduzent
- Billy Byers (1927–1996), Jazzposaunist, Arrangeur und Filmmusikkomponist
- Bud Held (* 1927), Leichtathlet
- Richie Frost (1927–2023),  Jazz- und Studiomusiker
- Karl Herman Kiffe (1927–2004), Musiker
- Jimmy Knepper (1927–2003), Jazzposaunist
- Theodore Maiman (1927–2007), Physiker
- Cecil James McNeely (1927–2018), Rhythm-&-Blues-Saxophonist
- Lawrence Moss (1927–2022), Komponist und Musikpädagoge
- George Probert (1927–2015), Jazzmusiker und Bandleader
- Googie René (1927–2007), Pianist, Songwriter und Musikproduzent
- Joseph Martin Sartoris (1927–2025), Weihbischof in Los Angeles
- Gordon H. Sato (1927–2017), Zell- und Molekularbiologe
- John Harris Walter (1927–2021), Mathematiker und Hochschullehrer
- Virginia Weidler (1927–1968), Schauspielerin
- Forrest Westbrook (1927–2014), Jazzpianist
- Dempsey Wilson (1927–1971), Automobilrennfahrer

#### 1928
- Eric Dolphy (1928–1964), Jazzmusiker
- George Eckstein (1928–2009), Drehbuchautor und Fernsehproduzent
- Herb Geller (1928–2013), Jazzmusiker, Komponist und Arrangeur
- Pancho Gonzales (1928–1995), Tennisspieler
- Bernie Hamilton (1928–2008), Filmschauspieler und Musikproduzent
- Hampton Hawes (1928–1977), Jazz-Pianist
- Juno Irwin (1928–2011), Wasserspringerin
- Jack Larson (1928–2015), Schauspieler und Autor
- Hugh McElhenny (1928–2022), American-Football-Spieler
- Anthony Ortega (1928–2022), Jazz-Musiker
- Vi Redd (1928–2022), Saxophonistin und Sängerin
- Eugene Shoemaker (1928–1997), Geologe, Impaktforscher und Astronom
- Herbert R. Temple Jr. (1928–2024), Generalleutnant der United States Army
- John Wesley (1928–2022), Maler und Grafiker
- George Yardley (1928–2004), Basketballspieler

#### 1929
- Claudia Barrett (1929–2021), Schauspielerin
- Donn Cambern (1929–2023), Filmeditor
- David H. DePatie (1929–2021), Filmproduzent und Leiter des Filmstudios Marvel Productions
- James Douglas (1929–2016), Schauspieler
- Jerry Goldsmith (1929–2004), Filmkomponist
- Hilton A. Green (1929–2013), Filmproduzent
- Margaret Kerry (* 1929), Schauspielerin, Tänzerin, Synchronsprecherin und Radiomoderatorin
- Marion Marshall (1929–2018), Schauspielerin
- Vincent McEveety (1929–2018), Film- und Fernsehregisseur
- David McReynolds (1929–2018), Politiker, Pazifist, LGBT-Aktivist und Autor
- Louis C. Menetrey (1929–2009), General
- Terry Moore (* 1929), Schauspielerin
- Theadora Van Runkle (1929–2011), Kostümbildnerin
- Richard H. Tedford (1929–2011), Wirbeltier-Paläontologe

#### 1930
- James R. Alexander (1930–2019), Tonmeister
- Bud Alper (1930–2012), Tonmeister
- Jack Axelrod (1930–2023), Schauspieler
- Kenneth D. Burns (1930–2012), Generalmajor der United States Air Force
- Roy E. Disney (1930–2009), Neffe des Gründers der Walt Disney Company, Walt Disney
- Richie Ginther (1930–1989), Automobilrennfahrer
- Duvall Hecht (1930–2022), Ruderer
- Will Hutchins (1930–2025), Schauspieler
- Larry Kert (1930–1991), Musicaldarsteller und Theaterschauspieler
- Ed Sanders (1930–1954), Boxer
- Alan Shugart (1930–2006), Ingenieur
- Bradley Smith (1930–2016), Geschichtsrevisionist und Holocaustleugner
- Wallace Wolf (1930–1997), Schwimmer und Wasserballspieler

### 1931–1940

#### 1931
- David Axelrod (1931–2017), Komponist, Arrangeur und Produzent
- James Crabe (1931–1989), Kameramann
- William J. Creber (1931–2019), Szenenbildner und Artdirector
- Gerald Finnerman (1931–2011), Kameramann und Regisseur
- Suzie Frankfurt (1931–2005), Designerin und Künstlerin
- John Gavin (1931–2018), Schauspieler
- James Goldstone (1931–1999), Filmregisseur, Filmproduzent und Drehbuchautor
- Jack Grinnage (* 1931), Schauspieler
- John Hotchkis (1931–2017), Automobilrennfahrer
- Burton L. Mack (1931–2022), Religionswissenschaftler
- Clifford Solomon (1931–2004), Jazz- und R&B-Musiker
- Jack Startz (1931–1985), plastischer Chirurg
- Bill Walsh (1931–2007), American-Football-Spieler und -Trainer

#### 1932
- Eileen Brennan (1932–2013), Schauspielerin
- Wes Cooley (1932–2015), Politiker
- Edward Grover (1932–2016), Filmschauspieler
- Lucy Marlow (1932–2018), Schauspielerin
- Sheree North (1932–2005), Schauspielerin, Sängerin und Tänzerin
- Donald Peterman (1932–2011), Kameramann
- Ed Roth (1932–2001), Künstler, Car-Customizer und Cartoonist
- Edward W. Schlag (1932–2020), US-amerikanisch-deutscher Chemiker und Hochschullehrer
- Jan Shutan (1932–2021), Film- und Fernsehschauspielerin
- Paul Togawa (1932–2018), Jazzmusiker
- Dale A. Vesser (* 1932), Generalleutnant der United States Army

#### 1933
- Miguel d’Escoto Brockmann (1933–2017), nicaraguanischer Politiker
- Arnold Lobel (1933–1987), Kinderbuchautor und Illustrator
- Jackie Joseph (* 1933), Schauspielerin
- Julie Newmar (* 1933), Schauspielerin, Sängerin und Tänzerin
- Elinor Ostrom (1933–2012), Politologin, Ökonomin, Nobelpreisträgerin
- Bob Perry (1933–2023), Tennisspieler
- Ronnie Ralph (* 1933), Schauspieler
- Joe Ruby (1933–2020), Trickfilmzeichner, Schriftsteller, Fernsehproduzent und Musikredakteur
- Beverly Wills (1933–1963), Film- und Fernsehschauspielerin

#### 1934
- Don Bachardy (* 1934), Maler und Zeichner
- Richard Chamberlain (1934–2025), Schauspieler
- Barry Coe (1934–2019), Schauspieler
- Donfeld (1934–2007), Kostümbildner
- Edward Fredkin (1934–2023), Physiker
- Dwayne Hickman (1934–2022), Schauspieler
- Don Jordan (1934–1997), Boxer
- Cammie King (1934–2010), Schauspielerin und Synchronsprecherin
- June McCall (1934–1990), Foto- und Pin-up-Model
- Jody McCrea (1934–2009), Schauspieler
- Richard Portman (1934–2017), Tontechniker
- Julie Sampson (1934–2011), Tennisspielerin
- James Sikking (1934–2024), Schauspieler
- Russ Tamblyn (* 1934), Schauspieler
- Robert Towne (1934–2024), Drehbuchautor, Schauspieler und Regisseur
- Richard D. Zanuck (1934–2012), Filmproduzent

#### 1935
- Edward M. Abroms (1935–2018), Filmeditor und Fernsehregisseur
- Mike Allen (* 1935), Radrennfahrer
- Herb Alpert (* 1935), Trompeter, Musiker und Gründer des Plattenlabels A&M Records
- Fred J. Brown (1935–2003), Tontechniker
- Denny Clairmont (1935–2020), Erfinder und Unternehmer
- John Considine (* 1935), Autor und Schauspieler
- Jordan Cronenweth (1935–1996), Kameramann
- Robert Dix (1935–2018), Schauspieler
- James L. Easton (1935–2023), Sportfunktionär, Unternehmer, Mäzen und Bogenschütze
- Syd Field (1935–2013), Sachbuchautor
- Dick Hunt (* 1935), Eisschnellläufer
- Jack Kemp (1935–2009), American-Football-Spieler und Politiker
- Judy Lewis (1935–2011), Schauspielerin, Autorin und Psychotherapeutin
- Lee Meriwether (* 1935), Schauspielerin
- Daniel Pollack (* 1935), Pianist und Musikpädagoge
- Kenneth Price (1935–2012), Keramiker
- Justin Francis Rigali (* 1935), römisch-katholischer Erzbischof von Philadelphia und Kardinal
- Pippa Scott (1935–2025), Schauspielerin

#### 1936
- R. Palmer Beasley (1936–2012), Epidemiologe
- David Blangsted (1936–2005), Filmeditor
- Harold Budd (1936–2020), Komponist, Pianist und Dichter
- David Carradine (1936–2009), Schauspieler
- Phyllis Douglas (1936–2010), Schauspielerin
- Darlene Hard (1936–2021), Tennisspielerin
- Mike Henry (1936–2021), Schauspieler und Footballspieler
- Billy Higgins (1936–2001), Jazzmusiker
- Robert C. Jones (1936–2021), Filmeditor, Drehbuchautor und Oscarpreisträger 1979
- Susan Kohner (* 1936), Schauspielerin
- George Hugh Niederauer (1936–2017), römisch-katholischer Geistlicher, Erzbischof von San Francisco
- Robert C. Oaks (* 1936), General der United States Air Force
- Stuart H. Pappé (* 1936), Filmeditor
- Griffith Rose (1936–2016), Komponist
- James Webster Sherwood (1936–2014), Schriftsteller
- Neil Travis (1936–2012), Filmeditor
- Dick Whittington (* 1936), Jazzpianist, Musikpädagoge und Konzertveranstalter

#### 1937
- Edward Applebaum (* 1937), Komponist, Musikpädagoge und Psychologe
- Carroll Ballard (* 1937), Filmregisseur
- Craig Breedlove (1937–2023), Automobilrennfahrer
- Dennis Miles Cavanaugh (* 1937), Eisenbahnmanager
- Maria Cooper (* 1937), Schauspielerin und Produzentin
- Catherine Gayer (* 1937), Opernsängerin und Gesangspädagogin
- Toni Harper (1937–2023), Sängerin
- Gerald Patrick Hemming (1937–2008), Soldat des United States Marine Corps
- Dustin Hoffman (* 1937), Schauspieler
- Glen A. Larson (1937–2014), Autor, Filmproduzent und Komponist
- James MacArthur (1937–2010), Schauspieler
- Bill Marx (* 1937), Jazzmusiker
- Richard McCray (1937–2021), Astrom, Astrophysiker und Professor am Harvard-College Observatorium
- Donald J. Pfeil (1937–1989), Science-Fiction-Autor
- Carol Eve Rossen (* 1937), Schauspielerin
- Arthur Schmidt (1937–2023), Filmeditor
- John Steinbock (1937–2010), römisch-katholischer Bischof
- Arnold Steinhardt (1937), Geiger und Musikpädagoge
- Bruce Surtees (1937–2012), Kameramann
- George Takei (* 1937), Schauspieler
- Harris Yulin (1937–2025), Schauspieler

#### 1938
- Diane Baker (* 1938), Schauspielerin
- Roger Bobo (1938–2023), Musiker und Musikpädagoge
- Dennis Budimir (1938–2023), Jazzmusiker
- Lynn Carlin (* 1938), Schauspielerin
- Michael Cole (* 1938), Psychologe
- Gary Collins (1938–2012), Schauspieler und Fernsehmoderator
- Will Connell (1938–2014), Jazzmusiker
- Steve Douglas (1938–1993), Rock-Saxophonist
- Judith Grabiner (* 1938), Mathematikhistorikerin
- Etta James (1938–2012), R&B-, Blues- und Gospelsängerin
- Laurence Lesser (* 1938), Cellist und Musikpädagoge
- Ron Mix (* 1938), American-Football-Spieler und Rechtsanwalt
- Roger E. Mosley (1938–2022), Schauspieler
- Larry Niven (* 1938), Science-Fiction-Schriftsteller
- John R. Paxton (1938–2023), australischer Ichthyologe
- Jerome Rose (* 1938), klassischer Pianist und Musikpädagoge
- Ken Spears (1938–2020), Trickfilmzeichner, Autor, Fernsehproduzent und Toningenieur
- Paul Wallace (1938–2001), Filmschauspieler
- Michael Westmore (* 1938), Maskenbildner

#### 1939
- Peter Alexander (1939–2020), Maler, Grafiker und Architekt
- George Folsey junior (1939–2024), Filmeditor und Filmproduzent
- Kim Fowley (1939–2015), Musikproduzent, Songwriter und Musiker
- Ralph Gibson (* 1939), Photograph
- Joanne Grauer (* 1939), Jazzmusikerin
- Barbara Hammer (1939–2019), Filmemacherin sowie Performance- und Medienkünstlerin
- Leland H. Hartwell (* 1939), Biochemiker und Krebsforscher
- John S. Herrington (* 1939), US-Energieminister von 1985 bis 1989
- Jimmy Hunt (1939–2025), Schauspieler
- T. S. Kerrigan (* 1939), Rechtsanwalt und Dichter
- Richard P. Kinkade (1939–2020), Romanist
- Pancho Kohner (* 1939), Filmproduzent
- Barbara Liskov (* 1939), Informatikerin und Turingpreisträgerin
- Harold Stark (* 1939), Mathematiker, Hochschullehrer
- Patrick Wayne (* 1939), Schauspieler
- Paul Winfield (1939–2004), Schauspieler
- Howard Wolpe (1939–2011), Politiker

#### 1940
- David Angel (* 1940), Jazzmusiker
- Roy Ayers (1940–2025), Jazzmusiker
- Jack Bannon (1940–2017), Schauspieler
- David S. Berman (* 1940), Wirbeltier-Paläontologe
- Richard Blick (* 1940), Schwimmer
- Arthur Blythe (1940–2017), Jazz-Saxophonist und Komponist
- James Brolin (* 1940), Schauspieler, Regisseur und Produzent
- Thomas R. Burman (* 1940), Maskenbildner und Spezialeffektkünstler
- Tim Considine (1940–2022), Schauspieler
- James Cromwell (* 1940), Schauspieler
- Henry Franklin (* 1940), Jazzmusiker
- Jon Gibson (1940–2020), Musiker und Komponist
- Jim Horn (* 1940), Saxophonist und Flötist
- Terry Jennings (1940–1981), Komponist und Musiker
- Stephen Kovacevich (* 1940), Pianist und Dirigent
- Gary Kurtz (1940–2018), Filmproduzent
- Warren Lockhart (1940–2012), Filmproduzent
- Peggy Moffitt (1940–2024), Model
- Tom Pedigo (1940–2000), Szenenbildner
- Katharine Ross (* 1940), Schauspielerin und Kinderbuchautorin
- Richard A. Roth (1940–2017), Filmproduzent
- Louise Sorel (* 1940), Schauspielerin
- Jill St. John (* 1940), Schauspielerin

### 1941–1950

#### 1941
- Stephen Edward Blaire (1941–2019), römisch-katholischer Geistlicher, Bischof von Stockton
- Beau Bridges (* 1941), Schauspieler
- Stephen J. Cannell (1941–2010), Filmemacher, Schauspieler und Autor
- Pete Comandini (1941–1997), Techniker und Filmrestaurator-Pionier
- David Crosby (1941–2023), Gitarrist, Sänger und Songwriter
- Lawrence Foster (* 1941), Dirigent
- James Hager (1941–2002), Filmproduzent
- Jimmy Hawkins (* 1941), Schauspieler und Filmproduzent
- Michael Hiltner, auch Victor Vicente of America (* 1941), Radrennfahrer und Designer
- Bobby Hutcherson (1941–2016), Jazz-Vibraphonist
- Gary Karr (1941–2025), kanadischer Musiker
- Gary B. Kibbe (1941–2020), Kameramann
- Mike Lang (1941–2022), Jazz- und Studiomusiker
- Matthew F. Leonetti (* 1941), Kameramann
- Darlene Love (* 1941), Sängerin und Schauspielerin
- Mike Love (* 1941), Musiker
- Marc Norman (* 1941), Drehbuchautor und Filmproduzent
- Ryan O’Neal (1941–2023), Schauspieler
- Gigi Perreau (* 1941), Schauspielerin
- Carol Plantamura (* 1941), Sängerin
- Arnold Shapiro (* 1941), Filmproduzent, Regisseur und Drehbuchautor
- Charles Shyer (1941–2024), Filmregisseur, Drehbuchautor und Filmproduzent
- Tom Sneddon (1941–2014), Bezirksstaatsanwalt
- Ritchie Valens (1941–1959), Rock-’n’-Roll-Musiker

#### 1942
- Beverly Aadland (1942–2010), Schauspielerin
- Frank Bank (1942–2013), Schauspieler und Börsenmakler
- Andraé Crouch (1942–2015), Gospelsänger und Komponist
- Bob Einstein (1942–2019), Schauspieler und Komiker
- Richard Greene (* 1942), Folk- und Rockmusiker
- May Heatherly (1942–2015), Filmschauspielerin
- Jerry Jones (* 1942), Unternehmer und Besitzer der Dallas Cowboys
- Gloria Katz (1942–2018), Drehbuchautorin und Produzentin
- Michele Lee (* 1942), Sängerin, Tänzerin, Schauspielerin und Produzentin
- Tom Mankiewicz (1942–2010), Drehbuchautor und Regisseur
- Mike Markkula (* 1942), Unternehmer
- John Mather (1942–2017), Mathematiker
- Kent McCord (* 1942), Schauspieler
- Yvette Mimieux (1942–2022), Schauspielerin
- Anita Sands (* 1942), Schauspielerin
- Doug Sides (1942–2024), Jazzmusiker
- James H. Spencer (* 1942), Filmarchitekt
- Douglas Trumbull (1942–2022), Spezialist für Spezialeffekte im Film

#### 1943
- Michael Asher (1943–2012), Konzeptkünstler
- Eve Babitz (1943–2021), Künstlerin und Autorin
- Steven Barnett (* 1943), Wasserballspieler
- Diana Bellamy (1943–2001), Theater-, Fernseh- und Filmschauspielerin
- Robert Earl Bennett (* 1943), Schwimmer
- Billy Chapin (1943–2016), Kinderschauspieler
- Lee Shallat Chemel (* 1943), Fernsehregisseurin und Fernsehproduzentin
- David Deutsch (* 1943), Maler, Kinetischer- und Konzeptkünstler
- Sharon Gless (* 1943), Schauspielerin
- Gail Goodrich (* 1943), Basketballspieler
- Melodie Johnson (* 1943), Schauspielerin und Autorin
- Robert A. Katz (1943–2022), Filmproduzent
- Nancy Kienholz (1943–2019), Fotografin, Objektkünstlerin und Konzeptkünstlerin
- Chris Montez (* 1943), US-amerikanischer Popsänger mexikanischer Abstammung
- Eric Owen Moss (* 1943), Architekt und Hochschullehrer
- Randy Newman (* 1943), Sänger, Pianist und Komponist
- Noel Nosseck (* 1943), Filmregisseur
- Angelique Pettyjohn (1943–1992), Schauspielerin und Burlesque-Königin
- Alan Rudolph (* 1943), Filmregisseur und Drehbuchautor
- Harry Shearer (* 1943), Schauspieler, Drehbuchautor und Synchronsprecher
- Joel Siegel (1943–2007), Filmkritiker

#### 1944
- Rod Arrants (1944–2021), Schauspieler
- Peter Edward Berger (1944–2011), Filmeditor
- Charles Braverman (* 1944), Kameramann, Filmregisseur und Filmproduzent
- Jan Brewer (* 1944), Politikerin
- Cathy Lee Crosby (* 1944), Schauspielerin
- Patrick Culliton (* 1944), Schauspieler
- Denis Dutton (1944–2010), neuseeländischer Philosoph, Hochschullehrer und Unternehmer
- Robert Hendrickson (1944–2016), Regisseur, Drehbuchautor und Filmproduzent
- Chris Hillman (* 1944), Wegbereiter des Country-Rocks
- Robert Kardashian (1944–2003), Strafverteidiger und Unternehmer
- Elizabeth Loftus (* 1944), Psychologin
- Mike Marshall (1944–2005), französisch-US-amerikanischer Schauspieler
- Richard McGeagh (1944–2021), Schwimmer
- Rosanna Norton (1944–2025), Kostümbildnerin
- Trudy Ship (* 1944), Filmeditorin
- Leonard Slatkin (* 1944), Dirigent
- Michael Tilson Thomas (* 1944), Dirigent, Pianist und Komponist
- Kevin Tighe (* 1944), Schauspieler
- Danny Trejo (* 1944), US-amerikanischer Schauspieler mexikanischer Abstammung
- Wild Man Fischer (1944–2011), Musiker
- Don Zimmerman (1944–2025), Filmeditor

#### 1945
- Victoria Bond (* 1945), Dirigentin, Komponistin und Hochschullehrerin
- Bruce Broughton (* 1945), Filmmusikkomponist
- Michael Butler (* 1945), Kameramann
- Chris Calloway (1945–2008), Jazzsängerin
- Lauren Chapin (* 1945), Schauspielerin
- Stanley Crouch (1945–2020), Jazzmusiker, Schriftsteller und Publizist
- Tony Dow (1945–2022), Filmschauspieler und -regisseur
- Mia Farrow (* 1945), Schauspielerin
- Raymond Feist (* 1945), Fantasy-Schriftsteller
- Richard B. Firestone (* 1945), Chemiker
- Larry Gagosian (* 1945), Kunsthändler
- Lowell George (1945–1979), Musiker
- Jim Gordon (1945–2023), Schlagzeuger und Songwriter
- Randa Haines (* 1945), Filmregisseurin und Filmproduzentin
- Willard Huyck (* 1945), Regisseur, Produzent und Drehbuchautor
- Doug Peterson (1945–2017), Konstrukteur von Segelyachten
- Sean Solomon (* 1945), Geophysiker
- Burt Ward (* 1945), Schauspieler und Synchronsprecher
- Russell Webb (* 1945), Wasserballspieler
- Bob Welch (1945–2012), Gitarrist

#### 1946
- Judith Baca (* 1946), Installationskünstlerin, Wandmalerin, Aktivistin und Hochschullehrerin
- Nick Benedict (1946–2023), Maler, Musiker und Schauspieler italienischer Abstammung
- Stuart Benjamin (* 1946), Filmproduzent
- Ron Copeland (1946–1975), American-Football-Spieler und Leichtathlet
- Alexander Folk (* 1946), Schauspieler
- Louis J. Horvitz (* 1946), Filmproduzent und Filmregisseur
- Stephen M. Katz (* 1946), Kameramann
- Diane Keaton (* 1946), Schauspielerin, Filmproduzentin und Regisseurin
- Robby Krieger (* 1946), Gitarrist
- Alan Landaker (* 1946), Kameratechniker
- Cheech Marin (* 1946), US-amerikanischer Komiker und Schauspieler mexikanischer Herkunft
- Skeeter McKitterick (* 1946), Automobilrennfahrer
- Dan Millman (* 1946), Trampolinturner, Sportlehrer und Autor von Selbsthilfebüchern
- Liza Minnelli (* 1946), Schauspielerin und Sängerin
- Yolanda T. Moses (* 1946), Anthropologin und Professorin
- Tim Mountford (* 1946), Radrennfahrer
- Michael G. Mullen (* 1946), Admiral
- Gary A. Polis (1946–2000), Arachnologe und Ökologe
- John Rubinstein (* 1946), Schauspieler und Musikkomponist für Spielfilme
- Susan Saint James (* 1946), Schauspielerin
- Michael Shea (1946–2014), Schriftsteller

#### 1947
- Anne Archer (* 1947), Schauspielerin
- Bruce Bradley (* 1947), Wasserballspieler
- David Allen Brooks (* 1947), Schauspieler
- Nick Castle (* 1947), Schauspieler, Drehbuchautor und Regisseur
- Ry Cooder (* 1947), Musiker
- Sondra Currie (* 1947), Schauspielerin
- Kim Darby (* 1947), Schauspielerin
- Marilyn Hassett (* 1947), Schauspielerin
- Tim Hunter (* 1947), Regisseur
- Sylvester James (1947–1988), Musiker
- Don Kitch (* 1947), Automobilrennfahrer
- David Ladd (* 1947), Filmproduzent und Schauspieler
- Cleve Livingston (* 1947), Ruderer
- Tim Metzger (* 1947), Kameramann und Filmproduzent
- Christopher Parkening (* 1947), Gitarrist
- James Slatton (* 1947), Wasserballspieler
- Joey Stec (* 1947), Songschreiber, Sänger und Gitarrist

#### 1948
- Susan Bernard (1948–2019), Autorin und Model
- Michael Berryman (* 1948), Schauspieler
- Reb Brown (* 1948), Schauspieler
- Annette Charles (1948–2011), Schauspielerin
- Jessica Cleaves (1948–2014), Sängerin und Songwriterin
- Lindsay Doran (* 1948), Filmproduzentin
- James Ellroy (* 1948), Krimi-Schriftsteller
- James Henry Fields (1948–1984), Pianist
- Anna Homler (* 1948), Vokalistin und Performancekünstlerin
- James Houghton (1948–2024), Schauspieler und Drehbuchautor
- Al McKay (* 1948), Musiker
- Marc Okrand (* 1948), Sprachwissenschaftler und Erfinder der klingonischen Sprache
- Craig Safan (* 1948), Komponist
- James Bruce Joseph Sievers (* 1948), Dichter

#### 1949
- David Arden (* 1949), Pianist
- Ed Begley junior (* 1949), Schauspieler
- Jeannie Berlin (* 1949), Schauspielerin, Drehbuchautorin und Theaterregisseurin
- Jeff Bridges (* 1949), Schauspieler
- Steven G. Clarke (* 1949), Biochemiker und Molekularbiologe
- Wayne Collett (1949–2010), Sprinter
- Bill Connors (* 1949), Jazzgitarrist
- Dean Drummond (1949–2013), Komponist, Musiker
- Leslie Easterbrook (* 1949), Schauspielerin
- Stephanie Farrow (* 1949), Schauspielerin
- Jonathan Kirsch (* 1949), Jurist und Schriftsteller
- Carl Randall (1949–2012), Jazzmusiker
- Charles Roven (* 1949), Filmproduzent
- Jane Smiley (* 1949), Autorin
- Ronnie Ray Smith (1949–2013), Sprinter
- Michael S. Turner (* 1949), theoretischer Astrophysiker
- Harry Turtledove (* 1949), Historiker und Roman-Schriftsteller
- Lindsay Wagner (* 1949), Schauspielerin
- George Watters II (* 1949), Tontechniker, Oscargewinner
- Howard Wexler (* 1949), Kameramann
- Sidney Wicks (* 1949), Basketballspieler

#### 1950
- Jeffrey Burns (1950–2004), Komponist und Pianist
- Natalie Cole (1950–2015), Sängerin und Filmschauspielerin
- Steve Erickson (* 1950), Schriftsteller, Essayist und Kritiker
- James Hahn (* 1950), Politiker, Bürgermeister von Los Angeles (2001–2005)
- K. W. Jeter (* 1950), Science-Fiction- und Horror-Autor
- Julie Kavner (* 1950), Schauspielerin
- Jordan Kerner (* 1950), Filmproduzent
- Melissa Mathison (1950–2015), Drehbuchautorin
- John Schneider (* 1950), klassischer Gitarrist, Grammy-Gewinner
- Marioara Trifan (* 1950), Pianistin, Dirigentin und Hochschullehrerin
- David Valdes (* 1950), Filmproduzent
- Gigi Williams (* 1950), Maskenbildnerin

### 1951–1960

#### 1951
- Lucie Arnaz (* 1951), Schauspielerin
- Charles Band (* 1951), Regisseur, Drehbuchautor, Dokumentarfilmer sowie Produzent zahlreicher B-Filme
- Morgan Brittany (* 1951), Schauspielerin
- James Brown (1951–2020), Maler, Bildhauer und Graphiker
- Randy California (1951–1997), Gitarrist
- Patty Caretto (* 1951), Schwimmerin
- Bobby Chacon (1951–2016), Boxer
- Paul Dresher (* 1951), Komponist
- Tisa Farrow (1951–2024), Schauspielerin und Model
- Michael Freedman (* 1951), Mathematiker
- Jerry Gerber (* 1951), Komponist, Arrangeur und Musikproduzent
- Brian Grazer (* 1951), Filmproduzent
- James Newton Howard (* 1951), Komponist und Musikproduzent
- William Katt (* 1951), Schauspieler
- Marty Krystall (* 1951), Musiker
- Gregory S. Lee (1951–2022), Basketball- und Beachvolleyballspieler
- Kim Manners (1951–2009), Fernsehregisseur und -produzent
- Alan Marcus (1951–2015), Schauspieler, Stuntman und Stunt Coordinator
- Keb’ Mo’ (* 1951), Blues-Sänger, Gitarrist und Songschreiber
- Jay North (1951–2025), Schauspieler
- Romina Power (* 1951), Sängerin und Schauspielerin
- Sally Ride (1951–2012), Astrophysikerin und Astronautin
- Ron Skarin (* 1951), Radrennfahrer
- Steve Slagle (* 1951), Jazzsaxophonist
- Jeffrey Spencer (* 1951), Radrennfahrer

#### 1952
- Robert Baer (* 1952), CIA-Mitarbeiter
- Chris Brubeck (* 1952), Musiker und Komponist
- Roy Campbell (1952–2014), Jazztrompeter, Kornettist und Flügelhornist
- Rick Carter (* 1952), Szenenbildner
- Patti Davis (* 1952), Schauspielerin und Autorin; Tochter von Ronald Reagan
- Duwayne Dunham (* 1952), Filmeditor und Regisseur
- Laurence Douglas Fink (* 1952), Unternehmer, Gründer von BlackRock
- Janice Hahn (* 1952), Politikerin
- Terri Hoyos (* 1952), Schauspielerin und Make-up-Artistin
- Peter Kwong (1952–2025), Schauspieler
- James Lander (* 1952), Historiker, Archäologe und Klassischer Philologe
- Barbara Ling (* 1952), Filmarchitektin, Oscargewinnerin
- Walter Mosley (* 1952), Krimi-Schriftsteller
- Ronn Moss (* 1952), Schauspieler, Musiker und Singer-Songwriter
- Laraine Newman (* 1952), Schauspielerin, Synchronsprecherin und Comedian
- Lee Ritenour (* 1952), Musiker und Produzent
- Herb Ritts (1952–2002), Fotograf
- Michael Roach (* 1952), Lehrer des tibetischen Buddhismus
- Maggie Roswell (* 1952), Schauspielerin und Synchronsprecherin
- Woody Sonship Theus (1952–2011), Jazzmusiker

#### 1953
- Richard Band (* 1953), Filmkomponist
- Ken Davitian (* 1953), Schauspieler
- Don Dokken (* 1953), Sänger
- Danny Elfman (* 1953), Komponist von Filmmusik
- Don E. FauntLeRoy (* 1953), Regisseur und Kameramann
- Lisa Goldstein (* 1953), Schriftstellerin
- James Horner (1953–2015), Filmkomponist
- Mark Jones (* 1953), Drehbuchautor, Regisseur und Produzent
- Kay Lenz (* 1953), Schauspielerin
- Barry Livingston (* 1953), Schauspieler
- Lisa Lyon (1953–2023), Bodybuilderin, erste Weltmeisterin der IFBB
- James W. Newton (* 1953), Jazz-Flötist, Dirigent, Komponist und Hochschullehrer
- T. Jefferson Parker (* 1953), Journalist und Krimischriftsteller
- Taryn Power (1953–2020), Schauspielerin
- Deborah Raffin (1953–2012), Schauspielerin und Produzentin
- Tom Russell (* 1953), Sänger, Songwriter
- Thomas E. Sanders (1953–2017), Szenenbildner und Artdirector
- Carl Stone (* 1953), Komponist
- Eduardo Villa (1953–2023), Sänger (Tenor)
- Antonio Villaraigosa (* 1953), Bürgermeister von Los Angeles

#### 1954
- Michael Alpert (* 1954), Klezmersänger und Interpret jiddischer Musik, Multiinstrumentalist, Tänzer und Komponist
- Carlos Alvarado (1954–1998), costa-ricanischer Radrennfahrer
- Corbin Bernsen (* 1954), Schauspieler und Filmregisseur
- Robert Carradine (* 1954), Schauspieler
- Kevin P. Chilton (* 1954), Astronaut und General
- Dukey Flyswatter (* 1954), Schauspieler, Drehbuchautor und Filmkomponist
- Michael Gira (* 1954), Musiker
- David Hidalgo (* 1954), Sänger und Musiker
- Michael Lantieri (* 1954), Spezialeffektkünstler
- Chris Lemmon (* 1954), Schauspieler
- David Newman (* 1954), Komponist
- David Paich (* 1954), Keyboarder und Sänger der US-Rockband Toto
- Patrice Rushen (* 1954), Rhythm-and-Blues-Sängerin
- Katey Sagal (* 1954), Schauspielerin, Synchronsprecherin und Sängerin
- Julia Scher (* 1954), Künstlerin
- Debbie Shapiro (* 1954), Schauspielerin und Sängerin
- Danny Sugerman (1954–2005), Manager von Ray Manzarek und Jim Osterberg alias Iggy Pop
- Larry Wall (* 1954), Linguist, Programmierer und Autor
- Doug Wieselman (* 1954), Musiker und Komponist
- Ona Zee (* 1954), Pornodarstellerin, -produzentin und -regisseurin

#### 1955
- Buck Adams (1955–2008), Pornodarsteller und Regisseur
- Corey Burton (* 1955), Synchronsprecher
- Lynn Cain (* 1955), American-Football-Spieler
- Fraser Clarke Heston (* 1955), Filmregisseur, Drehbuchautor und Filmproduzent
- Richard Hilton (* 1955), Hotelerbe, Börsenhändler und Entwickler von Luxusartikeln
- Christopher Horner (* 1955), Anthropologe, Bühnenbildner und Filmregisseur
- Gale Anne Hurd (* 1955), Filmproduzentin
- Paul Kreibich (* 1955), Jazzmusiker
- Leigh McCloskey (* 1955), Schauspieler
- Thomas Newman (* 1955), Filmmusik-Komponist
- Branscombe Richmond (* 1955), Schauspieler und Stuntman
- Stacy Rowles (1955–2009), Jazzmusikerin
- Joel Rubin (* 1955), Klarinettist und Klezmermusiker
- Gregg Rudloff (1955–2019), Toningenieur und -techniker
- James Saito (* 1955), Schauspieler
- Sam Simon (1955–2015), Fernsehproduzent
- Joseph Vargas (* 1955), Wasserballspieler
- Ken Weatherwax (1955–2014), Kinderdarsteller

#### 1956
- Andrew Bellisario (* 1956), römisch-katholischer Geistlicher, Erzbischof von Anchorage-Juneau
- Raoul Björkenheim (* 1956), finnisch-US-amerikanischer Jazz- und Fusion-Gitarrist
- Stacy Bromberg (1956–2017), Dartspielerin
- Nels Cline (* 1956), Gitarrist des Modern Creative Jazz
- Denardo Coleman (* 1956), Jazz-Schlagzeuger
- Michael Cooper (* 1956), Basketballspieler und -trainer
- Jeffrey Kahane (* 1956), Pianist, Cembalist, Dirigent und Musikpädagoge
- Stepfanie Kramer (* 1956), Schauspielerin
- Bruce Manson (* 1956), Tennisspieler
- Robin Mattson (* 1956), Schauspielerin
- Robert Alan Metzger (* 1956), Ingenieur und Science-Fiction-Autor
- Adam Nimoy (* 1956), Regisseur
- Peter Robbins (1956–2022), Schauspieler und Synchronsprecher
- Gary Ross (* 1956), Regisseur, Produzent und Drehbuchautor
- David Shields (* 1956), Schriftsteller
- Melody Thomas Scott (* 1956), Schauspielerin
- Val Valentino (* 1956), Zauberkünstler, Illusionist und Schauspieler
- Rita Wilson (* 1956), Schauspielerin, Sängerin und Filmproduzentin
- Kate Yanai (* 1956), Sängerin

#### 1957
- Gerald Albright (* 1957), Jazzsaxophonist
- Alan Baumgarten (* 1957), Filmeditor
- Gary Bias (* ≈1957), Jazz- und Fusionmusiker
- Billy Childs (* 1957), Jazzpianist und Komponist
- Denise Crosby (* 1957), Schauspielerin
- Diane Delano (1957–2024), Schauspielerin
- Joel Goldsmith (1957–2012), Filmkomponist
- Ann Goldstein (* 1957), Museumsdirektorin, Kuratorin
- William Kennard (* 1957), Diplomat
- David Lang (* 1957), Komponist
- Steve Lukather (* 1957), Musiker, Produzent und Songwriter
- Cheryl Lynn (* 1957), Disco- und Soul-Sängerin
- Ada Maris (* 1957), Schauspielerin
- Johnette Napolitano (* 1957), Popsängerin, Bassistin und Songwriterin
- Tom Rainey (* 1957), Jazzschlagzeuger
- Hilda Solis (* 1957), Politikerin
- Marc Trudeau (* 1957 in Hollywood), römisch-katholischer Geistlicher, Weihbischof in Los Angeles

#### 1958
- Nova Ball (* 1958), Schauspielerin
- Christian Brando (1958–2008), Schauspieler
- Pablo Calogero (* 1958), Jazzmusiker
- Darby Crash (1958–1980), Punkrockmusiker
- Jamie Lee Curtis (* 1958), Schauspielerin und Autorin von Kinderbüchern
- Roxann Dawson (* 1958), Schauspielerin
- Douglas Hamilton Erwin (* 1958), Paläontologe
- Randy Gardner (* 1958), Eiskunstläufer
- Raja Gosnell (* 1958), Filmeditor und Filmregisseur
- Stathis Gourgouris (* 1958), Komparatist, Neogräzist und Dichter
- Morgan Hart (* 1958), Schauspielerin
- Michael Landau (* 1958), Gitarrist und Songwriter
- John Millei (* 1958), Maler
- Barry Miller (* 1958), Schauspieler
- Patricia Morrison (* 1958), Bassistin, Sängerin und Songwriterin
- Robbie Nevil (* 1958), Popsänger, Songschreiber, Produzent und Gitarrist
- Ellen Ochoa (* 1958), Astronautin
- Cyril O’Reilly (* 1958), Schauspieler und Filmproduzent
- Cecilia Peck (* 1958), Schauspielerin
- Ronald Prescott Reagan (* 1958), Journalist
- Deran Sarafian (* 1958), Schauspieler und Regisseur
- Randy Stone (1958–2007), Schauspieler, Casting Director und Produzent
- Madeleine Stowe (* 1958), Schauspielerin
- Jennifer Tilly (* 1958), Schauspielerin und Pokerspielerin

#### 1959
- Guy Allison (* 1959), Rockmusiker und Komponist
- Gregg Araki (* 1959), Filmregisseur und -produzent
- Christin Cooper (* 1959), Skirennläuferin
- Mary Crosby (* 1959), Schauspielerin
- Cherie Currie (* 1959), Schauspielerin und Sängerin
- Deborah Estrin (* 1959), Informatikerin
- Lawrence David Foldes (* 1959), Regisseur, Drehbuchautor und Filmproduzent
- Robert Greene (* 1959), Schriftsteller
- Phillip Greenlief (* 1959), Jazzsaxophonist
- Florence Griffith-Joyner (1959–1998), Sprinterin
- Stayce Harris (* 1959), Offizierin der United States Air Force
- Susanna Hoffs (* 1959), Musikerin
- Paul Jackson Jr. (* 1959), Musiker
- Val Kilmer (1959–2025), Schauspieler
- Neal H. Moritz (* 1959), Filmproduzent
- William R. Moses (* 1959), Schauspieler und Produzent
- Chuck Mosley (1959–2017), Musiker, Sänger und Songwriter
- Ted Nash (* 1959), Jazz-Saxophonist
- Terri Nunn (* 1959 oder 1961), Sängerin und Schauspielerin
- Rod Oshita (1959–2025), Handballtorwart
- Jeff Pollack (1959–2013), Regisseur, Drehbuchautor und Filmproduzent
- Tyrone Power Jr. (* 1959), Schauspieler
- Deborah Rennard (* 1959), Schauspielerin
- Ronald Royer (* 1959), kanadischer Cellist, Dirigent und Komponist
- Pat Smear (* 1959), Musiker
- William T. Vollmann (* 1959), Schriftsteller
- Frank Zagarino (* 1959), Schauspieler

#### 1960
- Tai Babilonia (* 1960), Eiskunstläuferin
- Barbara Broccoli (* 1960), Filmproduzentin
- Lisa Coleman (* 1960), Musikerin
- John Eldredge (* 1960), Bestsellerautor
- Larry Fong (* 1960), Kameramann
- Brad Garrett (* 1960), Schauspieler, Synchronsprecher und Komiker
- Tony Goldwyn (* 1960), Schauspieler, Regisseur und Filmproduzent
- Johnny Gray (* 1960), Leichtathlet
- Arye Gross (* 1960), Schauspieler
- Tony Gwynn (1960–2014), Baseballspieler und -trainer
- Anne-Marie Johnson (* 1960), Schauspielerin
- Bill Johnson (1960–2016), Skirennläufer
- Vivian Kubrick (* 1960), US-amerikanisch-britische Regisseurin und Komponistin
- Susan Landau Finch (* 1960), Filmproduzentin
- Erik Levine (* 1960), Künstler
- Chad McQueen (1960–2024), Schauspieler
- Alan Mouchawar (* 1960), Wasserballspieler
- Lucas Reiner (* 1960), Maler, Grafiker und Fotograf
- Coleen Sommer, geborene Rienstra (* 1960), Hochspringerin
- John Schwartzman (* 1960), Kameramann
- Cameron Thor (* 1960), Schauspieler
- Henry Tillman (* 1960), Boxer
- Sam Whipple (1960–2002), Schauspieler
- Steve Wynn (* 1960), Alternative-Country-Musiker

### 1961–1970

#### 1961
- Jay Adams (1961–2014), Profiskateboarder
- Mary Kay Bergman (1961–1999), Synchronsprecherin mit kleinen Schauspielrollen
- Matt Catingub (* 1961), Jazzmusiker
- Tiffany Clark (* 1961), Pornodarstellerin
- Lanny Cordola (* 1961), Rockgitarrist und Musikproduzent
- Raymond Cruz (* 1961), Schauspieler
- Elizabeth Daily (* 1961), Sängerin, Synchronsprecherin und Schauspielerin
- Steven Eckholdt (* 1961), Schauspieler
- Todd Haynes (* 1961), Schauspieler, Regisseur, Drehbuchautor und Produzent
- David Kitay (* 1961), Komponist
- Katherine Kelly Lang, geborene Wegeman (* 1961), Schauspielerin
- Mark Morgan (* 1961), Komponist
- Steve Oedekerk (* 1961), Komiker, Filmproduzent, Drehbuchautor und Schauspieler
- Gregory Springer (* 1961), Ruderer, Silbermedaillen-Gewinner bei Olympia
- Jill Sterkel (* 1961), Schwimmerin

#### 1962
- Loren Avedon (* 1962), Schauspieler
- Paul Beatty (* 1962), Schriftsteller
- David Brenner (1962–2022), Filmeditor und Oscar-Preisträger
- Christopher Buchholz (* 1962), deutscher Schauspieler und Regisseur
- John Callahan (* 1962), Skilangläufer
- Patrick Cassidy (* 1962), Schauspieler
- Malcolm Danare (* 1962), Schauspieler und Synchronsprecher
- Jodie Foster (* 1962), Schauspielerin, Filmregisseurin und Produzentin
- Gina Gershon (* 1962), Schauspielerin und Autorin
- Tim Guinee (* 1962), Schauspieler
- Carolyn Hennesy (* 1962), Schauspielerin und Autorin
- Jack Irons (* 1962), ehemaliger Drummer der Red Hot Chili Peppers
- Leslie Landon (* 1962), Filmschauspielerin und Psychologin
- Clifford Madison (* 1962), American-Football-Spieler und -Trainer
- Kristy McNichol (* 1962), Schauspielerin und Sängerin
- David Alan Miller (* 1962), Dirigent
- Paul Neubauer (* 1962), Bratschist
- David Pate (* 1962), Tennisspieler
- Marc Rocco (1962–2009), Filmregisseur, -produzent und Drehbuchautor
- Russ Spiegel (* 1962), Jazzmusiker
- Eddie St. James (* 1962), Gitarrist, Sänger und Komponist
- Hallie Todd (* 1962), Schauspielerin
- Duffy Waldorf (* 1962), Profigolfer

#### 1963
- Scott Colley (* 1963), Jazzmusiker
- Candice Daly (1963–2004), Schauspielerin
- Eric Erlandson (* 1963), Musiker
- Chris Ferguson (* 1963), Pokerspieler
- Timothy Freyer (* 1963), römisch-katholischer Geistlicher, Weihbischof in Orange in California
- Billy Gould (* 1963), Musiker und Musik-Produzent
- Helen Hunt (* 1963), Schauspielerin
- Regina Jacobs (* 1963), Mittel- und Langstreckenläuferin
- Lisa Kudrow (* 1963), Schauspielerin
- Dawn Lyn (* 1963), Schauspielerin
- Tatum O’Neal (* 1963), Schauspielerin
- Ann Patchett (* 1963), Schriftstellerin
- Faran Tahir (* 1963), pakistanisch-US-amerikanischer Schauspieler
- Dylan Walsh (* 1963), Schauspieler
- Cunnie Williams (1963–2024), R&B-Sänger
- Andrew Ullmann (* 1963), deutscher Politiker (FDP) und Arzt

#### 1964
- Judie Aronson (* 1964), Schauspielerin
- Lisa Cholodenko (* 1964), Filmemacherin
- Adam Davidson (* 1964), Schauspieler und Regisseur
- Cliff Eidelman (* 1964), Filmkomponist und Dirigent
- Bret Easton Ellis (* 1964), Schriftsteller
- Kenneth A. Farley (* 1964), Geochemiker
- Bridget Fonda (* 1964), Schauspielerin
- Melissa Gilbert (* 1964), Schauspielerin
- Paul Gonzales (* 1964), Boxer
- Galyn Görg (1964–2020), Schauspielerin und Tänzerin
- LisaGay Hamilton (* 1964), Schauspielerin
- Mariska Hargitay (* 1964), Schauspielerin und Golden Globe Gewinnerin
- Darla Haun (* 1964), Schauspielerin, TV-Moderatorin und Model
- Dana Hill (1964–1996), Schauspielerin und Synchronsprecherin
- Christopher Judge (* 1964), Schauspieler
- Wendy Kilbourne (* 1964), Schauspielerin
- Kerry King (* 1964), Musiker
- Mark Christopher Lawrence (* 1964), Schauspieler
- Wendy Melvoin (* 1964), Gitarristin und Singer-Songwriterin
- Penelope Ann Miller (* 1964), Schauspielerin
- Nils Muižnieks (* 1964), lettischer Wissenschaftler und Politiker
- Marti Noxon (* 1964), Drehbuchautorin
- Brian Nunes (* 1964), Weihbischof in Los Angeles
- Kristian Nyquist (* 1964), Cembalist und Pianist
- Griffin O’Neal (* 1964), Schauspieler
- Andrew Paris (* 1964), Schauspieler
- Theresa Randle (* 1964), Schauspielerin
- Lela Rochon (* 1964), Schauspielerin
- Adam Shankman (* 1964), Tänzer, Choreograf und Filmproduzent

#### 1965
- Eric Avery (* 1965), Bassist und Gitarrist
- Tyler Bates (* 1965), Musikproduzent, Komponist und Musiker
- Michael Bay (* 1965), Regisseur und Produzent
- Ami Bera (* 1965), Politiker
- Nadia Dajani (* 1965), Schauspielerin
- Eric Da Re (* 1965), Schauspieler
- Dr. Dre (* 1965), Rapper und Musikproduzent
- Heidi Fleiss (* 1965), Prostituierte und Unternehmerin
- Tracy Fullerton (* 1965), Spieledesignerin, Pädagogin, Autorin und Hochschullehrerin
- Corey Gaines (* 1965), Basketballtrainer und -spieler
- Julie Anne Haddock (* 1965), Schauspielerin, Musikmanagerin und Produzentin
- Kathleen Kinmont (* 1965), Schauspielerin
- Patrick Labyorteaux (* 1965), Schauspieler
- Juliet Landau (* 1965), Schauspielerin
- Dyanna Lauren (* 1965), Pornodarstellerin
- Cindy Margolis (* 1965), Fotomodell und Schauspielerin
- Jeff Nathanson (* 1965), Drehbuchautor, Filmproduzent und Regisseur
- Mark Pellegrino (* 1965), Schauspieler
- Chris Penn (1965–2006), Schauspieler
- Derrick Rostagno (* 1965), Tennisspieler

#### 1966
- Chris Bauer (* 1966), Schauspieler
- Adam Berry (* 1966), Komponist
- Shmuley Boteach (* 1966), Rabbiner und Autor
- Allegra Curtis (* 1966), deutsch-US-amerikanische Schauspielerin
- Kevin de León (* 1966), Politiker
- Amanda Foreman (* 1966), Schauspielerin
- Greg Grunberg (* 1966), Schauspieler
- C. Thomas Howell (* 1966), Schauspieler und Filmregisseur
- Keisha (* 1966), Pornodarstellerin und Stripperin
- Dave Kushner (* 1966), Gitarrist
- Ashley Laurence (* 1966), Schauspielerin
- Jason Scott Lee (* 1966), Schauspieler
- Mary Elizabeth McGlynn (* 1966), Synchronsprecherin, Regisseurin, Schauspielerin, Sängerin und Drehbuchautorin
- Kim Myers (* 1966), Schauspielerin
- Patricia Neske (* 1966), deutsche Eiskunstläuferin
- John Daniel Olivas (* 1966), Astronaut
- Hope Sandoval (* 1966), Sängerin und Songschreiberin
- Richard Evan Schwartz (* 1966), Mathematiker
- Tone Lōc (* 1966), Hip-Hop-Musiker

#### 1967
- Leslie Bega (* 1967), Schauspielerin
- Tim Biskup (* 1967), bildender Künstler und Galerist
- Matt Chamberlain (* 1967), Schlagzeuger
- Quinn Cummings (* 1967), Filmschauspielerin und Unternehmerin
- Laura Dern (* 1967), Schauspielerin
- Joe Flanigan (* 1967), Schauspieler
- Sam Harris (* 1967), Philosoph, Neurowissenschaftler und Schriftsteller
- Alexi Hawley (* 1967), Drehbuchautor und Fernsehproduzent
- Phil LaMarr (* 1967), Schauspieler und Komiker
- Michael Marsh (* 1967), Sprinter
- Sasha Mitchell (* 1967), Schauspieler
- Stephen Perkins (* 1967), Schlagzeuger und Songschreiber
- Eric Revis (* 1967), Jazzbassist
- Wendy Raquel Robinson (* 1967), Schauspielerin
- Jenna Stern (* 1967), Schauspielerin

#### 1968
- Amy Berg (* 1968), Regisseurin, Drehbuchautorin und Produzentin
- Josh Brolin (* 1968), Schauspieler, Filmproduzent und Regisseur
- Kevin Cutler (* 1968), Basketballschiedsrichter
- Jennifer Flavin (* 1968), Model und Unternehmerin
- Willie Jones III (* 1968), Schlagzeuger
- Montell Jordan (* 1968), R&B-Sänger, Produzent, Songschreiber und Pastor
- Andrew Koenig (1968–2010), Schauspieler und Filmeditor
- Mike Matusow (* 1968), Pokerspieler
- Patrick Muldoon (* 1968), Schauspieler und Sänger
- Roy Z (* 1968), Gitarrist, Komponist und Produzent
- Kim Schrier (* 1968), Politikerin und Ärztin
- Eric Warren Singer (* 1968), Drehbuchautor und Filmproduzent
- John Singleton (1968–2019), Filmregisseur, Drehbuchautor und Produzent
- Steven St. Croix (* 1968), Pornodarsteller
- Paul Tibbitt (* 1968), Regisseur, Autor und Trickfilmzeichner
- Troy Van Leeuwen (* 1970), Musiker

#### 1969
- Jennifer Aniston (* 1969), Schauspielerin
- Julia Ann (* 1969), Pornodarstellerin
- Alexis Arquette (1969–2016), transsexuelle Sängerin und Schauspielerin
- Aimee Bender (* 1969), Schriftstellerin
- Jason Blum (* 1969), Filmproduzent
- Chaz Bono (* 1969), Schauspieler
- Al Coronel (* 1969), Schauspieler, Stuntman und Synchronsprecher
- Peter Craig (* 1969), Buch- und Drehbuchautor
- Michael DeLuise (* 1969), Schauspieler und Regisseur
- Aron Eisenberg (1969–2019), Schauspieler und Filmproduzent
- Bodhi Elfman (* 1969), Schauspieler
- Patrick Fischler (* 1969), Schauspieler
- Andrew Ryan Gross (* 1969), Komponist
- Melissa Hayden (* 1969), Schauspielerin
- Alexandra Hedison (* 1969), Schauspielerin, Regisseurin, Drehbuchautorin und Fotografin
- Laurie Holden (* 1969), US-amerikanisch-kanadische Schauspielerin
- Ice Cube (* 1969), Rapper und Schauspieler
- Cameron Jamie (* 1969), Multimedia- und Performancekünstler
- Jimmy Keegan (* 1969), Schlagzeuger und Schauspieler
- Jenji Kohan (* 1969), TV-Autorin, Produzentin und Regisseurin
- Greg Kurstin (* 1969), Multi-Instrumentalist
- Douglas Michael Langdale (* 1969), Drehbuchautor, Produzent und Schauspieler
- Steve Lewis (* 1969), Leichtathlet
- Meredith Michaels-Beerbaum (* 1969), US-amerikanisch-deutsche Springreiterin
- Gina Prince-Bythewood (* 1969), Drehbuchautorin und Filmregisseurin
- Cree Summer (* 1969), Synchronsprecherin, Schauspielerin und Sängerin
- Racquel Vasquez (* 1969 oder 1970), Bürgermeisterin von Lemon Grove
- Megan Ward (* 1969), Schauspielerin

#### 1970
- Aceyalone (* 1970), Rapper und Musikproduzent
- Anthony Anderson (* 1970), Schauspieler und Komiker
- Beck (* 1970), Musiker, Gitarrist, Sänger und Musikproduzent
- B-Real, bürgerlich Louis Freese (* 1970), Rapper, Gruppe Cypress Hill
- Mike Coffin (* 1970), US-amerikanisch-österreichischer Basketballspieler und -trainer
- Clifton Collins junior (* 1970), US-amerikanischer Schauspieler und Filmproduzent mexikanischer Abstammung
- Caprice Crane (* 1970), Schriftstellerin und Drehbuchautorin
- David Gregory (* 1970), Fernsehjournalist und Moderator
- Natasha Gregson Wagner (* 1970), Schauspielerin
- Rio Hackford (1970–2022), Schauspieler
- Grant Imahara (1970–2020), Schauspieler und Modellbauer
- Shirley Kurata (* 1970), Kostümbildnerin
- Linda Larkin (* 1970), Filmschauspielerin und Synchronsprecherin
- Francesca Lé (* 1970), Pornodarstellerin
- Elizabeth Mitchell (* 1970), Schauspielerin
- Jamison Newlander (* 1970), Schauspieler
- Daniel Rappaport (* 1970), Filmproduzent und Talentmanager
- Tim Story (* 1970), Filmregisseur und Filmproduzent
- Kevin Weisman (* 1970), Schauspieler
- Kelli Williams (* 1970), Schauspielerin und Regisseurin

### 1971–1980

#### 1971
- Chuck Adams (* 1971), Tennisspieler
- Larry Allen (1971–2024), Footballspieler
- Christina Applegate (* 1971), Filmschauspielerin
- Nicholas Brendon (* 1971), Schauspieler
- Jake Busey (* 1971), Schauspieler, Musiker und Filmproduzent
- Tonya Crowe (* 1971), Schauspielerin
- Jenna Elfman (* 1971), Schauspielerin
- Michael Evans (* 1971), Schauspieler und Model
- Leslie Grossman (* 1971), Schauspielerin
- Noah Hathaway (* 1971), Filmschauspieler
- Regina King (* 1971), Schauspielerin
- Shawna Landon (* 1971), Schauspielerin
- Tracy Murray (* 1971), Basketballspieler
- Alexander Reichel (* 1971), Tennisspieler
- Heidi Schanz (* 1971), Schauspielerin und Model
- Noah Wyle (* 1971), Schauspieler

#### 1972
- T Cooper (* 1972), Schriftsteller
- Paul Gray (1972–2010), Bassist der Band Slipknot
- Beth Hart (* 1972), Sängerin, Rockmusikerin
- Matt Hemingway (* 1972), Leichtathlet
- Keyshawn Johnson (* 1972), American-Football-Spieler
- Inger Miller (* 1972), Leichtathletin
- Ed O’Bannon (* 1972), Basketballspieler
- Gwyneth Paltrow (* 1972), Schauspielerin
- Tracee Ellis Ross (* 1972), Schauspielerin
- Glen Sobel (* 1972), Schlagzeuger

#### 1973
- Sasha Alexander (* 1973), Schauspielerin
- Nimród Antal (* 1973), ungarisch-US-amerikanischer Regisseur, Drehbuchautor und Schauspieler
- Mackenzie Astin (* 1973), Schauspieler
- Jennifer Crystal (* 1973), Schauspielerin
- Josie Davis (* 1973), Schauspielerin und Filmproduzentin
- Troy Garity (* 1973), Filmschauspieler
- James Haven (* 1973), Schauspieler
- Ross Hill (1973–1990), Schauspieler
- Taj Jackson (* 1973), Sänger, Musiker und Regisseur
- Jennie Kwan (* 1973), Schauspielerin, Synchronsprecherin und Sängerin
- Juliette Lewis (* 1973), Schauspielerin und Musikerin
- Blake Lindsley (* 1973), Schauspielerin
- Barret Oliver (* 1973), Filmschauspieler und Fotograf
- Sydney Tamiia Poitier (* 1973), Schauspielerin
- Dileep Rao (* 1973), Schauspieler
- Tori Spelling (* 1973), Schauspielerin

#### 1974
- Carmit Bachar (* 1974), Sängerin und Tänzerin
- Ever Carradine (* 1974), Schauspielerin
- Leonardo DiCaprio (* 1974), Filmschauspieler und Produzent
- Trisha Donnelly (* 1974), Künstlerin
- David Faustino (* 1974), Schauspieler und Sänger
- Mark-Paul Gosselaar (* 1974), Schauspieler
- Jenna Leigh Green (* 1974), Schauspielerin
- Garrett Klugh (* 1974), Ruderer
- Kane Kosugi (* 1974), Schauspieler
- Emerson Newton-John (* 1974), Automobilrennfahrer
- Randall Park (* 1974), Schauspieler
- Giovanni Ribisi (* 1974), Schauspieler
- Marissa Ribisi (* 1974), Schauspielerin und Drehbuchautorin
- Shifty Shellshock (1974–2024), Rapper und Frontmann der Rockband Crazy Town
- Marley Shelton (* 1974), Schauspielerin
- Johnny Strong (* 1974), Schauspieler
- Kohl Sudduth (* 1974), Schauspieler
- Hanya Yanagihara (* 1974), Journalistin
- Ahmet Zappa (* 1974), Musiker, Schauspieler und Buchautor

#### 1975
- William Adams (* 1975), Rapper, Sänger und Hip-Hop-Produzent
- Toby Bailey (* 1975), Basketballspieler
- Nicole Bianchet (* 1975), Künstlerin und Musikerin
- Balthazar Getty (* 1975), Schauspieler und Musiker
- Danny Grissett (* 1975), Jazzmusiker
- Taryll Jackson (* 1975), Sänger und Musiker
- Angelina Jolie (* 1975), Schauspielerin, Regisseurin, Drehbuchautorin und Filmproduzentin
- Marion Jones (* 1975), Leichtathletin
- Jordan Ladd (* 1975), Schauspielerin
- Christopher B. Landon (* 1975), Drehbuchautor und Filmregisseur
- Daron Malakian (* 1975), Sänger und Gitarrist
- Rick Mora (* 1975), Model und Schauspieler
- Jake Paltrow (* 1975), Regisseur
- Paula Patton (* 1975), Filmschauspielerin
- Francisco Rubio (* 1975), Arzt, Pilot und Astronaut
- Erica Schmidt (* 1975), Theaterregisseurin, Autorin und Schauspielerin
- Tina Thompson (* 1975), Basketballspielerin
- Jacque Vaughn (* 1975), Basketballspieler und -trainer
- Travis Aaron Wade (* 1975), Schauspieler
- Kathleen York (* 1975), Schauspielerin, Sängerin und Songwriterin

#### 1976
- Mike Amiri (* 1976), iranisch-amerikanischer Modedesigner, Gründer, CEO und Creative Director von AMIRI
- Andrea Barber (* 1976), Schauspielerin
- Scott Caan (* 1976), Schauspieler
- Dana Daurey (* 1976), Schauspielerin
- Emily Deschanel (* 1976), Schauspielerin
- Evidence (* 1976), Rapper und Hip-Hop-Produzent
- Jada Fire (* 1976), Pornodarstellerin
- April Flores (* 1976), Pornodarstellerin
- Oliver Hudson (* 1976), Schauspieler
- Rashida Jones (* 1976), Schauspielerin, Drehbuchautorin und Sängerin
- Travis Kalanick (* 1976), Unternehmer
- Omri Katz (* 1976), Schauspieler
- Adam Kirsch (* 1976), Literaturkritiker und Schriftsteller
- Cecil Mamiit (* 1976), philippinisch-US-amerikanischer Tennisspieler
- Monet Mazur (* 1976), Schauspielerin und Musikerin
- Andre Miller (* 1976), Basketballspieler
- Freddie Prinze junior (* 1976), Filmschauspieler
- Vinessa Shaw (* 1976), Schauspielerin und Model
- Sage Stallone (1976–2012), Schauspieler und Filmregisseur
- Alison Sweeney (* 1976), Schauspielerin und Moderatorin
- Jaleel White (* 1976), Schauspieler

#### 1977
- Francesc Abós (* 1977), spanischer Tänzer und Choreograph
- Eric Balfour (* 1977), Schauspieler und Musiker
- Maia Brewton (* 1977), Schauspielerin
- Eric Chavez (* 1977), Baseballspieler
- Joseph Dammann (* 1977), Schauspieler
- Clea DuVall (* 1977), Schauspielerin
- Aria Giovanni (* 1977), Pornodarstellerin und Model
- Gianna Jessen (* 1977), Sängerin und Aktivistin der Lebensrechtsbewegung
- Bridgette Kerkove (* 1977), Pornodarstellerin und Regisseurin
- Misty May-Treanor (* 1977), Beachvolleyballspielerin
- John O’Brien (* 1977), Fußballspieler
- Jesse J. Perez (* 1977), Schauspieler und Choreograph
- Brittney Skye (* 1977), Pornodarstellerin
- Tamarine Tanasugarn (* 1977), thailändische Tennisspielerin
- Robin Thicke (* 1977), US-amerikanisch-kanadischer R&B-Sänger, Songwriter und Schauspieler
- Kehinde Wiley (* 1977), Maler
- Roger Yasukawa (* 1977), US-amerikanischer Automobilrennfahrer japanischer Abstammung

#### 1978
- Shiri Appleby (* 1978), Schauspielerin
- Judith Barsi (1978–1988), Kinderschauspielerin
- Nikki Cox (* 1978), Schauspielerin
- Gregory Dobbs (* 1978), Baseballspieler
- Alex Ebert (* 1978), Musiker, Sänger und Komponist
- Will Estes (* 1978), Filmschauspieler
- Courtney Ford (* 1978), Schauspielerin und Filmproduzentin
- Prahlad Friedman (* 1978), Pokerspieler und Rapper
- Andrea Gabriel (* 1978), Schauspielerin, Autorin und Regisseurin
- Jesse Kellerman (* 1978), Roman- und Drehbuchautor
- Cirroc Lofton (* 1978), Filmschauspieler und Rapper
- Omar Benson Miller (* 1978), Schauspieler
- China Moses (* 1978), R&B- und Jazz-Sängerin sowie TV-Moderatorin
- Ariel Pink, bürgerlich Ariel Marcus Rosenberg (* 1978), Musiker
- Joshua Pruett (* 1978), Drehbuchautor
- Sarah Remetch (Sawa Suicide; * 1978), Model, Schauspielerin und Musikerin
- Yvonne DeLaRosa (* 1978), Schauspielerin und Filmschaffende
- Tyrese (* 1978), R&B-Sänger, Rapper, Schauspieler und Model
- Young Noble (1978–2025), Rapper

#### 1979
- Bonnie Aarons (* 1979), Schauspielerin
- Gable Carr (* 1979), Schauspielerin
- Ayda Field (* 1979), Schauspielerin
- Elizabeth Gutiérrez (* 1979), Model und Schauspielerin
- John Randall Hennigan, alias John Morrison (* 1979), Profiwrestler
- Kate Hudson (* 1979), Schauspielerin
- Carmelita Jeter (* 1979), Leichtathletin
- Kourtney Kardashian (* 1979), Reality-Soap-Teilnehmerin, Schauspielerin und Unternehmerin
- Jon Kasdan (* 1979), Schauspieler, Drehbuchautor und Filmregisseur
- Andrew Keegan (* 1979), Schauspieler und Produzent
- Bianca Lawson (* 1979), Schauspielerin
- Adam Levine (* 1979), Sänger
- Bryn Mooser (* 1979), Filmregisseur und -produzent
- Melina Perez (* 1979), Profi-Wrestlerin
- Ryan Porter (* 1979), Jazz- und Funkmusiker
- Benjamin Shwartz (* 1979), Dirigent
- Hrach Titizian (* 1979), Schauspieler und Regisseur
- Cash Warren (* 1979), Filmproduzent

#### 1980
- Silvana Bayer (* 1980), deutsche Schauspielerin
- David Blu (* 1980), US-amerikanisch-israelischer Basketballspieler
- Zooey Deschanel (* 1980), Schauspielerin und Sängerin
- James Ginty (* 1980), Schauspieler
- Fiona Gubelmann (* 1980), Schauspielerin
- Jake Gyllenhaal (* 1980), Schauspieler
- Albert Hammond Jr. (* 1980), Musiker
- Simon Helberg (* 1980), Schauspieler
- Sara Hershkowitz (* 1980), Opernsängerin
- Richard Jefferson (* 1980), Basketballspieler
- Kim Kardashian (* 1980), Model, Schauspielerin und Unternehmerin
- Minka Kelly (* 1980), Schauspielerin
- Nina Lisandrello (* 1980), Schauspielerin
- Lord KraVen (* 1980 oder 1981), Schauspieler und Sänger
- Mozhan Marnò (* 1980), Schauspielerin
- Katie Morgan (* 1980), Pornodarstellerin
- Miles Mosley (* 1980), Fusionmusiker
- Megan Parlen (* 1980), Schauspielerin
- Marnette Patterson (* 1980), Schauspielerin
- Chris Pine (* 1980), Schauspieler
- Jason Ritter (* 1980), Schauspieler
- Jason Schwartzman (* 1980), Musiker und Schauspieler
- Jason Segel (* 1980), Schauspieler und Drehbuchautor
- Garrett Stafford (* 1980), Eishockeyspieler
- Michael Steger (* 1980), Schauspieler
- Brenda Villa (* 1980), Wasserballspielerin

### 1981–1990

#### 1981
- Chris Arreola (* 1981), US-amerikanischer Schwergewichtsboxer mexikanischer Herkunft
- Alex Band (* 1981), Sänger
- Rachel Bilson (* 1981), Schauspielerin
- Robert Buckley (* 1981), Schauspieler
- Dave Canales (* 1981), American-Football-Trainer
- Kimberly Cullum (* 1981), Filmschauspielerin und Kinderstar
- Meagan Good (* 1981), Schauspielerin
- Joseph Gordon-Levitt (* 1981), Filmschauspieler
- Josh Groban (* 1981), Sänger
- Cosma Shiva Hagen (* 1981), deutsche Schauspielerin
- Marques Houston (* 1981), R’n’B-Sänger und Schauspieler
- Bryce Dallas Howard (* 1981), Schauspielerin
- Jelena Jensen (* 1981), Pornodarstellerin
- Rami Malek (* 1981), Schauspieler
- Meghan, Duchess of Sussex (* 1981), Schauspielerin, Ehefrau von Prinz Harry
- Michael Oliver (* 1981), Schauspieler
- Azura Skye (* 1981), Schauspielerin
- Brooklyn Sudano (* 1981), Schauspielerin
- Heather Vandeven (* 1981), Schauspielerin, Model und Pornodarstellerin
- Amara Walker (* 1981), Journalistin

#### 1982
- 12th Planet (* 1982), DJ und Musikproduzent
- Genevieve Artadi (* 1982), Musikerin
- Thora Birch (* 1982), Schauspielerin
- Raffaele Bossard (* 1982), Schweizer Jazzmusiker
- Sophia Bush (* 1982), Schauspielerin
- Lizzy Caplan (* 1982), Schauspielerin
- Toran Caudell (* 1982), Schauspieler, Synchronsprecher und Songschreiber
- Jaycee Chan (* 1982), US-amerikanischer Schauspieler und Sänger chinesisch-taiwanischer Herkunft; Sohn von Jackie Chan
- Hérculez Gómez (* 1982), Fußballspieler
- J-five (* 1982), Rapper
- Blake Heron (1982–2017), Filmschauspieler
- Elisabeth Moss (*  1982), Schauspielerin und Filmproduzentin
- AJ Moye (* 1982), Basketballspieler
- Max Hooper Schneider (* 1982), Künstler
- Robert Schwartzman (* 1982), Schauspieler, Sänger und Songwriter
- Anish Sharda (* 1982), Basketballspieler
- Jodie Sweetin (* 1982), Schauspielerin

#### 1983
- Seth Amoo (* 1983), ghanaisch-US-amerikanischer Sprinter
- Prakash Amritraj (* 1983), indischer Tennisspieler
- Julie Marie Berman (* 1983), Schauspielerin
- Blu (* 1983), MC
- Kate Bosworth (* 1983), Schauspielerin
- Josh Childress (* 1983), Basketballspieler
- Deuce (* 1983), Musikproduzent und Rapper
- Andrew Garfield (* 1983), US-amerikanisch-britischer Schauspieler
- Spencer Grammer (* 1983), Schauspielerin
- Jonah Hill (* 1983), Schauspieler und Drehbuchautor
- Leela James (* 1983), Soulsängerin
- Brody Jenner (* 1983), Reality-TV-Darsteller und Model
- Zoe Kazan (* 1983), Schauspielerin und Drehbuchautorin
- Lauren Kitt Carter (* 1983), Schauspielerin und Filmproduzentin
- Johnny Lewis (1983–2012), Schauspieler
- Flying Lotus (* 1983), DJ und Produzent von experimenteller elektronischer Musik und Hip-Hop
- Christopher Paolini (* 1983), Autor
- Naomi Russell (* 1983), Pornodarstellerin
- Houston (* 1983), R&B-Sänger
- Dijon Thompson (* 1983), Basketballspieler
- Tessa Thompson (* 1983), Schauspielerin
- Max Winkler (* 1983), Filmregisseur und Drehbuchautor

#### 1984
- Justin Baldoni (* 1984), Schauspieler
- Angel Blue (* 1984), Sopranistin
- Josh Byrne (* 1984), Filmschauspieler
- Scott Clifton (* 1984), Schauspieler
- Sasha Cohen (* 1984), Eiskunstläuferin
- America Ferrera (* 1984), Schauspielerin
- Nick Folk (* 1984), American-Football-Spieler
- Kim Glass (* 1984), Volleyballspielerin
- Julia Holter (* 1984), Indie-Electronic-Musikerin
- Khloé Kardashian (* 1984), Reality-Soap-Teilnehmerin, Model, Schauspielerin, Unternehmerin und Moderatorin
- Jonny Kim (* 1984), Arzt, Navy SEAL und Astronaut
- Keegan de Lancie (* 1984), Filmschauspieler
- Lauren London (* 1984), Schauspielerin
- Daisy Marie (* 1984), Pornodarstellerin und Model
- Alex McKenna (* 1984), Schauspielerin
- Lana McKissack (* 1984), Schauspielerin
- Katharine McPhee (* 1984), Popsängerin und Schauspielerin
- Tiffany Michelle (* 1984), Schauspielerin, Pokerspielerin und Fernsehmoderatorin
- Eva Pigford (* 1984), Model und Schauspielerin
- Paul Rodriguez (* 1984), mexikanisch-US-amerikanischer Skateboarder
- Xosha Roquemore (* 1984), Schauspielerin
- Josh Trank (* 1984), Film- und Fernsehregisseur
- Jonathon Trent (* 1984), Schauspieler und Filmschaffender
- Joe Trohman (* 1984), Gitarrist

#### 1985
- Husain Abdullah (* 1985), American-Football-Spieler
- Arron Afflalo (* 1985), Basketballspieler
- Lily Aldridge (* 1985), Model
- Odette Annable (* 1985), Schauspielerin
- Troian Bellisario (* 1985), Schauspielerin
- Sorel Carradine (* 1985), Schauspielerin
- Vicki Chase (* 1985), Pornodarstellerin
- Porscha Coleman (* 1985), Schauspielerin, Sängerin und Fernsehmoderatorin
- Allyson Felix (* 1985), Leichtathletin
- Sean Franklin (* 1985), Fußballspieler
- Jennifer Freeman (* 1985), Schauspielerin
- Emile Hirsch (* 1985), Filmschauspieler
- Andrew Howe (* 1985), italienischer Leichtathlet
- Justin Hurwitz (* 1985), Komponist und Drehbuchautor
- Nipsey Hussle (1985–2019), Rapper
- Aja Naomi King (* 1985), Schauspielerin
- Alex Mack (* 1985), Footballspieler
- Miguel (* 1985), R&B-Sänger und Songwriter
- Daron Nefcy (* 1985), Cartoonistin, Regisseurin, Synchronsprecherin, Art Director, Künstlerin und Drehbuchautorin
- Audrina Patridge (* 1985), Schauspielerin
- Whitney Port (* 1985), Fernsehschauspielerin und Designerin
- Noelle Quinn (* 1985), Basketballspielerin
- Tyler Ritter (* 1985), Schauspieler
- Shalonda Solomon (* 1985), Sprinterin
- Marcus Williams (* 1985), Basketballspieler
- Dorell Wright (* 1985), Basketballspieler
- Nick Young (* 1985), Basketballspieler

#### 1986
- Emily Armstrong (* 1986), Musikerin
- Camilla Belle (* 1986), Schauspielerin
- Yurizan Beltran (1986–2017), Pornodarstellerin und Schauspielerin
- Anna Sophia Berglund (* 1986), Model, Playmate und Schauspielerin
- Katie Cassidy (* 1986), Schauspielerin und Sängerin
- Brando Eaton (* 1986), Schauspieler
- Briana Evigan (* 1986), Schauspielerin und Tänzerin
- Jordan Farmar (* 1986), Basketballspieler
- Tessa Ferrer (* 1986), Schauspielerin
- Armie Hammer (* 1986), Schauspieler
- Haley Hudson (* 1986), Schauspielerin und Sängerin
- Kid Ink (* 1986), Rapper, R&B-Sänger, Produzent und Songwriter
- Ana Kasparian (* 1986), armenisch-US-amerikanische Fernsehmoderatorin
- Shia LaBeouf (* 1986), Schauspieler und Komiker
- Chloe Lattanzi (* 1986), Sängerin und Schauspielerin
- Alex Marlow (* 1986), Journalist, Chefredakteur
- Brawley Nolte (* 1986), Filmschauspieler
- Ashley Olsen (* 1986), Schauspielerin und Unternehmerin
- Mary-Kate Olsen (* 1986), Schauspielerin und Unternehmerin
- Ethan Peck (* 1986), Schauspieler
- Kyla Pratt (* 1986), Schauspielerin und Musikerin
- Gabe Pruitt (* 1986), Basketballspieler
- Amber Riley (* 1986), Schauspielerin
- Skyler Shaye (* 1986), Schauspielerin
- Michael Shuman (* 1986), Bassist
- Amber Stevens West (* 1986), Schauspielerin
- Nita Strauss, geboren als Vinita Sandhya Strauss (* 1986), Gitarristin
- Charlyne Yi (* 1986), Schauspielerin, Musikerin und Komödiantin
- Jason Butler (* 1986), Rock- und Punkmusiker

#### 1987
- Ab-Soul (* 1987), Rapper
- Victor Butler (* 1987), American-Football-Spieler
- Chloe Domont (* 1987), Drehbuchautorin und Filmregisseurin
- Dillon Francis (* 1987), DJ und Musikproduzent
- Lauren Halsey (* 1987), Künstlerin
- Amir Johnson (* 1987), Basketballspieler
- Jack Johnson (* 1987), Schauspieler und Musiker
- Daren Kagasoff (* 1987), Schauspieler
- Kesha (* 1987), Popsängerin, Rapperin und Songwriterin
- Christel Khalil (* 1987), Schauspielerin und Synchronsprecherin
- Karla Lane (* 1987), Pornodarstellerin
- Blake Lively (* 1987), Schauspielerin und Model
- Michael Welch (* 1987), Schauspieler
- Mara Wilson (* 1987), Filmschauspielerin

#### 1988
- Jhené Aiko (* 1988), R&B-Sängerin
- Portia Doubleday (* 1988), Schauspielerin
- Scott Durant (* 1988), britischer Ruderer
- Trevor Einhorn (* 1988), Schauspieler
- Caitlin Gerard (* 1988), Schauspielerin
- Paulina Gretzky (* 1988), US-amerikanisch-kanadische Sängerin, Model und Schauspielerin
- Cody Horn (* 1988), Schauspielerin und Model
- Zoë Kravitz (* 1988), Schauspielerin
- Alexandra Krosney (* 1988), Schauspielerin
- Alexandra Kyle (* 1988), Schauspielerin
- Steven R. McQueen (* 1988), Schauspieler
- Sonny Moore alias Skrillex (* 1988), Sänger, DJ und Produzent
- Haley Joel Osment (* 1988), Schauspieler
- Sara Paxton (* 1988), Schauspielerin und Pop-Sängerin
- Sensi Pearl (* 1988), Schauspielerin und Tänzerin
- Christen Press (* 1988), Fußballspielerin
- Francia Raisa (* 1988), Schauspielerin
- Tania Raymonde (* 1988), Schauspielerin, Filmregisseurin und Drehbuchautorin
- Nikki Reed (* 1988), Schauspielerin
- Sarah Sutherland (* 1988), Schauspielerin
- Mae Whitman (* 1988), Schauspielerin

#### 1989
- Kris Bowers (* 1989), Jazzpianist, Keyboarder und Komponist
- Alden Ehrenreich (* 1989), Filmschauspieler
- James Harden (* 1989), Basketballspieler
- Cassidy Horn (* 1989), Umweltschützerin und Schauspielerin
- ILoveMakonnen (* 1989), Rapper
- Danielle Riley Keough (* 1989), Schauspielerin und Model
- Beau Christian Knapp (* 1989), Schauspieler
- Christopher Mintz-Plasse (* 1989), Schauspieler
- Daniella Monet (* 1989), Schauspielerin und Sängerin
- Barbara Nwaba (* 1989), Siebenkämpferin
- Ryan Phinny (* 1989), Automobilrennfahrer
- Emily Rios (* 1989), Schauspielerin und Model
- Katherine Schwarzenegger (* 1989), Autorin und Bloggerin
- Vera Sola (* 1989), US-amerikanisch-kanadische Singer-Songwriterin, Multiinstrumentalistin und Plattenkünstlerin
- Robert Strange (* 1989), Schauspieler und Puppenspieler
- Jessie Vargas (* 1989), US-amerikanischer Profiboxer mexikanischer Abstammung
- Justin Williams (* 1989), US-amerikanisch-belizischer Radsportler
- Alexander Winters (* 1989), Schauspieler, Stuntman, Kurzfilmproduzent und ein Model
- Brian Yoon (* 1989), Pokerspieler

#### 1990
- Kristos Andrews (* 1990), britisch-US-amerikanischer Schauspieler, Filmproduzent, Filmregisseur und Skateboarder
- Ashly Burch (* 1990), Schauspielerin und Synchronsprecherin
- Vontaze Burfict (* 1990), Footballspieler
- Jordan Calloway (* 1990), Schauspieler
- Derrick Coleman (* 1990), Footballspieler
- Dean Collins (* 1990), Filmschauspieler und Filmemacher
- Joe Corona (* 1990), Fußballspieler
- Camryn Elizabeth Grimes (* 1990), Schauspielerin
- Jordan Hamilton (* 1990), Basketballspieler
- Chet Hanks (* 1990), Filmschauspieler
- Malik Jackson (* 1990), American-Football-Spieler
- Marvin Jones (* 1990), American-Football-Spieler
- Ayla Kell (* 1990), Schauspielerin und Tänzerin
- Brandon Kozun (* 1990), US-amerikanisch-kanadischer Eishockeyspieler
- Justin Kuritzkes (* 1990), Drehbuchautor, Dramatiker und Romancier
- Mikaela Mayer (* 1990), Boxerin
- Molly McCook (* 1990), Schauspielerin
- Lorraine Nicholson (* 1990), Schauspielerin
- Clayton Parros (* 1990), Sprinter
- Austin Peralta (1990–2012), Jazzpianist
- Kyle Poole (* ≈1990), Jazzmusiker
- Teddy Ray (1990–2022), Schauspieler und Komiker
- Daniel Roman (* 1990), Boxer
- Tyron Smith (* 1990), Footballspieler
- Evan Spiegel (* 1990), Internet-Unternehmer
- Sasha Spielberg (* 1990), Schauspielerin und Sängerin
- Kristen Stewart (* 1990), Schauspielerin
- Jaclyn Swedberg (* 1990), Model, Schauspielerin und Playmate
- Klay Thompson (* 1990), Basketballspieler

### 1991–2000

#### 1991
- Lionel Boyce (* 1991), Rapper, Fernsehschauspieler, Drehbuchautor und Filmproduzent
- Richard Chiu (* 1991), Schauspieler und Filmschaffender
- Roshon Fegan (* 1991), Schauspieler, Tänzer und Sänger
- Willa Holland (* 1991), Fotomodell und Schauspielerin
- Hayley Kiyoko (* 1991), Schauspielerin, Sängerin und Tänzerin japanischer Abstammung
- Darius Morris (1991–2024), Basketballspieler
- Sarah Ramos (* 1991), Schauspielerin
- Marielle Scott (* 1991), Filmschauspielerin
- Eden Sher (* 1991), Schauspielerin
- Tyler Skaggs (1991–2019), Baseballspieler
- Tyler, The Creator (* 1991), Rapper und Hip-Hop-Produzent
- Malcolm Washington (* 1991), Regisseur, Drehbuchautor und Filmproduzent
- Alex Zahavi (* 1991), portugiesisch-israelischer Fußballspieler

#### 1992
- James Cullen Bressack (* 1992), Filmproduzent, Filmregisseur, Filmschauspieler, Drehbuchautor, Filmeditor und Kameramann
- Allen Crabbe (* 1992), Basketballspieler
- Sky Ferreira (* 1992), Sängerin
- Karen Fukuhara (* 1992), japanisch-US-amerikanische Schauspielerin
- Logan Lerman (* 1992), Schauspieler
- Billie Lourd (* 1992), Schauspielerin
- Vanessa Marano (* 1992), Schauspielerin
- Michael Mayo (* 1992), Jazzmusiker
- Andrea Murez (* 1992), israelisch-US-amerikanische Schwimmerin
- Olivia Olson (* 1992), Schauspielerin und Sängerin
- Emily Osment (* 1992), Schauspielerin, Sängerin und Synchronsprecherin
- Jack Quaid (* 1992), Schauspieler
- Medalion Rahimi (* 1992), Schauspielerin
- Paul Richardson (* 1992), Footballspieler
- Adam G. Sevani (* 1992), Schauspieler und Tänzer
- Syd (* 1992), Sängerin, Songwriterin, Musikproduzentin und Toningenieurin
- Amro Tarek (* 1992), Fußballspieler
- Clay Thompson (* 1992), Tennisspieler

#### 1993
- Annabelle Attanasio (* 1993), Schauspielerin
- Luke Christopher (* 1993), Rapper, Sänger, Produzent und Liedermacher
- Kiersey Clemons (* 1993), Schauspielerin und Sängerin
- Miranda Cosgrove (* 1993), Sängerin und Filmschauspielerin
- Oliver Davis (* 1993), Filmschauspieler
- Taylor Dearden Cranston (* 1993), Schauspielerin
- Spencer Dinwiddie (* 1993), Basketballspieler
- David Dorfman (* 1993), Schauspieler
- India Eisley (* 1993), Schauspielerin
- Beanie Feldstein (* 1993), Film- und Theaterschauspielerin
- Eliel Ford (* 1993), Fotograf, Film-, Videoregisseur und Filmschauspieler
- Phillip Golub (* 1993), Musiker
- Andrew Jacobs (* 1993), Schauspieler und Filmproduzent
- Hopper Penn (* 1993), Filmschauspieler
- Halston Sage (* 1993), Schauspielerin und Sängerin
- Patrick Schwarzenegger (* 1993), Schauspieler
- Drew Starkey (* 1993), Schauspieler

#### 1994
- Sam Aotaki (* 1994), Schauspielerin
- Jason Brown (* 1994), Eiskunstläufer
- Zoey Deutch (* 1994), Schauspielerin
- Molly Gordon (* 1994), Schauspielerin
- Alexander Gould (* 1994), Schauspieler und Synchronsprecher
- Alexios Halebian (* 1994), Tennisspieler
- Niki Koss (* 1994), Schauspielerin
- Justin Prentice (* 1994), Schauspieler
- Francesca Reale (* 1994), Schauspielerin
- Mario Rodríguez (* 1994), Fußballspieler
- Skyler Samuels (* 1994), Schauspielerin
- Hudson Thames (* 1994), Schauspieler, Sänger und Musiker
- Makenzie Vega (* 1994), Schauspielerin
- Brandon Vincent (* 1994), Fußballspieler
- Nat Wolff (* 1994), Schauspieler und Musiker

#### 1995
- Ireland Baldwin (* 1995), Model
- Meghan Carrasquillo (* 1995), Schauspielerin und Musicaldarstellerin
- Doja Cat (* 1995), Rapperin und Sängerin
- Hannah Einbinder (* 1995), Schauspielerin, Comedian und Autorin
- Julia Goldani Telles (* 1995), Schauspielerin und Balletttänzerin
- Gigi Hadid (* 1995), Model
- Kendall Jenner (* 1995), Reality-TV-Teilnehmerin und Model
- Claire Julien (* 1995), Schauspielerin
- Stevie Lynn Jones (* 1995), Schauspielerin
- Laura Marano (* 1995), Schauspielerin
- Parker McKenna Posey (* 1995), Schauspielerin
- Justice Smith (* 1995), Schauspieler
- Taylor John Smith (* 1995), Schauspieler

#### 1996
- Madeline Carroll (* 1996), Schauspielerin, Synchronsprecherin und Model
- Ernesto Escobedo (* 1996), mexikanisch-US-amerikanischer Tennisspieler
- Sarah Gilman (* 1996), Schauspielerin
- Bella Hadid (* 1996), Model
- Connie Han (* 1996), Jazzpianistin
- Bradford Jamieson IV (* 1996), Fußballspieler
- Mackenyu (* 1996), japanischer Schauspieler
- Chance Perdomo (1996–2024), britischer Schauspieler und Model
- Leslie Ramírez (* 1996), US-amerikanisch-guatemaltekisch-mexikanische Fußballspielerin
- Hailee Steinfeld (* 1996), Schauspielerin
- Camille Wormser (* 1996), Schauspielerin

##### 1997
- Maude Apatow (* 1997), Schauspielerin
- Billi Bruno (* 1997), Schauspielerin
- Sadie Calvano (* 1997), Schauspielerin
- Max Chamberlain (* 1997), Volleyballspieler
- Maximilian Heidegger (* 1997), US-amerikanisch-israelisch-österreichischer Basketballspieler
- Kathrine Herzer (* 1997), Schauspielerin
- Johnny Hooper (* 1997), Wasserballspieler
- Nicolette Langley (* 1997), Schauspielerin
- Camila Morrone (* 1997), Schauspielerin und Model
- Eduardo Nava (* 1997), Tennisspieler
- Finneas O’Connell (* 1997), Singer-Songwriter, Musikproduzent und Schauspieler
- Diana Silvers (* 1997), Model und Schauspielerin
- Sueco (* 1997), Sänger und Rapper

##### 1998
- Faiq Bolkiah (* 1998), bruneiischer Fußballspieler
- Lorenzo Brino (1998–2020), Schauspieler
- Nikolas Brino (* 1998), Schauspieler
- Caylee Cowan (* 1998), Schauspielerin
- Kerris Dorsey (* 1998), Schauspielerin
- Kayla Anise Richardson (* 1998), philippinische Leichtathletin
- Alyssa Shafer (* 1998), Schauspielerin
- Jaden Smith (* 1998), Schauspieler
- Amandla Stenberg (* 1998), Schauspielerin
- Ariel Winter (* 1998), Schauspielerin und Sängerin
- Haji Wright (* 1998), Fußballspieler

##### 1999
- Gracie Abrams (* 1999), Singer-Songwriterin
- Hanna Barakat (* 1999), US-amerikanisch-palästinensische Sprinterin
- Emily Beihold (* 1999), Sängerin und Songwriterin
- Cameron Boyce (1999–2019), Schauspieler
- Kelly Gould (* 1999), Schauspielerin
- Nick Itkin (* 1999), Florettfechter
- Joey King (* 1999), Schauspielerin
- Mikey Madison (* 1999), Schauspielerin
- Hunter McElrea (* 1999), neuseeländischer Automobilrennfahrer
- Declan Tingay (* 1999), US-amerikanisch-australischer Geher
- Marko Vavic (* 1999), Wasserballspieler

##### 2000
- Nor Sarah Adi (* 2000), malaysische Leichtathletin
- Mackenzie Foy (* 2000), Schauspielerin und Model
- Griffin Gluck (* 2000), Schauspieler
- Ben Lederman (* 2000), Fußballspieler
- Jordan Nagai (* 2000), Synchronsprecher
- Jade Pettyjohn (* 2000), Schauspielerin
- Willow Smith (* 2000), Schauspielerin und Sängerin
- Kayvon Thibodeaux (* 2000), American-Football-Spieler

### Geburtsjahr unbekannt
- John Coda (* 20. Jh.), Komponist und Musikproduzent
- Joan Kwuon (* 20. Jh.), Geigerin und Musikpädagogin
- Mason (* 20. Jh.), Pornoregisseurin
- Alec Roberts (* 20. Jh.), Schauspieler
- Rebekah Rota (* 20. Jh.), Opernintendantin, -regisseurin und -sängerin
- Gingger Shankar (* 20. Jh.), Sängerin, Geigerin und Komponistin, Filmemacherin und -produzentin

## 21. Jahrhundert

### 2001 bis 2010
- Rowan Blanchard (* 2001), Schauspielerin
- Jackson Brundage (* 2001), Kinderdarsteller
- Billie Eilish (* 2001), Singer-Songwriterin
- Milo Manheim (* 2001), Schauspieler
- David Mazouz (* 2001), Schauspieler
- Emilio Nava (* 2001), Tennisspieler
- Adrian Weinberg (* 2001), Wasserballspieler
- Efrain Alvarez (* 2002), Fußballspieler
- Ethan Dizon (* 2002), Schauspieler
- Kobe Hernández-Foster (* 2002), Fußballspieler
- Emma Myers (* 2002), Schauspielerin
- Rocco Ríos Novo (* 2002), argentinisch-US-amerikanischer Fußballtorhüter
- Emma Schweiger (* 2002), deutsche Schauspielerin
- Ángela Aguilar (* 2003), Sängerin
- Griffin Cleveland (* 2003), Schauspieler und Synchronsprecher
- Alexandra Doke (* 2003), Schauspielerin
- Jack Dylan Grazer (* 2003), Schauspieler
- Kiki Iriafen (* 2003), Basketballspielerin
- Ethan Munck (* 2003), Schauspieler
- Nina Lu (* 2003), Schauspielerin
- Alyssa Thompson (* 2004), Fußballspielerin
- Vivian Wilson (* 2004), Social-Media-Persönlichkeit und Tochter von Elon Musk
- Lyliana Wray (* 2004), Schauspielerin
- Sam Morelos (* 2005), philippinisch-amerikanische Schauspielerin
- Crew Morrow (* 2005), Schauspieler und Model
- Andrew Ortega (* 2005), Kinderdarsteller
- Katie Silverman (* 2005), Schauspielerin und Synchronsprecherin
- Ruby Rose Turner (* 2005), Schauspielerin, Sängerin und Tänzerin
- Kaylan Bigun (* 2006), Tennisspieler
- Ava Kolker (* 2006), Schauspielerin, Synchronsprecherin und Sängerin
- Sadie Sandler (* 2006), Schauspielerin
- Scarlett Estevez (* 2007), Schauspielerin
- Christian Convery (* 2009), kanadischer Schauspieler
- Wesley Kimmel (* 2009), Schauspieler und Synchronsprecher
- Lexy Kolker (* 2009), Schauspielerin

### 2011 bis 2020
- Rylee Alazraqui (* 2011), Schauspielerin und Synchronsprecherin
- Willow Sage Hart (* 2011), Sängerin, Tochter von Pink